# Renesans Paleologów
Renesans Paleologów – okres rozwoju kultury bizantyńskiej, przypadający na panowanie dynastii Paleologów, czyli lata 1261–1453. Był to czas rozkładu Cesarstwa Bizantyńskiego pod względem politycznym, jednak pod kątem sztuki panował rozkwit.

## Literatura

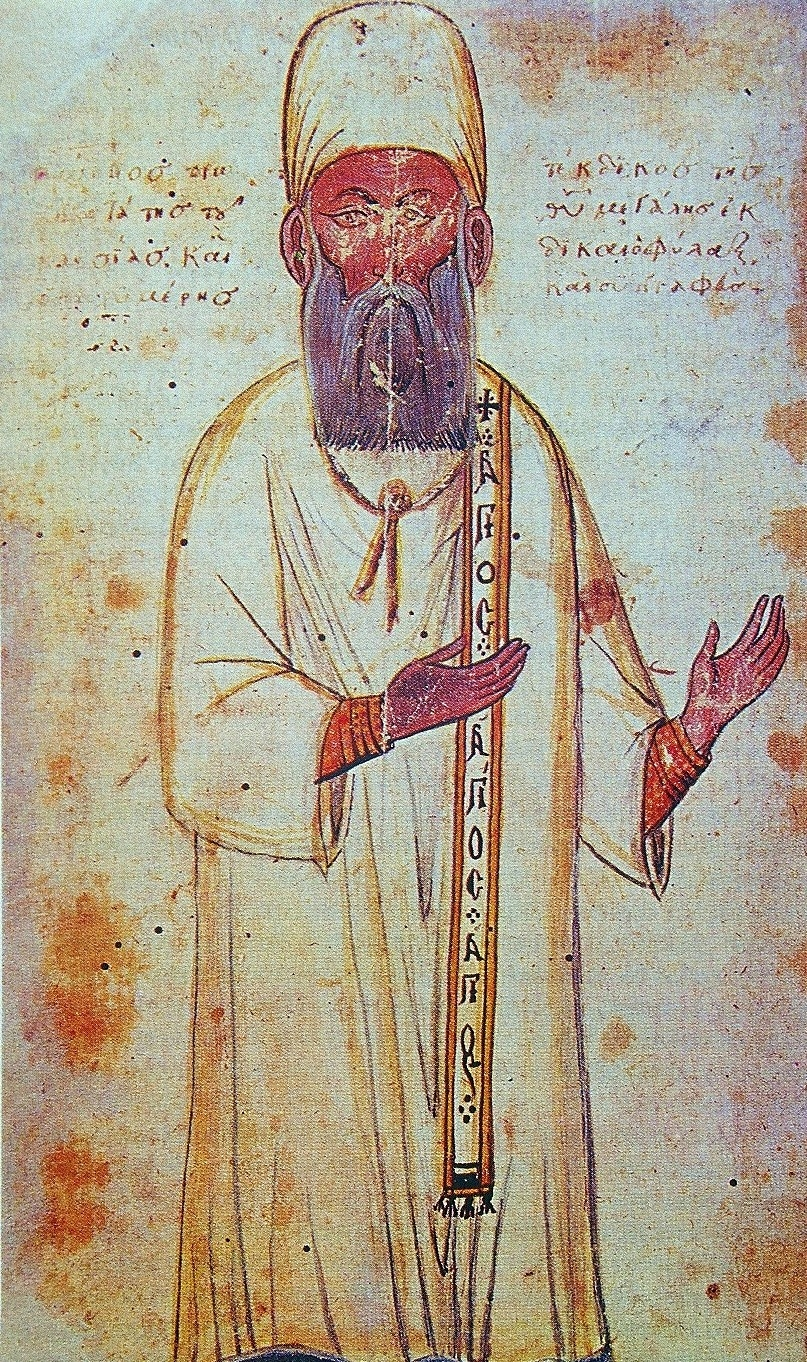
Wizerunek Jerzego Pachymeresa

Za panowania Paleologów nastąpił rozwój literatury w tym także tej historycznej. Najważniejszymi historykami byli wówczas Jerzy Pachymeres, Nikefor Gregoras i Jan VI Kantakuzen. Pachymeres jest autorem Historii zakończonej na roku 1308 i dobrze opisującej rządy Michała VIII oraz jego syna Andronika II. Gregoras z kolei napisał dzieło zatytułowane Romaike historia, czyli "Historia rzymska", opisujące lata 1204-1359. Nie dość, że ostatnie czterdzieści lat jest przedstawionych bardzo szczegółowo, to Gregoras dodatkowo wyróżnia się wyjątkową bezstronnością w większości aspektów. Jan Kantakuzen stworzył Historie opiewające czterdzieści lat od 1320 roku. Problem tego dzieła tkwi w tym, iż Kantakuzen jako cesarz w latach 1341-1354 sam był bohaterem jednej trzeciej omawianego przez siebie okresu. To z kolei nadaje Historiom subiektywny charakter, a były władca próbuje w nich postawić siebie w jak najlepszym świetle.

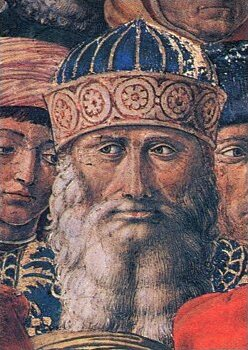
Gemist-Pleton

Inną wybitną postacią był Nikefor Chumnos, piastujący wysokie urzędy publiczne i powiązany z rodem Paleologów. Chumnos napisał różne traktaty filozoficzne i teologiczne, gdzie przeciwstawił teorię Arystotelesa neoplatonizmowi. Oprócz tego zajmował się astronomią, matematyką, oraz retoryką. W imieniu cesarza Andronika II redagował akty prawne, między innymi edykt o reformie sądownictwa z 1296 oraz złotą bullę z 1313 roku. Liczne traktaty retoryczne, filologiczne i teologiczne pozostawił po sobie filolog Tomasz Magister. Jego dzieła O władzy cesarskiej, oraz O państwie dostarczają istotne informacje o systemie administracyjnym Andronika II. Na dworze w Konstantynopolu u Andronika następcą Chumnosa na stanowisku mesadzona był Teodor Metochita, twórca traktatów filozoficznych, matematycznych, astronomicznych, lecz ponadto udzielający się w poezji i retoryce. Wśród poetów zaznaczyli się również Manuel Holobol, a także Manuel Files. Wybitnym filozofem połowy XIV wieku był neoplatończyk Demetriusz Kydones z Tesaloniki. Brał on udział w żarliwych dysputach religijnych jako przeciwnik mistycznego ruchu hezychazmu, oraz zajmował stanowisko prozachodnie, dążące do zjednania Kościołów prawosławnego i katolickiego. Demetriusz zasłynął jako tłumacz z łaciny na grekę wielu dzieł zachodnich w tym między innymi Summa theologiae świętego Tomasza z Akwinu.
Sprawami społecznymi zajmowali się Mikołaj Kabazylas, autor traktatów o lichwiarstwie, czy Aleksy Makrembolita, który napisał Dialog między bogaczem a żebrakiem. Wśród cesarzy obok Jana Kantakuzena w dziedzinie literatury należy postawić Manulea II, autora traktatów teologicznych, pism okolicznościowych, czy też wielu listów. Na temat unii kościołów pisali tacy uczeni jak humanista Jerzy Gemist-Pleton, Marek Eugenik, Gennadiusz II Scholar, albo Jan Eugenik. O życiu dworskim i systemie administracyjnym informuje praca o urzędach pałacowych i kościelnych. Dzieło to powstałe za Jana Kantakuzena informuje o zwyczajach na cesarskim dworze, na przykład koronacji cesarza, oraz przedstawia wykaz urzędów kościelnych i świeckich. W dziedzinie prawa duże znaczenie ma wydany w 1345 Heksabiblos Konstantyna Hermenopula stanowiący kompendium o prawie karnym i cywilnym. Został napisany na podstawie dawnych kodeksów bizantyńskich, między innymi Prochironu a także Eklogi. Heksabiblos szeroko rozpowszechnił się poza Bizancjum.

## Architektura

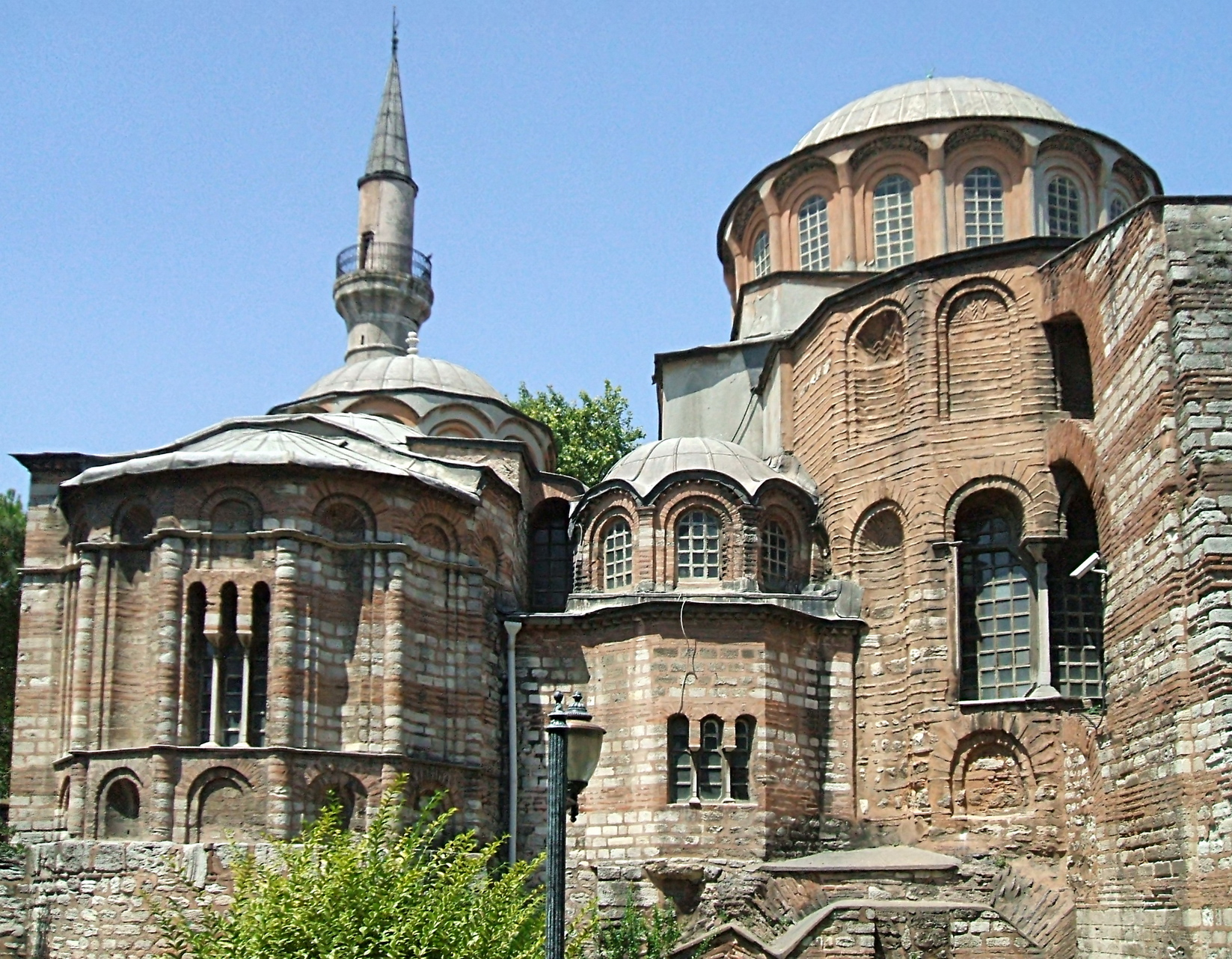
Kościół świętego Zbawiciela w Mykonos
Plan Chory w Konstantynopolu
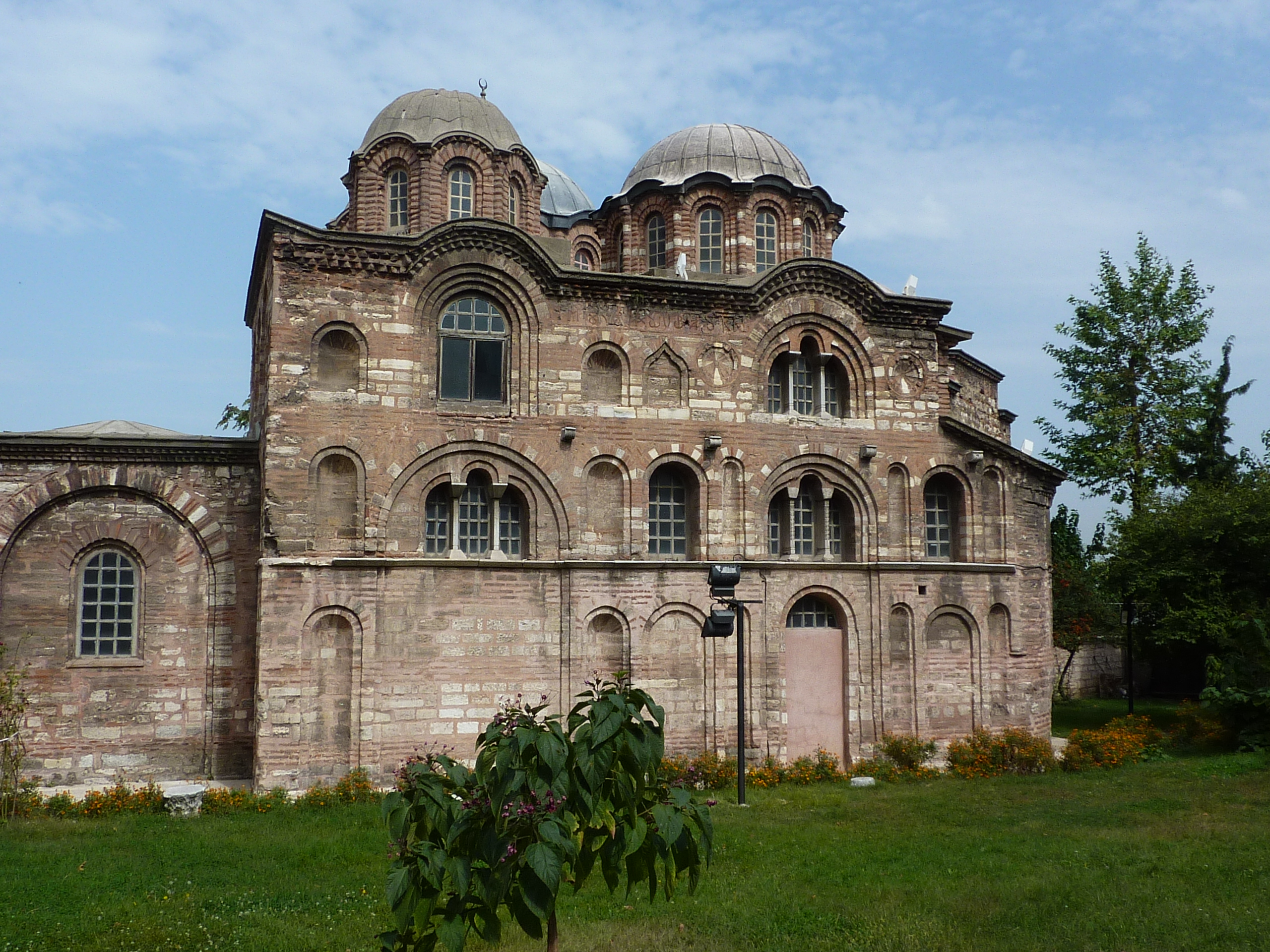
Teotokos Pammakaristos
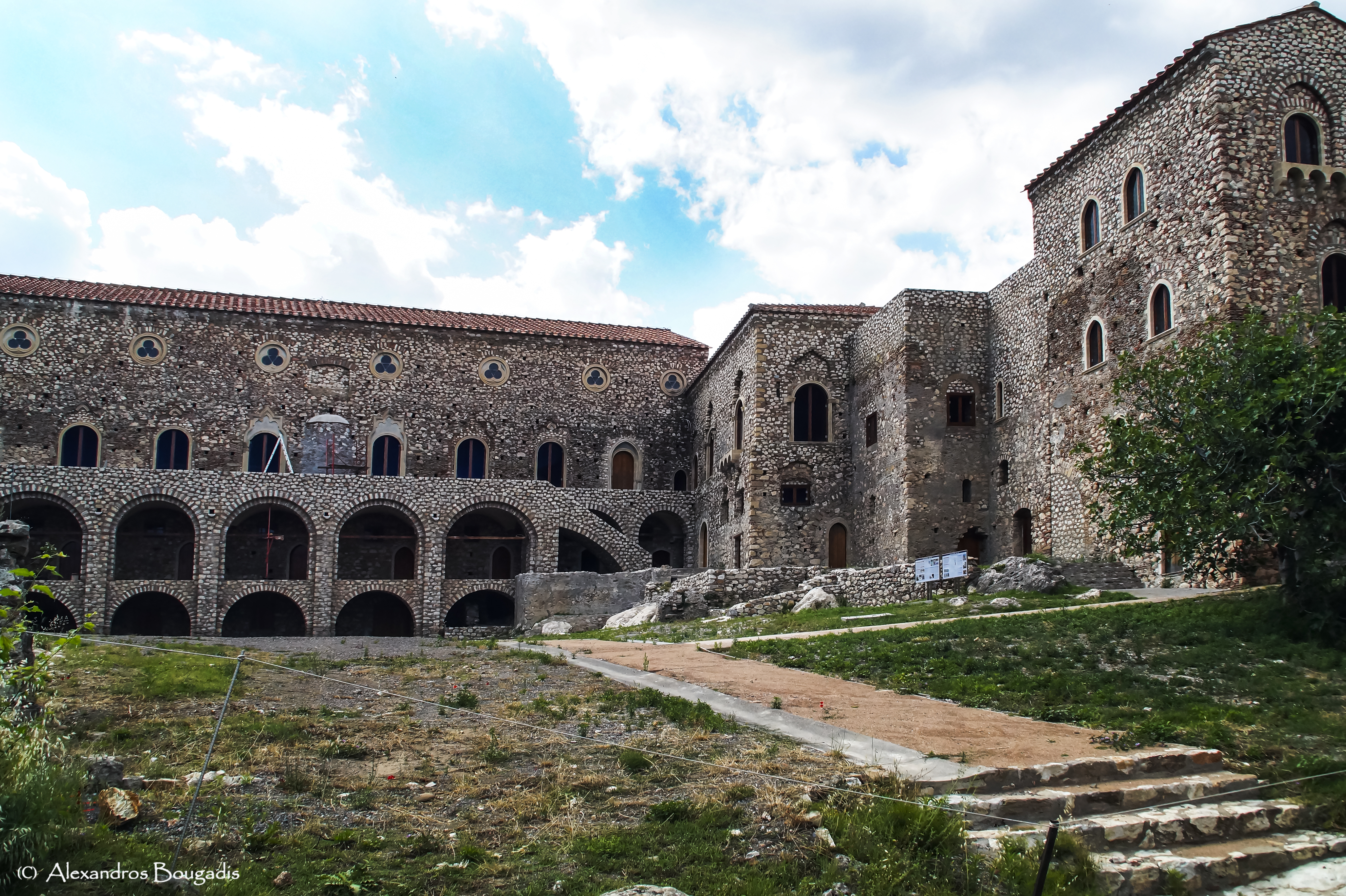
Pałac despoty w Mistrze
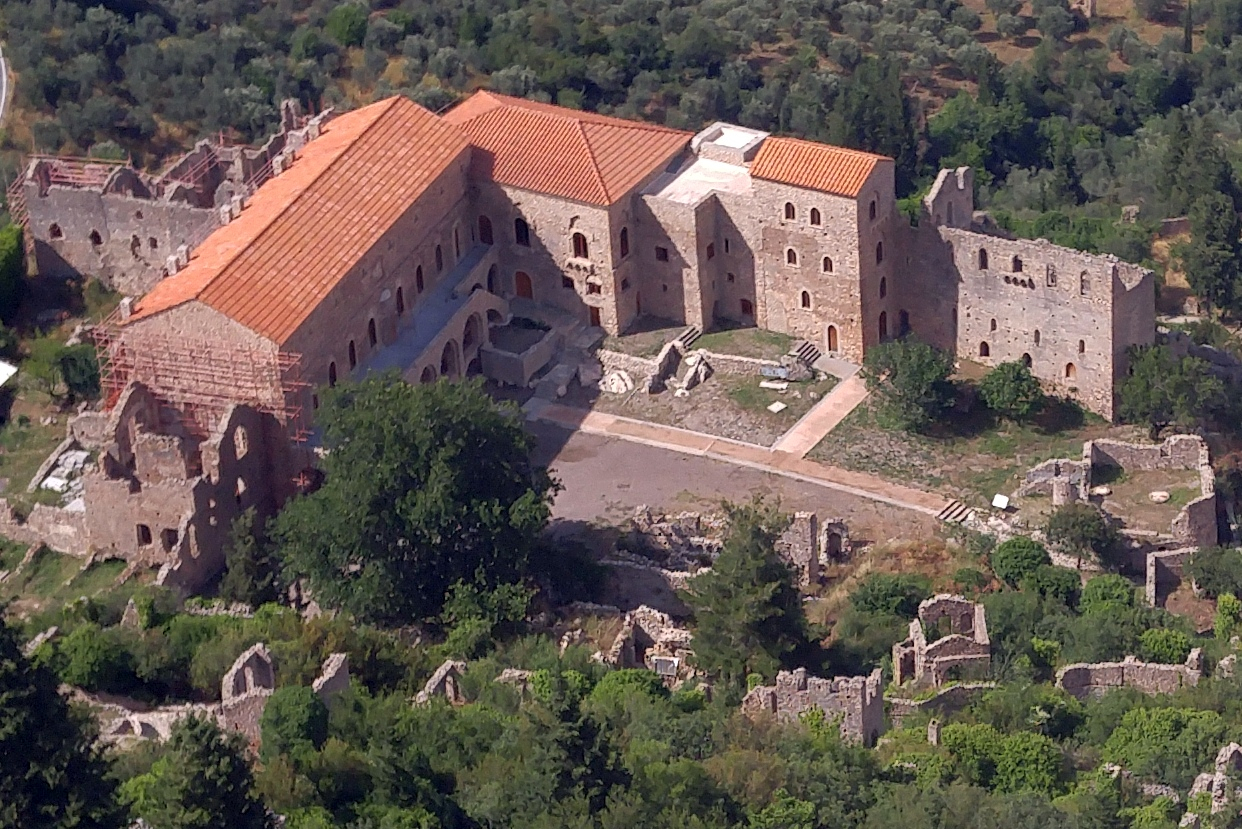
Pałac despoty w Mistrze
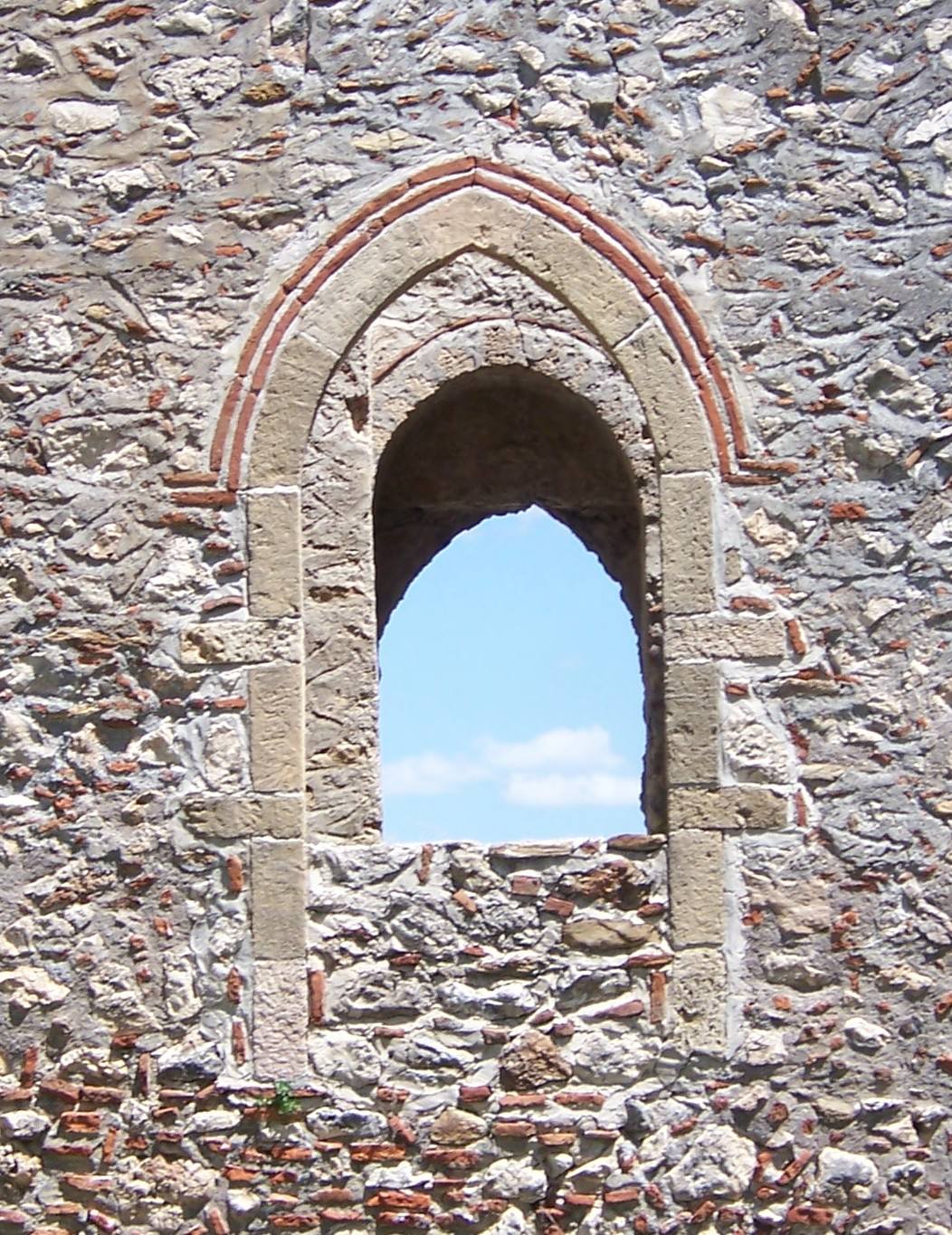
Szczegóły okien pałacu despotów w Mistrze
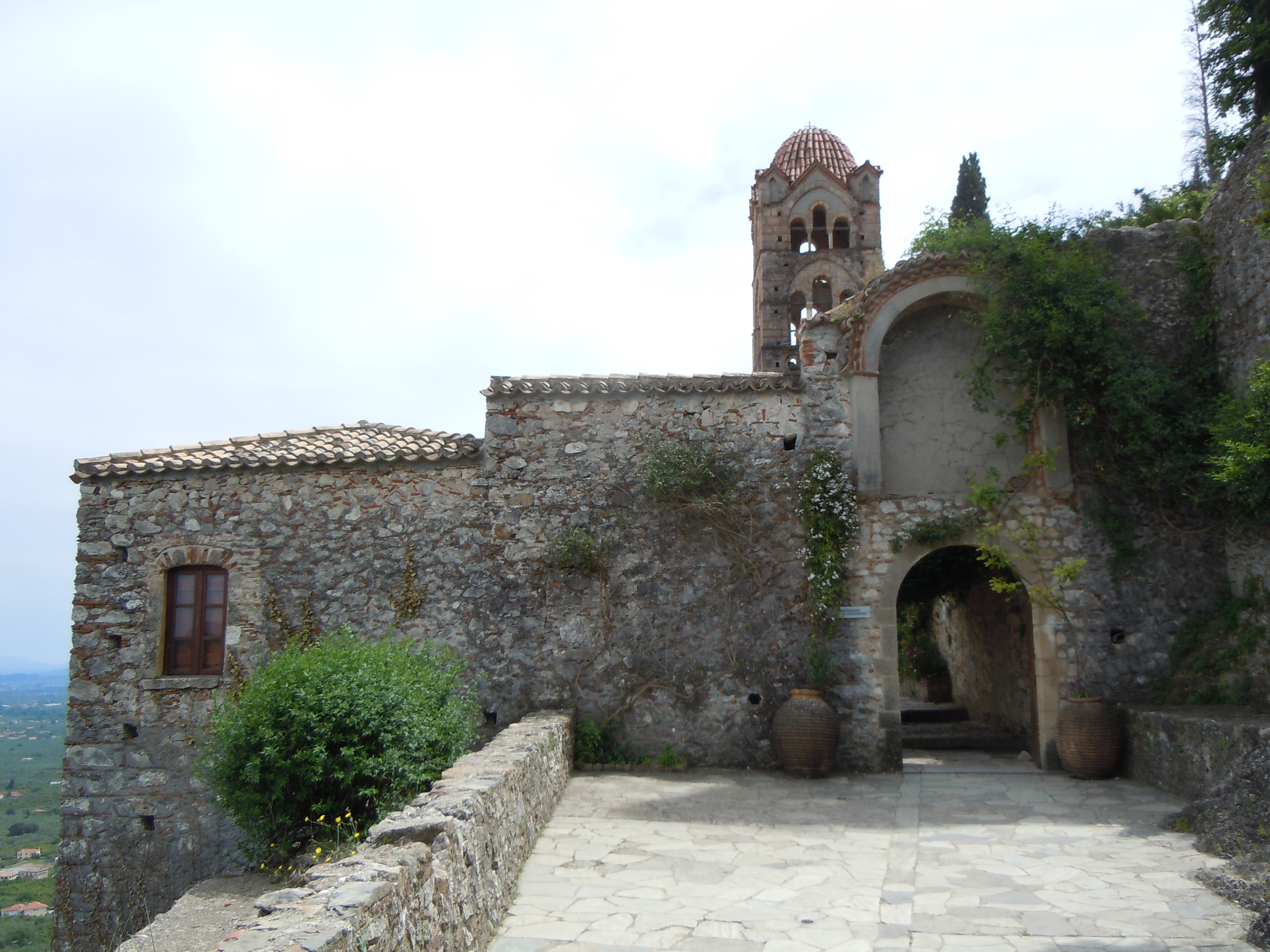
Monastyr Pantanassa w Mistrze, widok wejścia od zachodniej strony
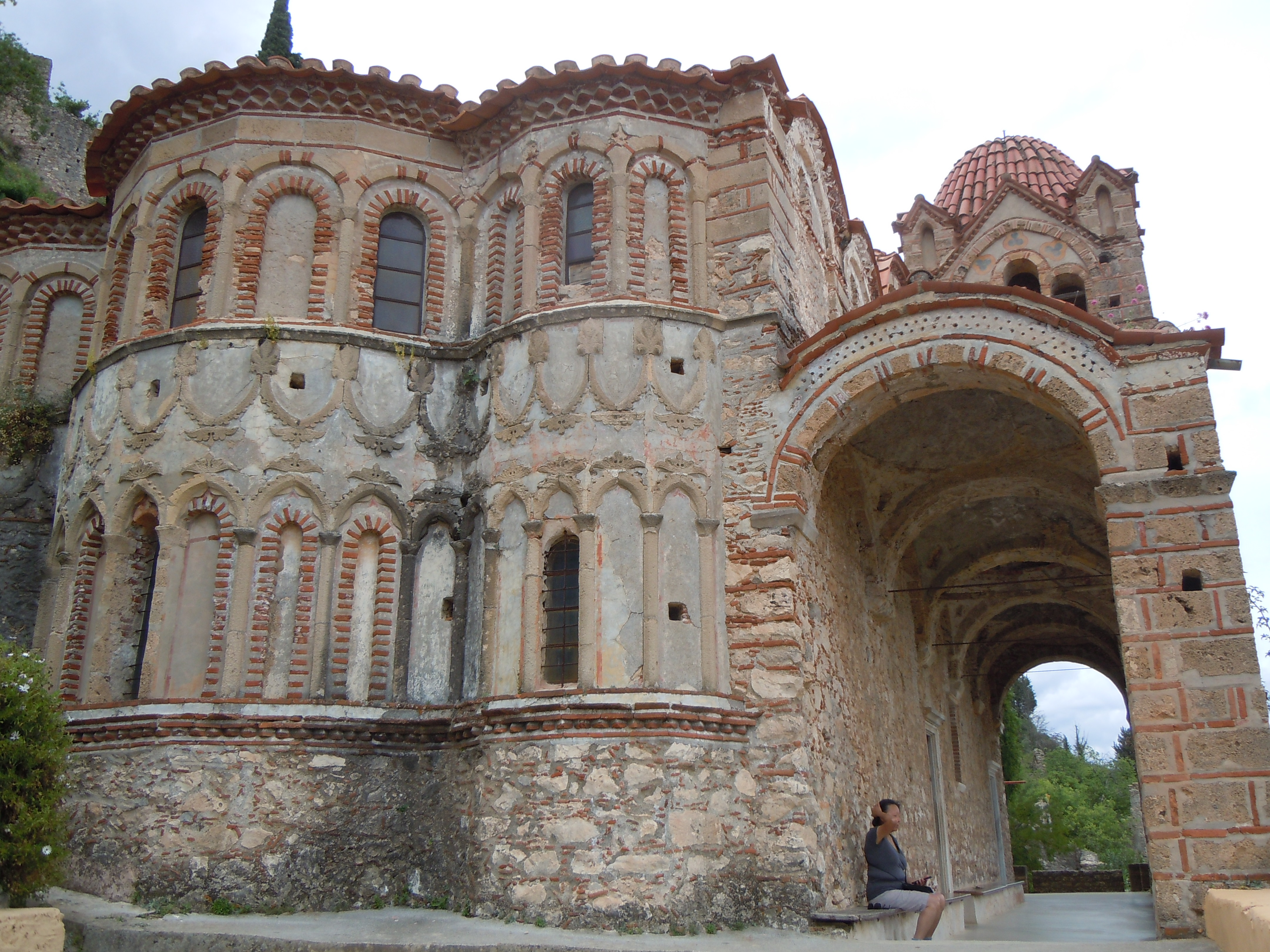
Monastyr Pantanassa, widok od strony południowej
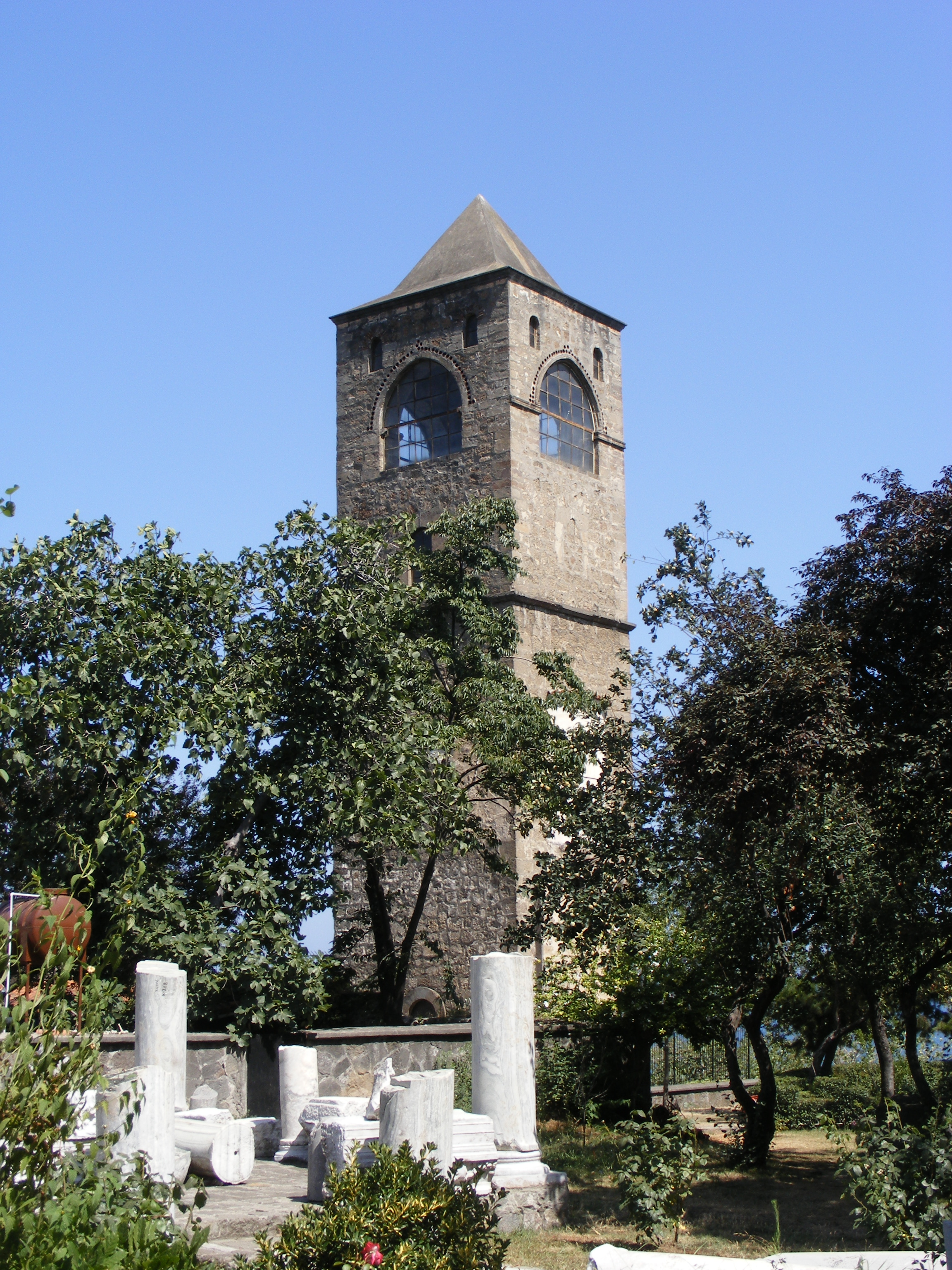
Dzwonnica Hagia Sophia w Trabzonie
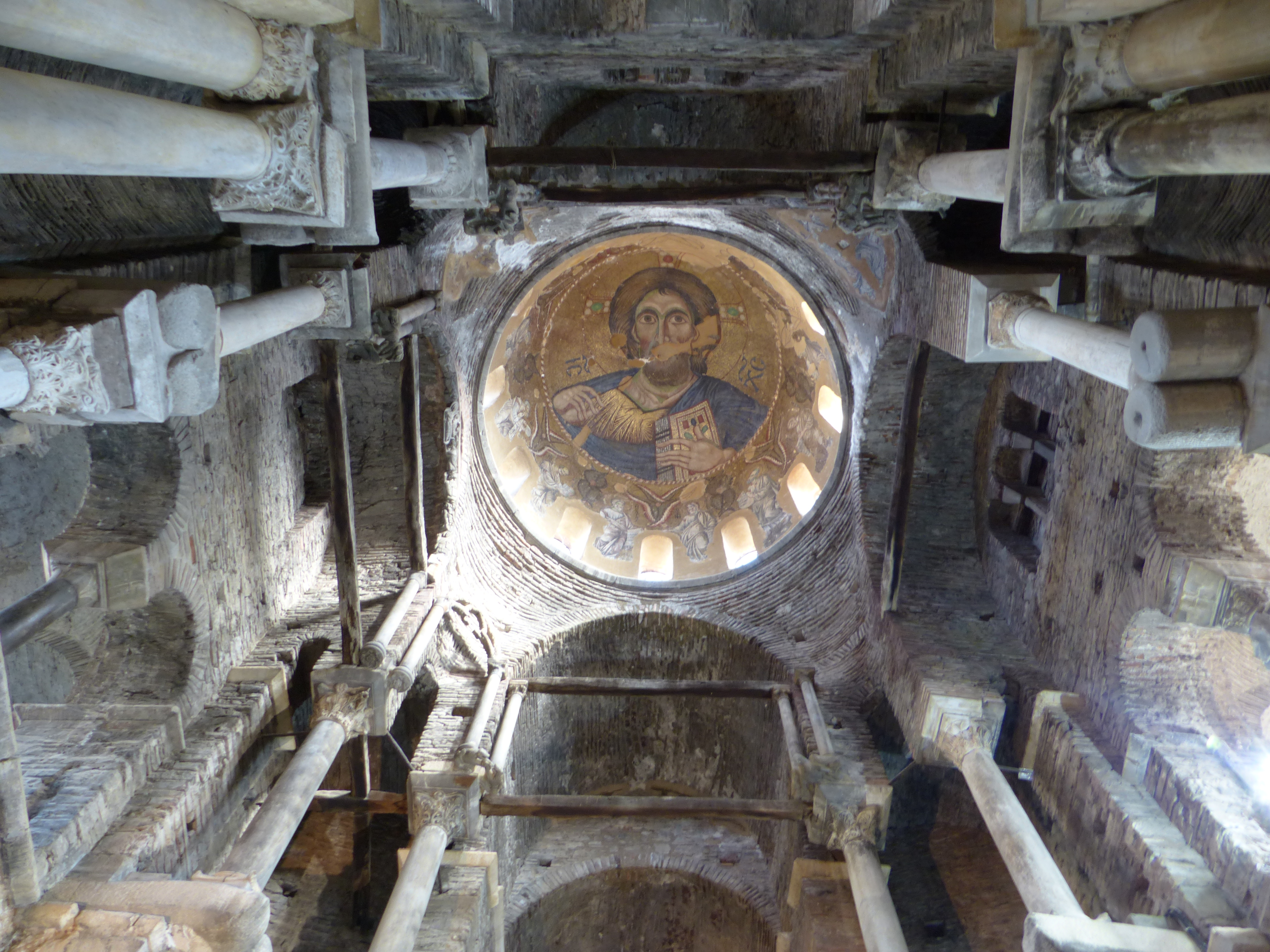
Wnętrze świątyni Panagia Paragoritissa
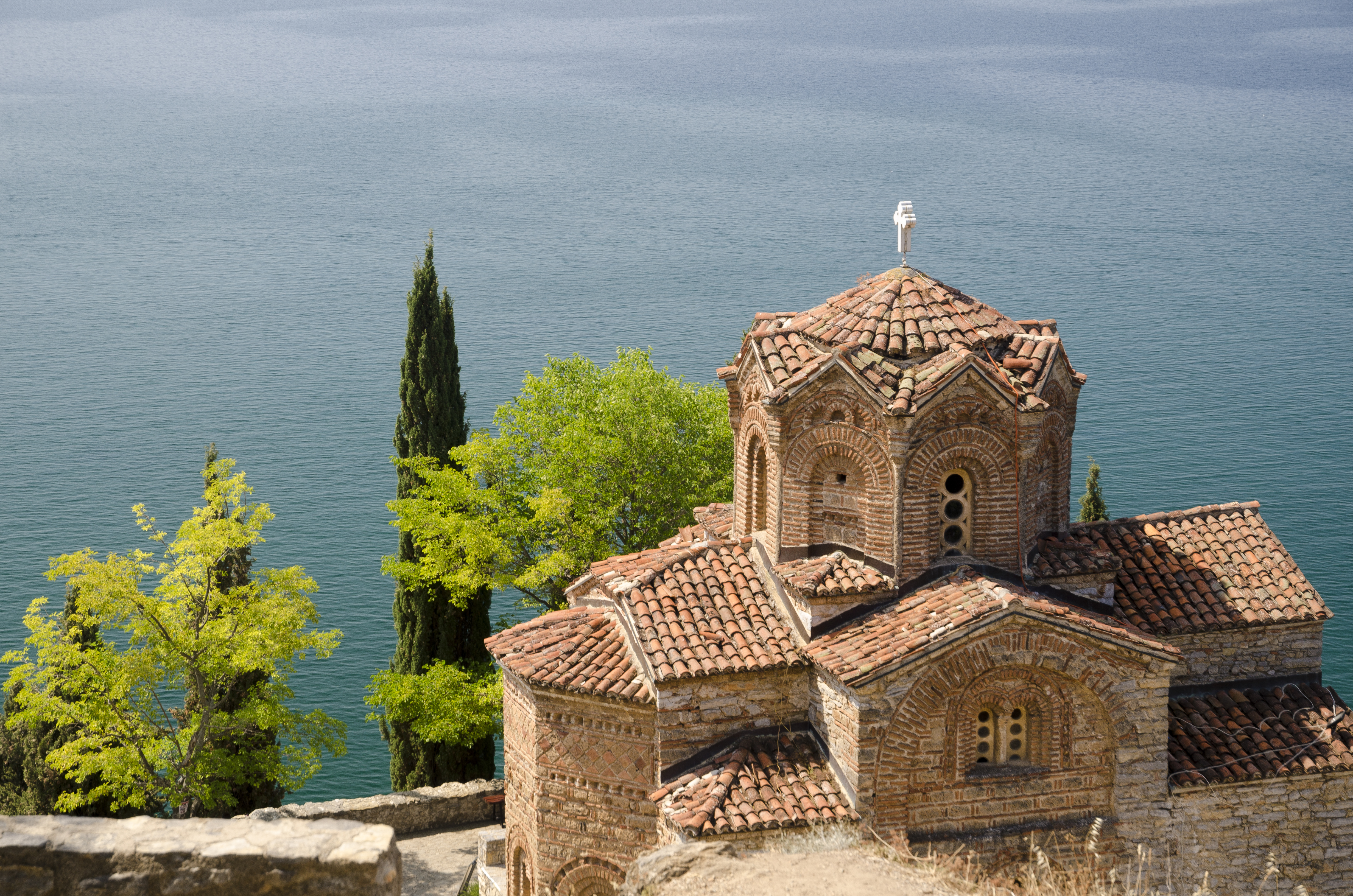
Kościół św. Jana w Ochrydzie
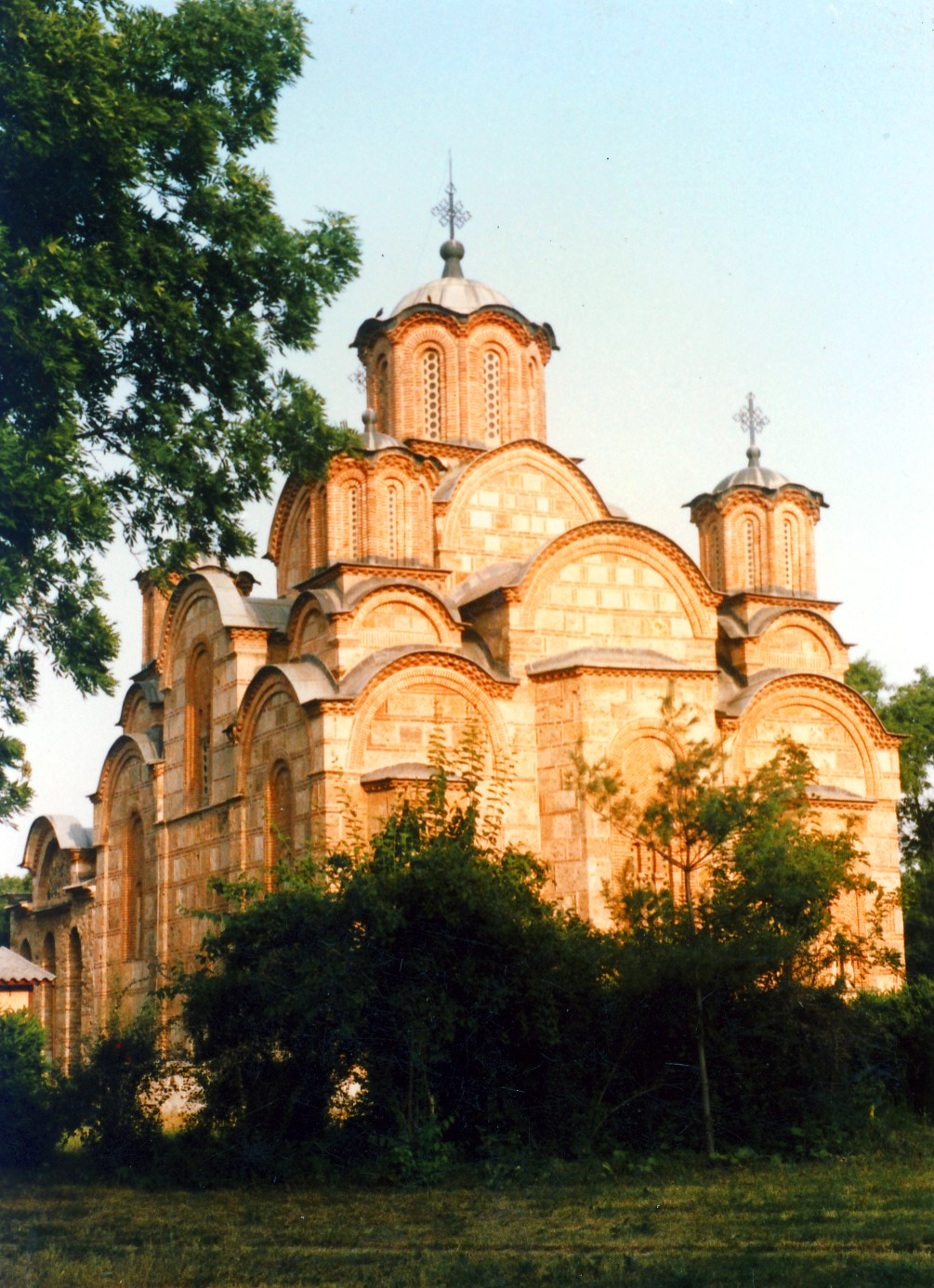
Monastyr Gračanica w Gračanicy

## Malarstwo

### Ikony i freski

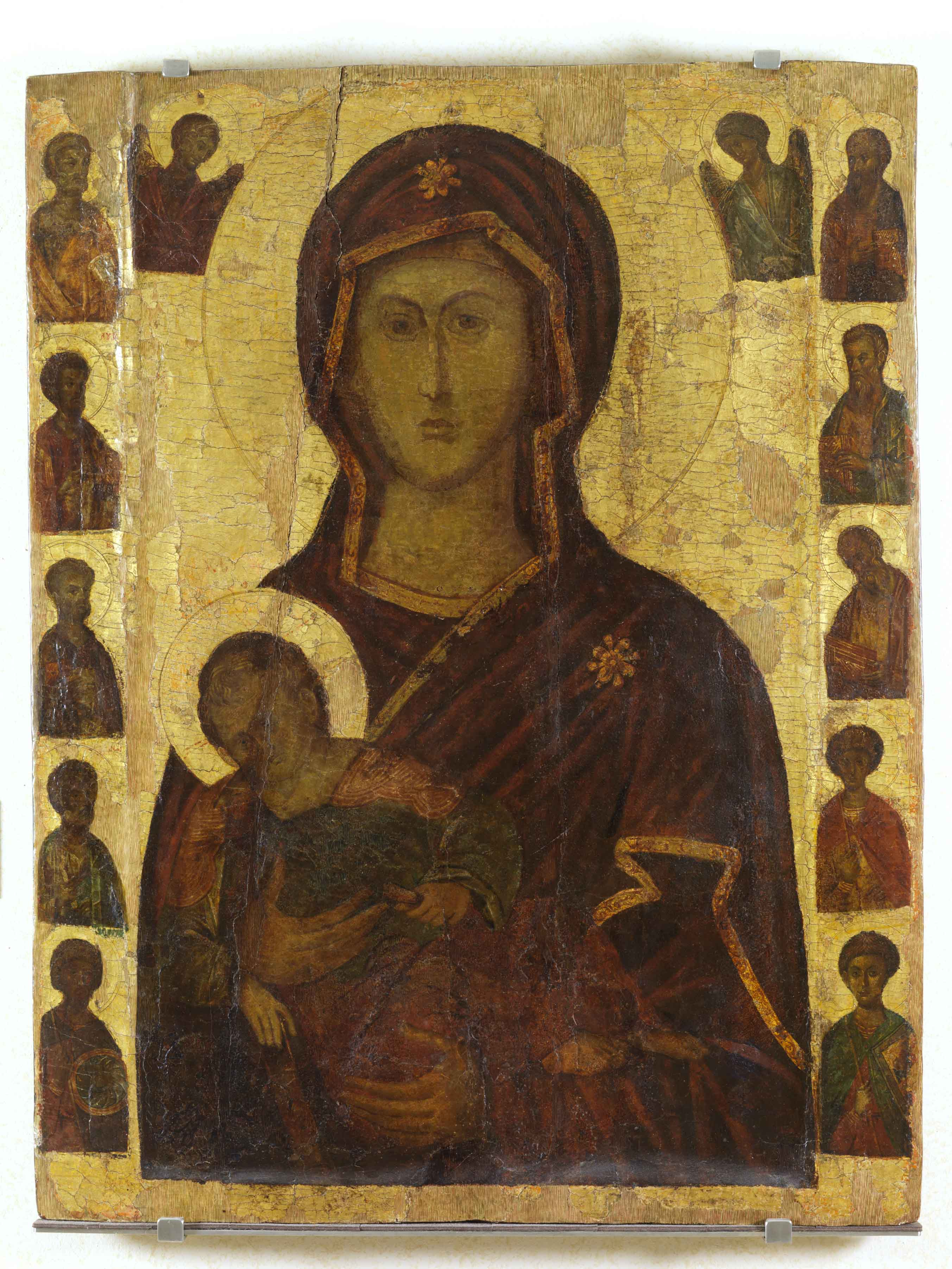
Maria z Nazaretu z Jezusem i apostołami dookoła
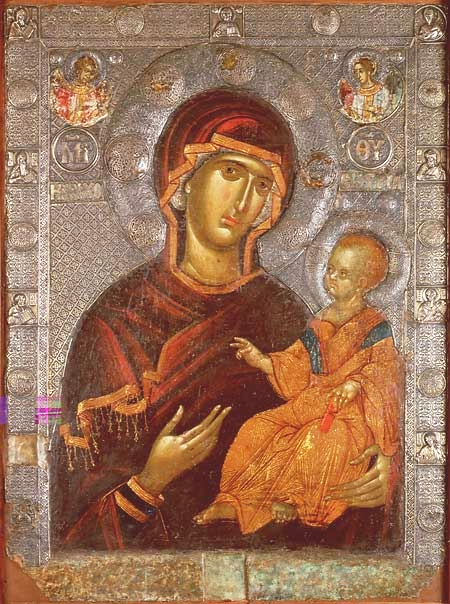
Maria z Dzieciątkiem z XIV wieku
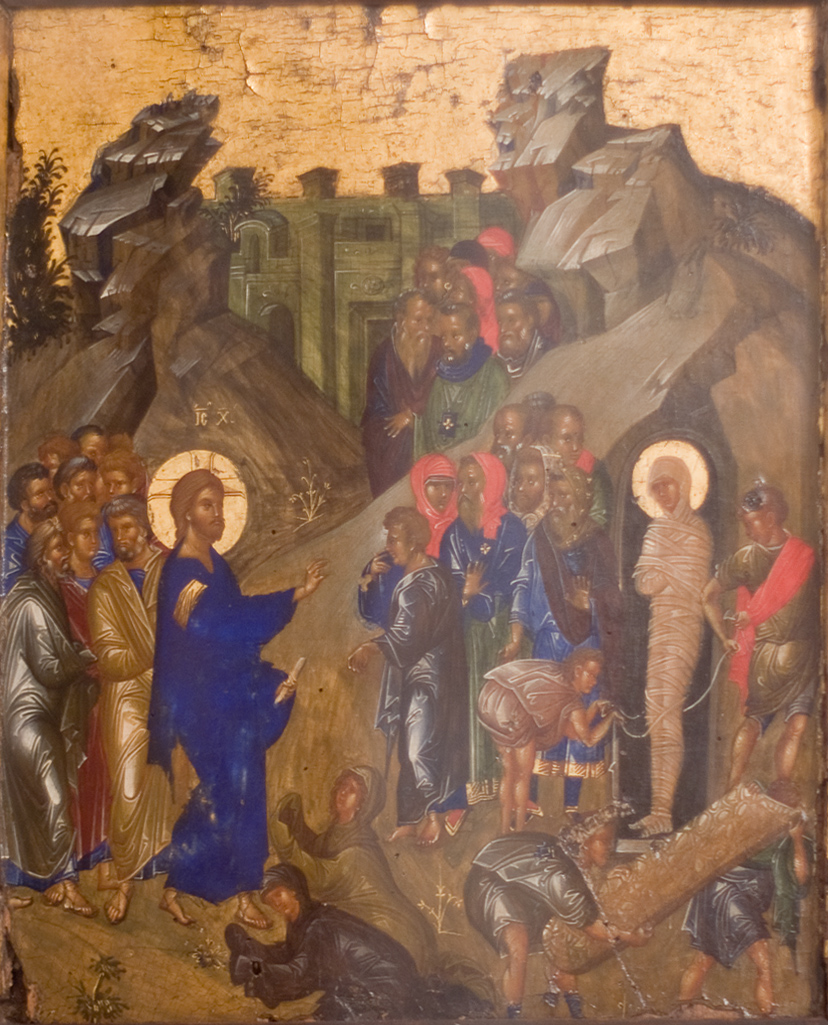
Wskrzeszenie Łazarza z XIV wieku
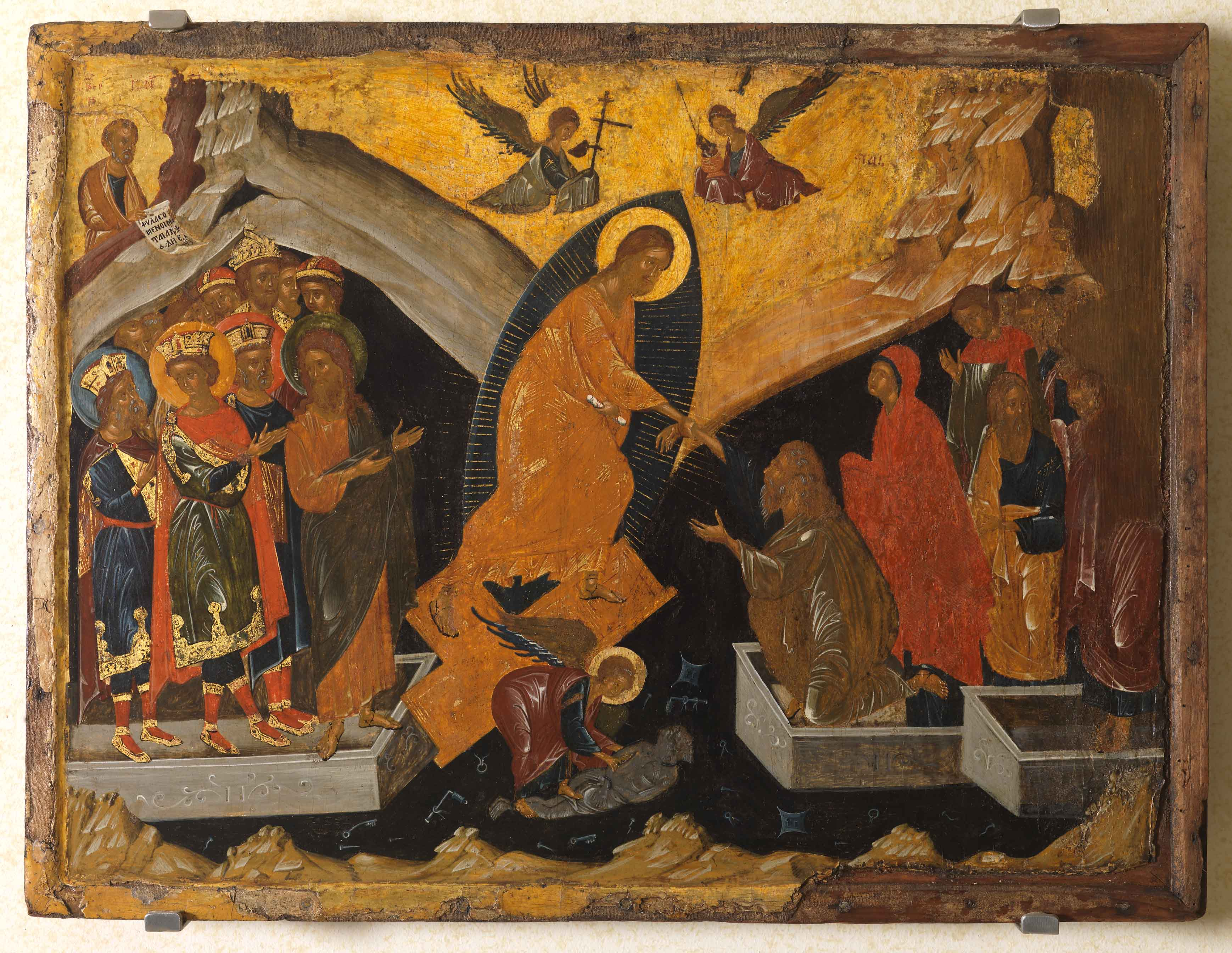
Wizja piekła z XIV wieku z Konstantynopola
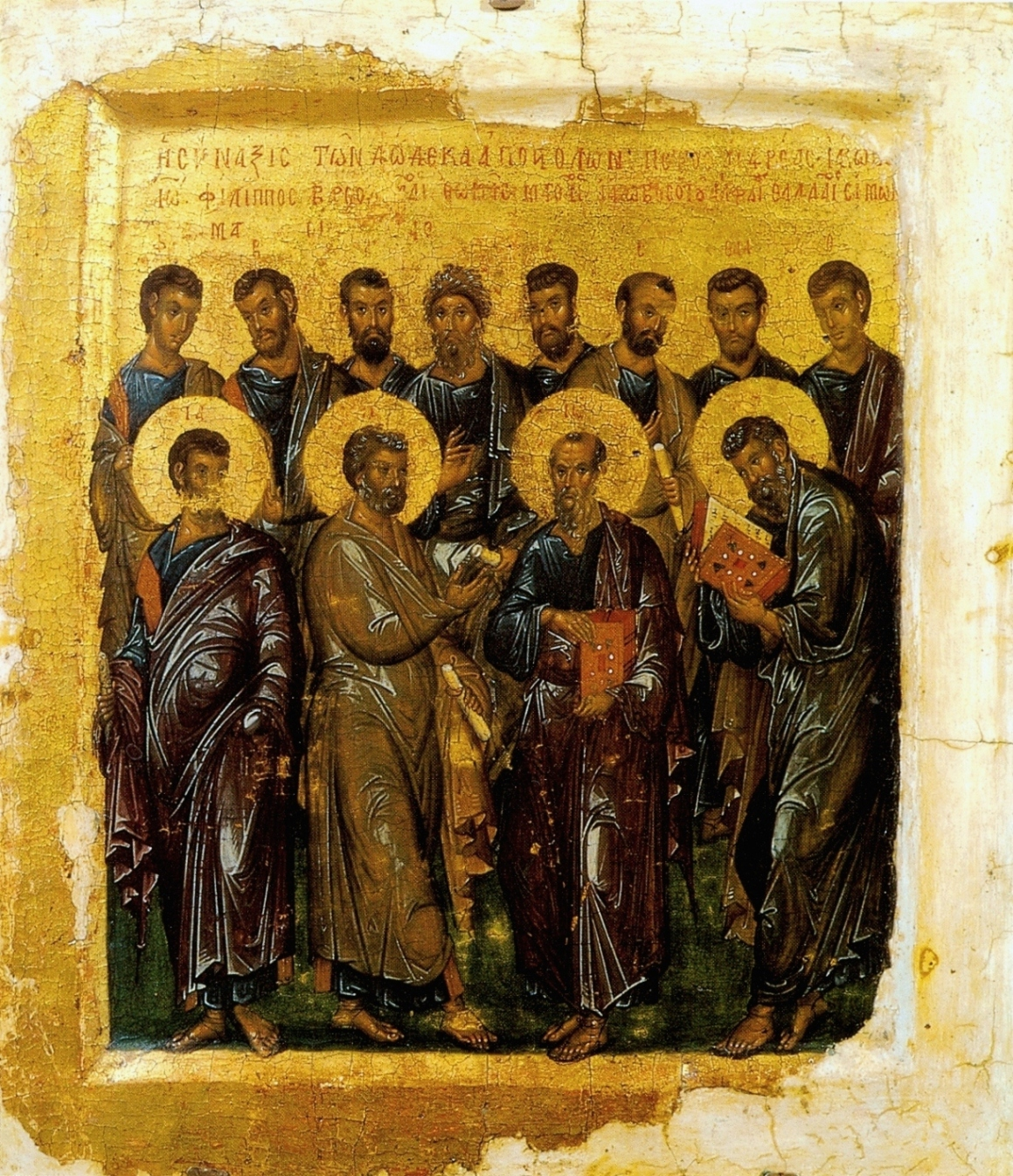
Zgromadzenie apostołów z początku XIV wieku
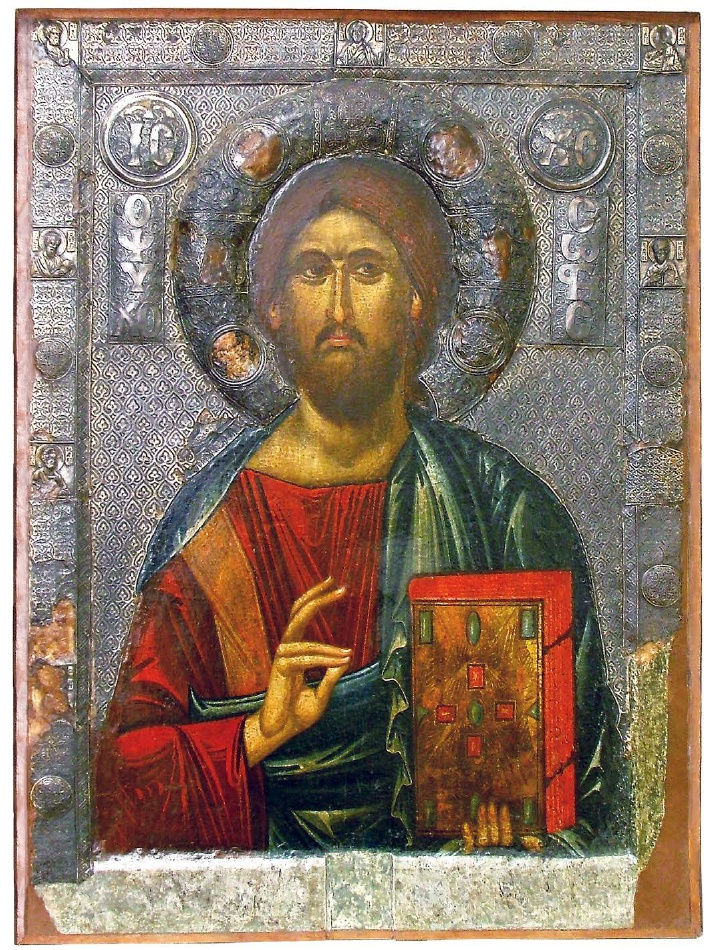
Ikona Chrystusa z Ochrydy z początku XIV wieku
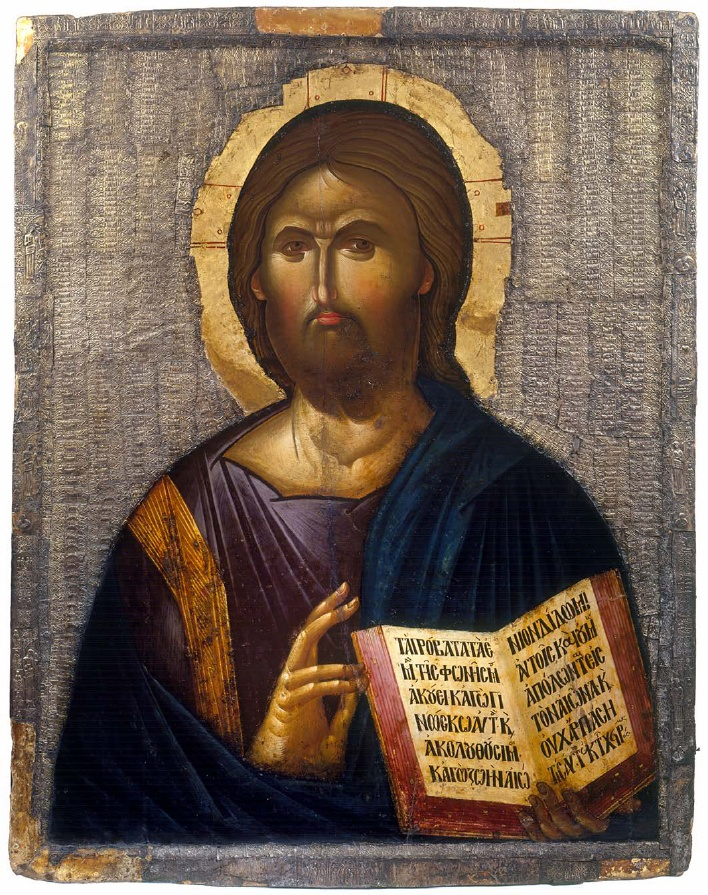
Ikona Chrystusa z Ochrydy z połowy XIV wieku
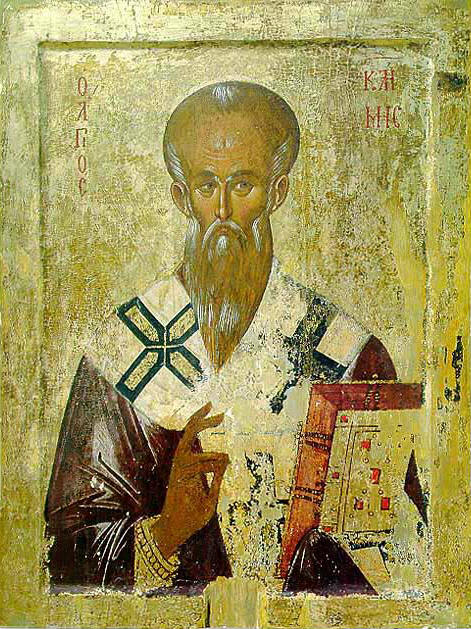
Czternastowieczna ikona przedstawiająca św. Klemensa
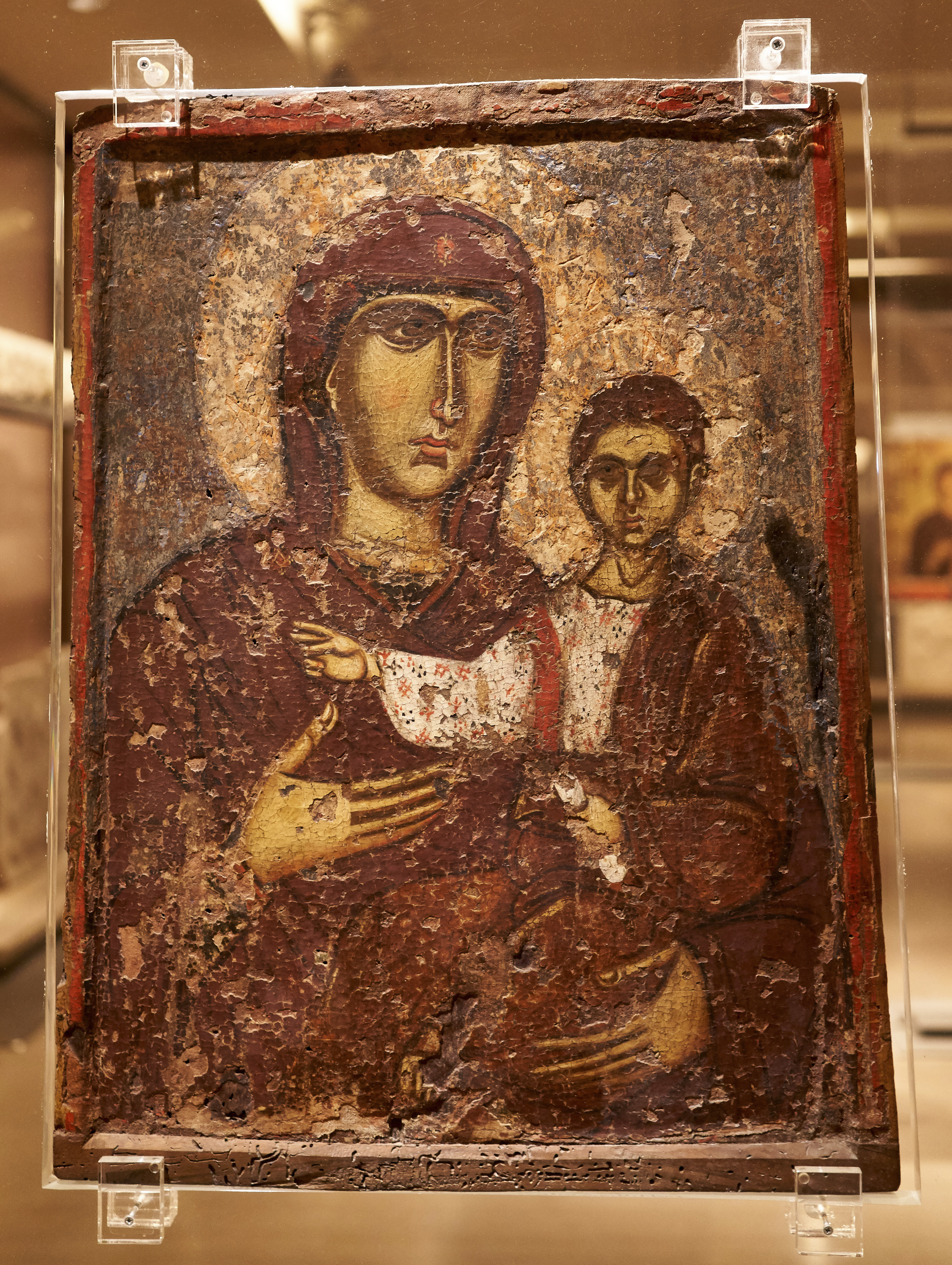
Dwustronna ikona z XIII wieku przedstawiająca Marię Dziewicę
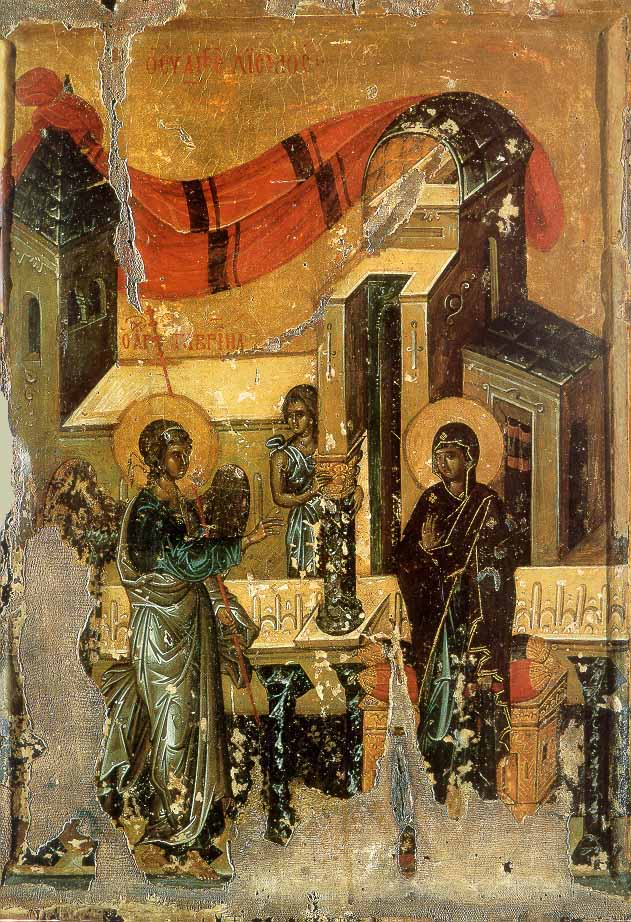
Zwiastowanie z XIV wieku
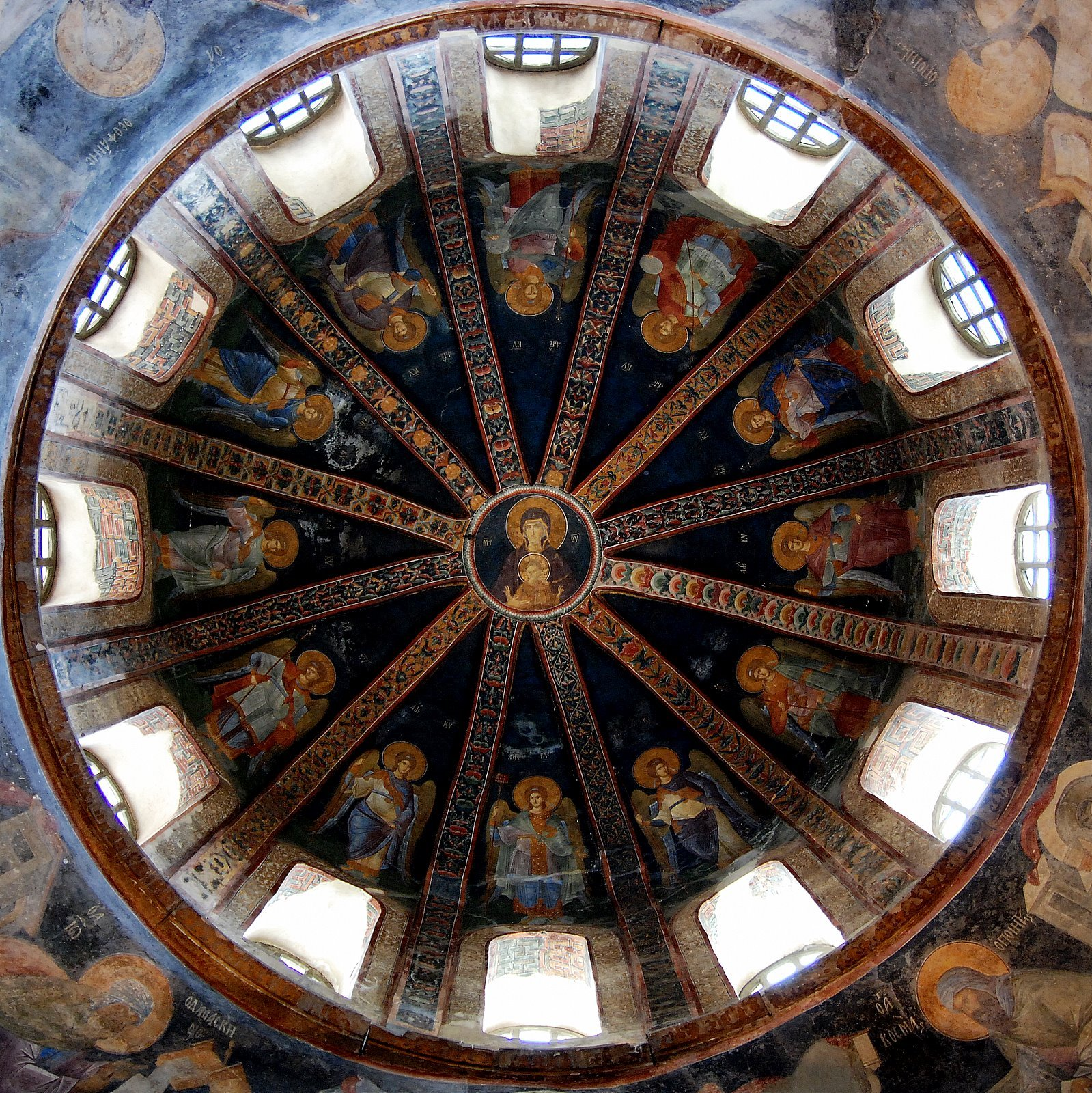
Kopuła konstantynopolitańskiej Chory
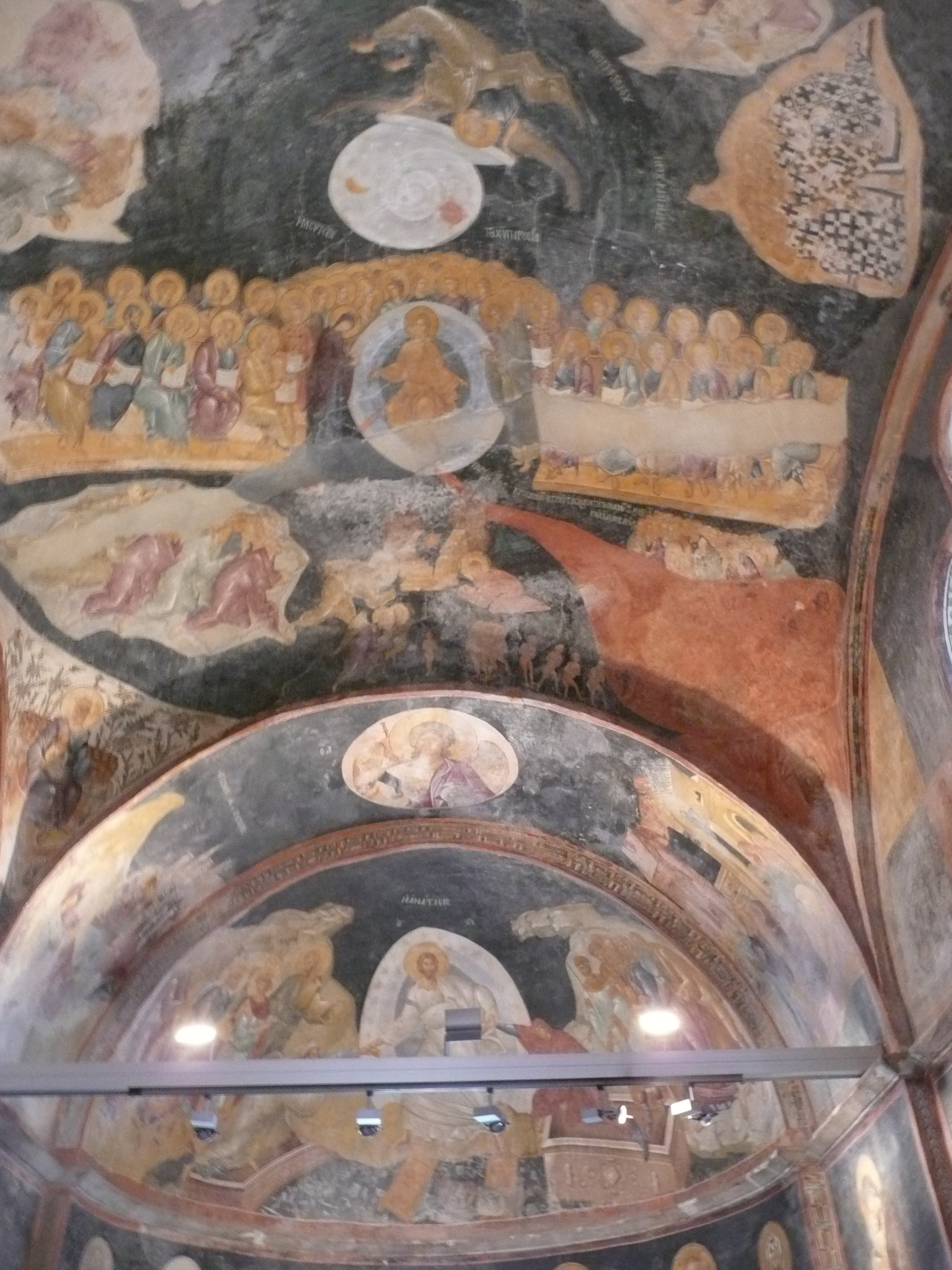
Sąd ostateczny na sklepieniu Chory
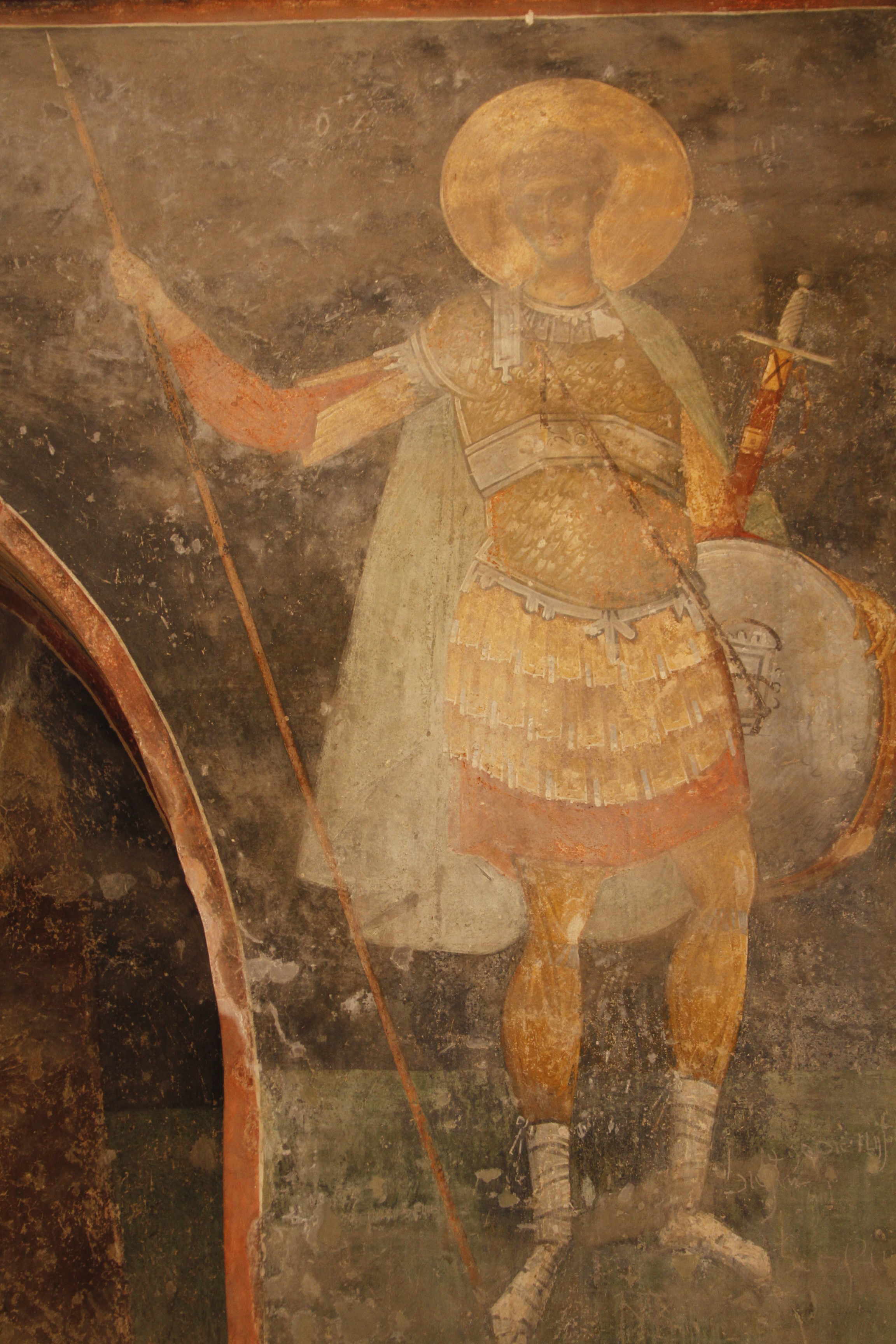
Święty Dymitr Sołuński
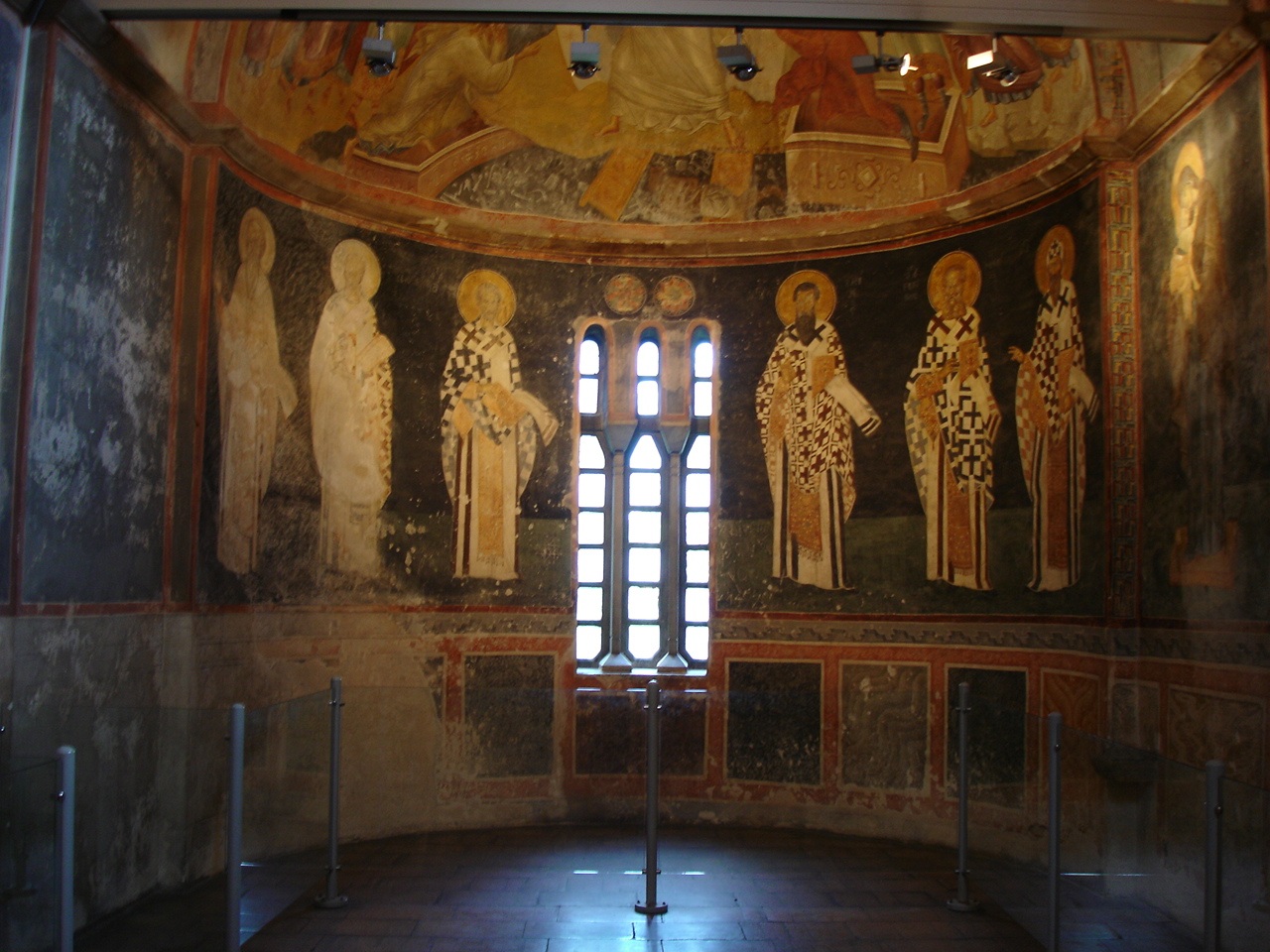
Freski przedstawiające patriarchów z wnętrza Chory
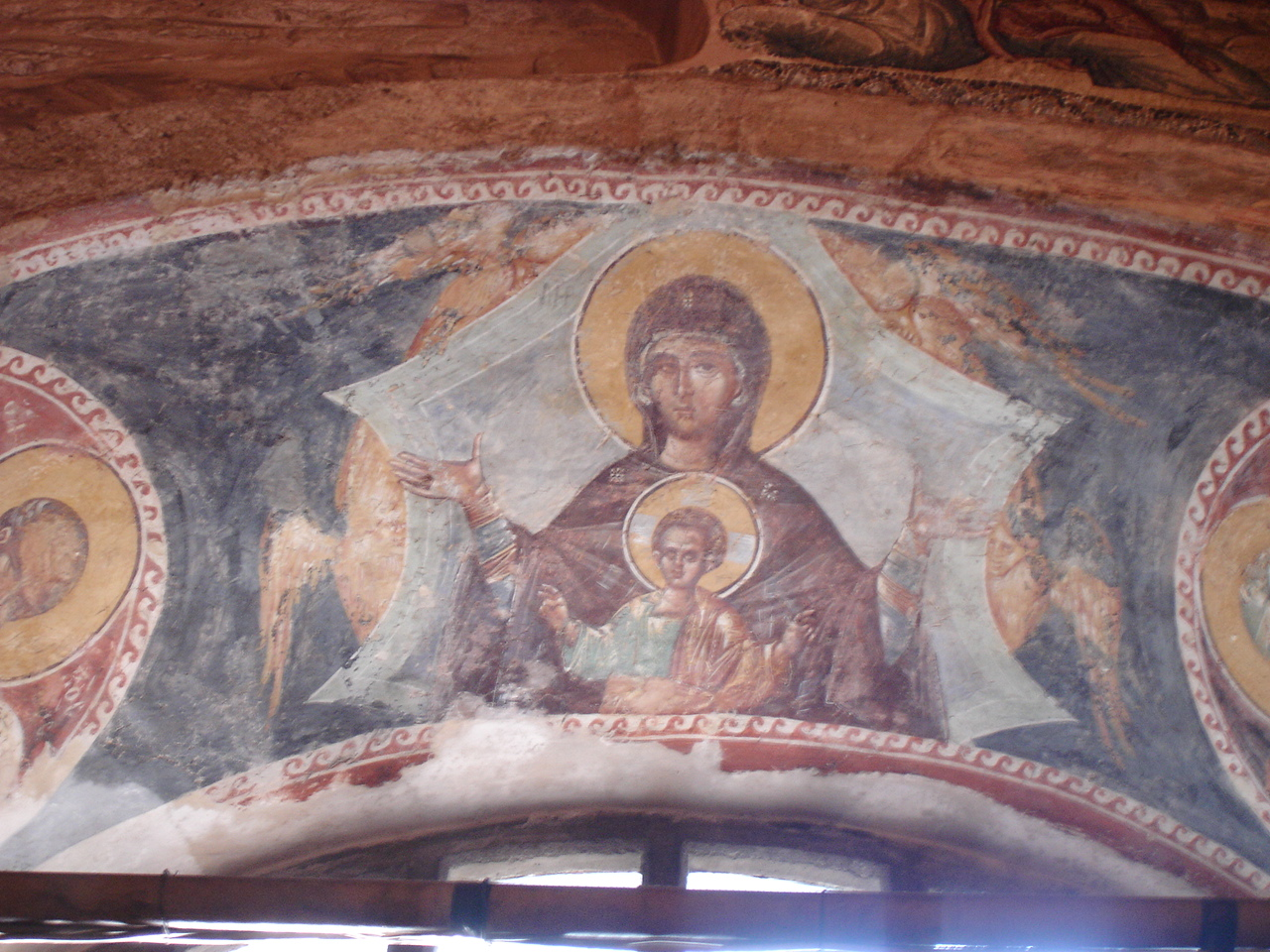
Freski przedstawiające Bogurodzicę z Chory
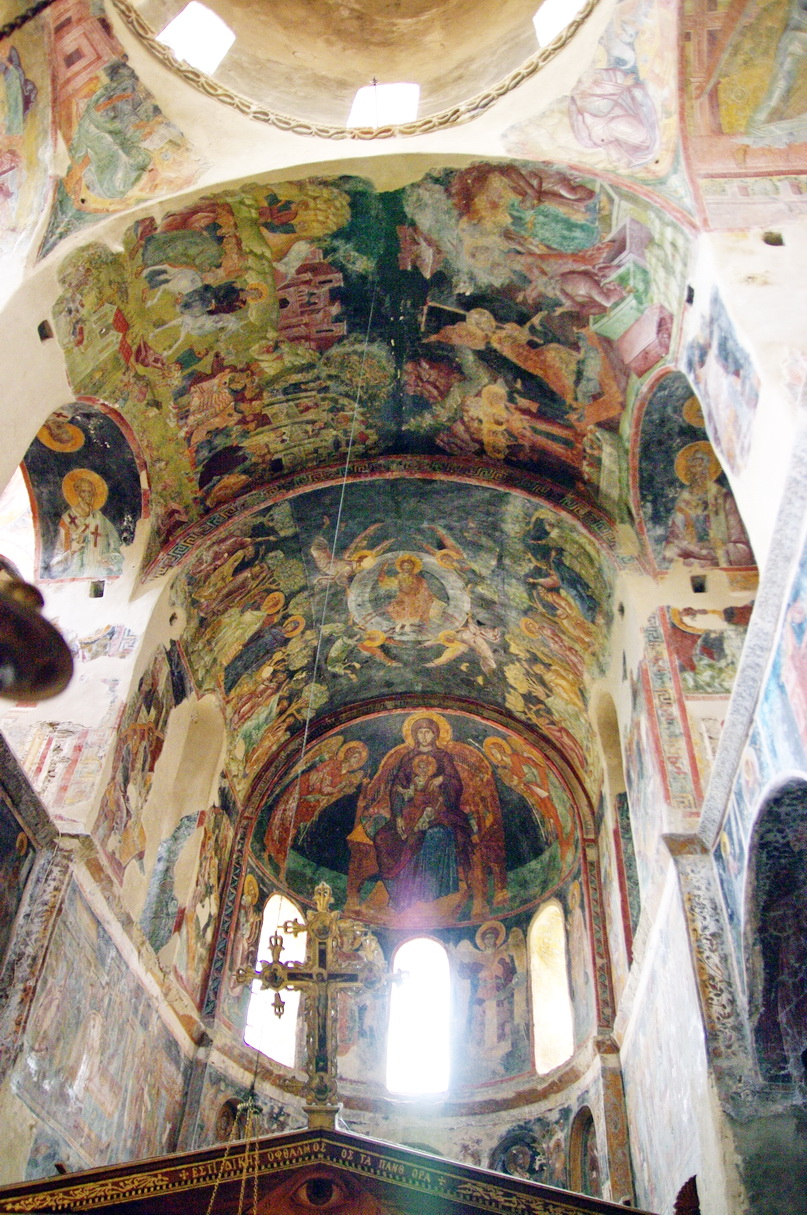
Freski Monastyru Pantanassa
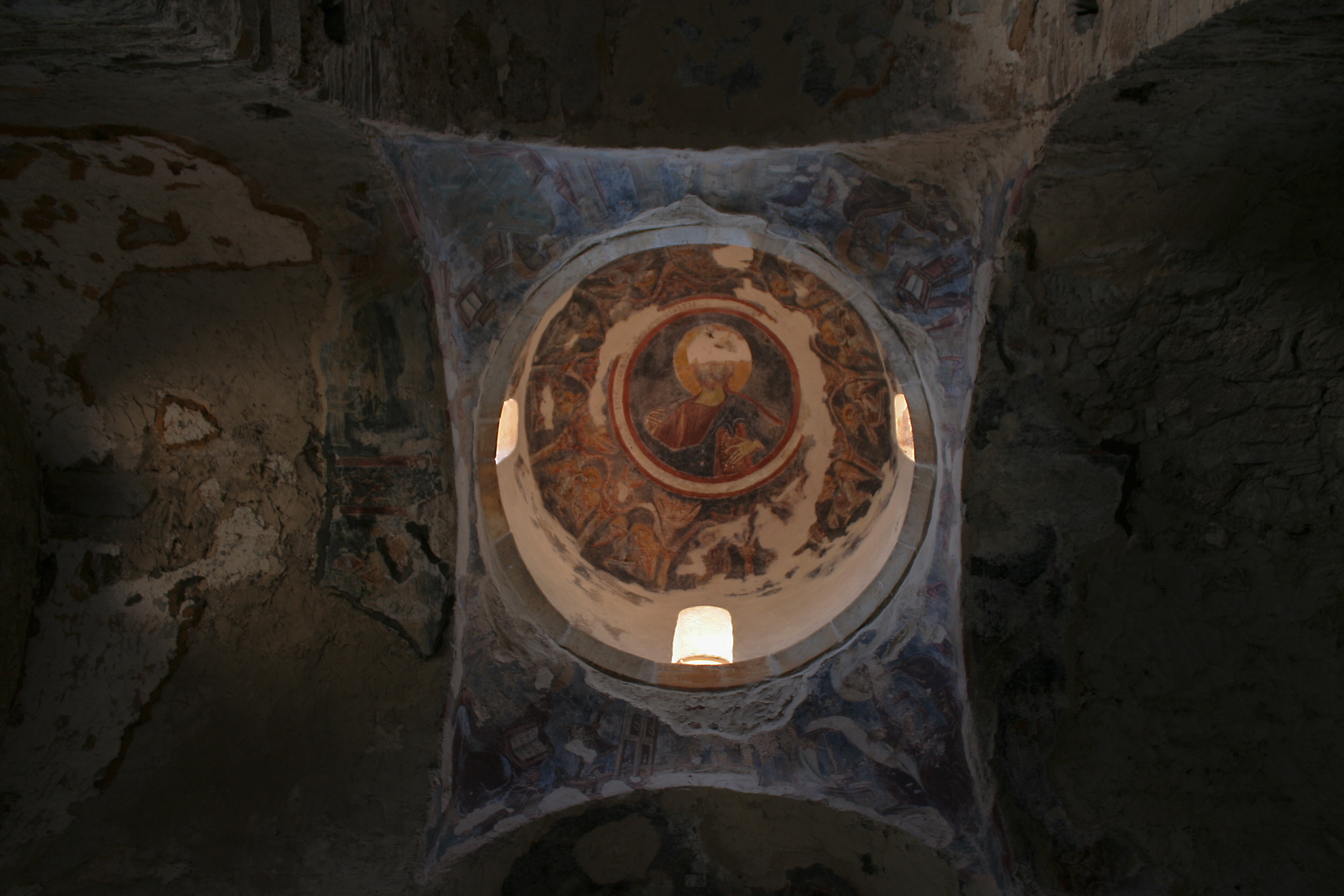
Freski na kopule Pantokratora w Monastyrze Pantanassa
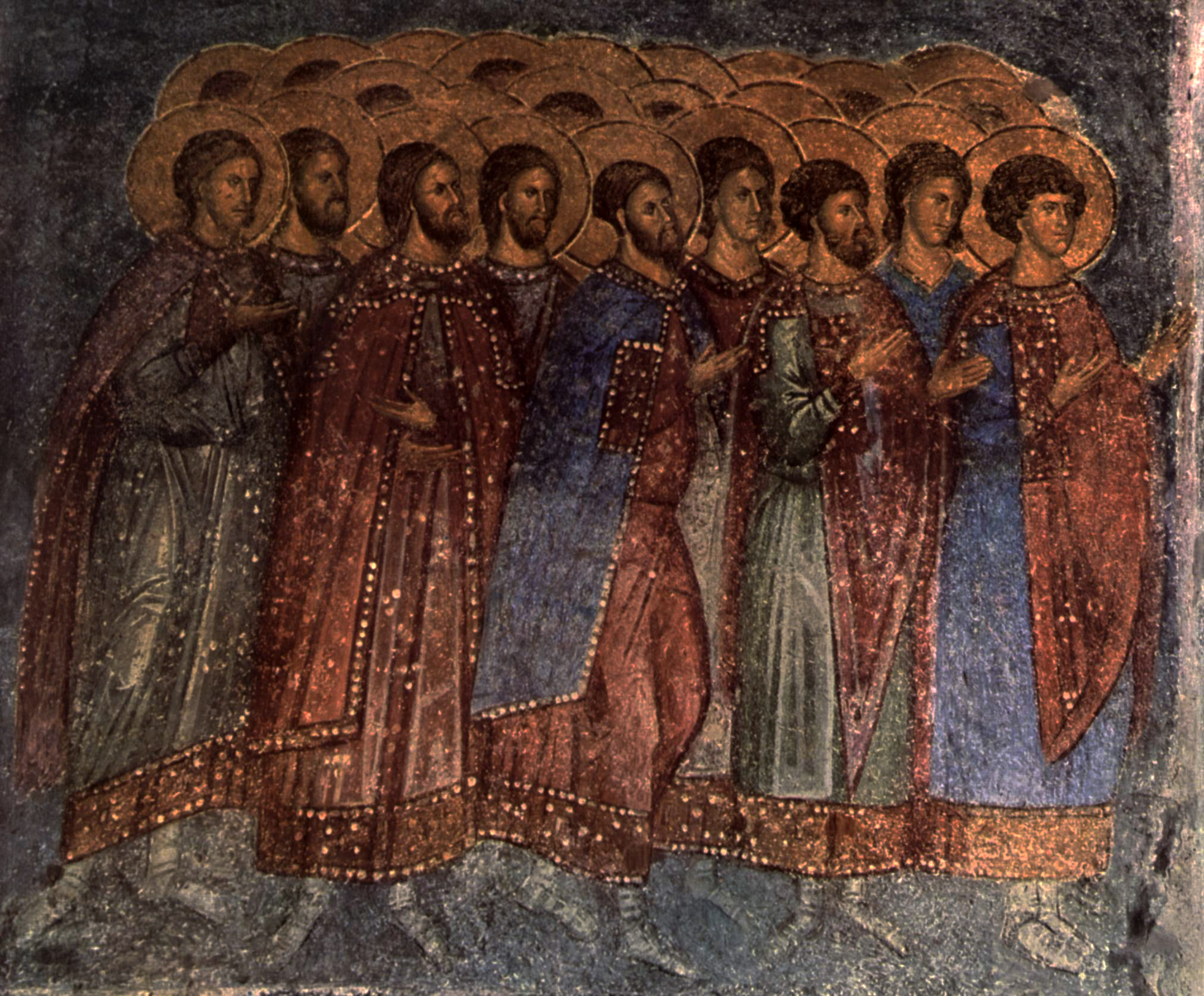
Freski z Mistry
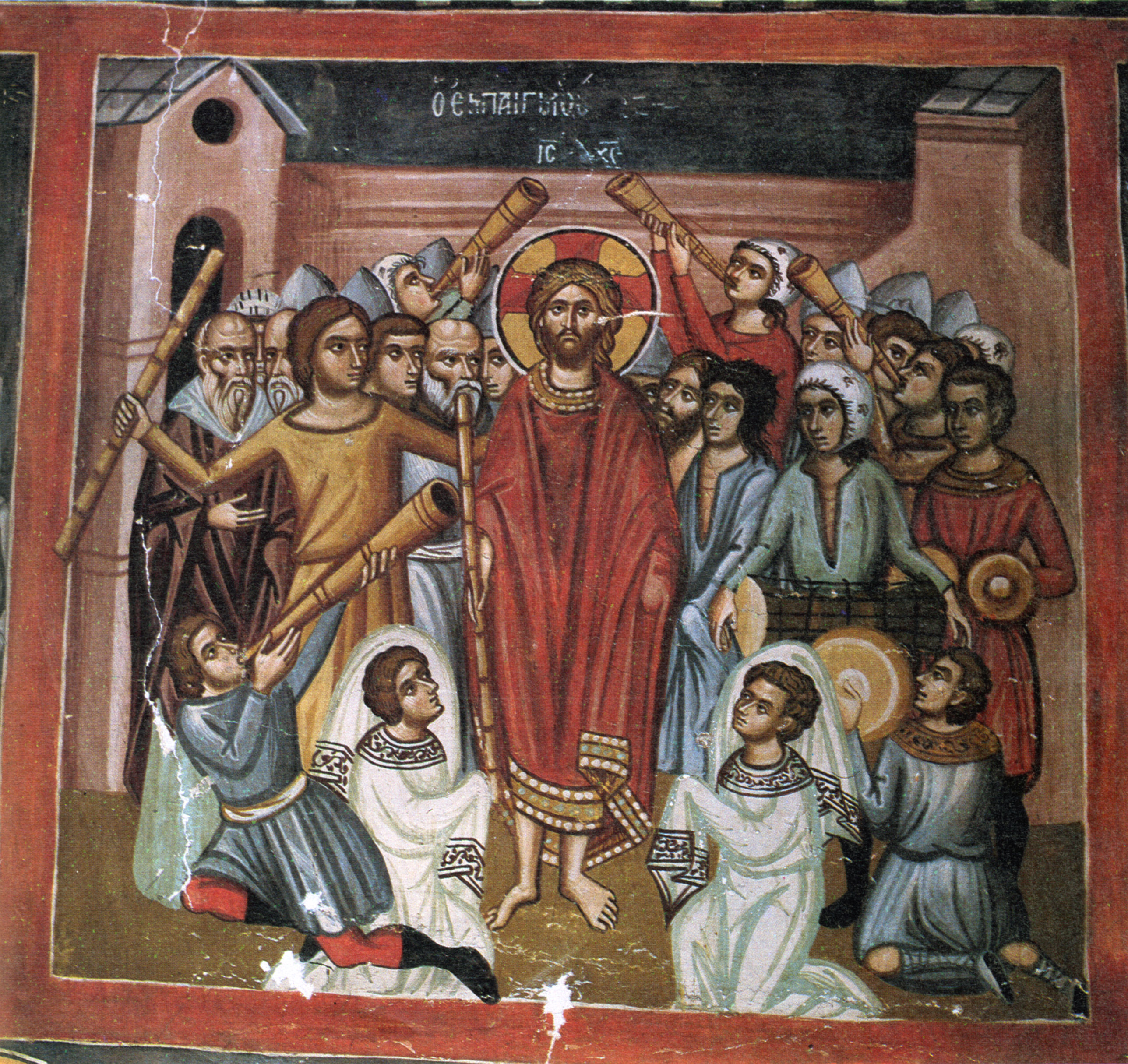
Wyszydzenie Jezusa z Kościoła Świętego Krzyża na Cyprze
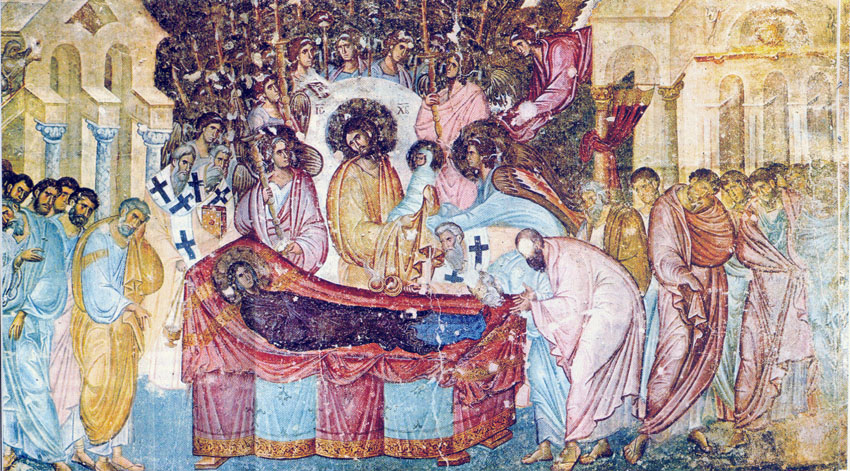
Cerkiew Świętej Trójcy w Sopoćani: Zaśniecie Matki Boskiej, 1271–1274

### Iluminacje

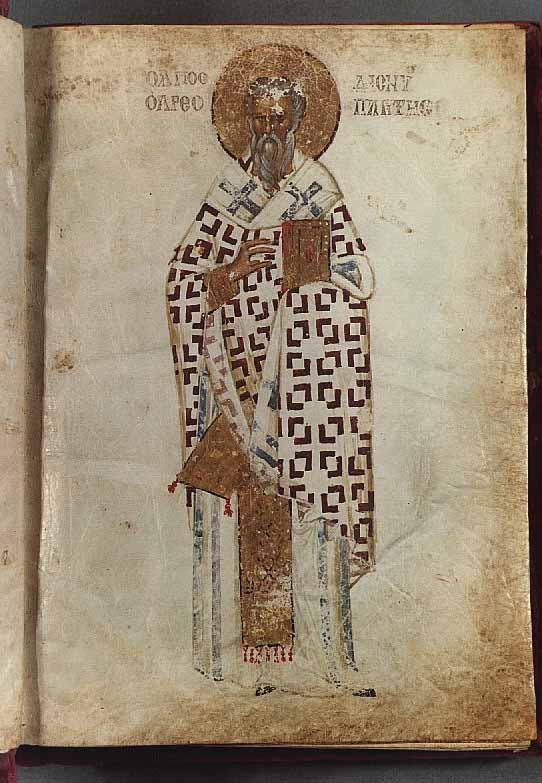
Portret Dionizego Areopagity z XV wieku
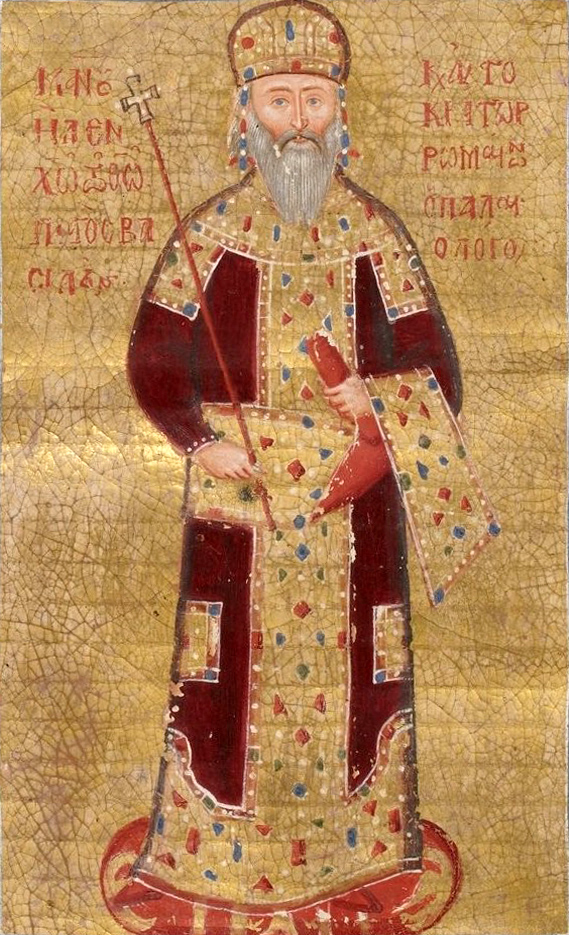
Manuel II, cesarz Bizancjum od 1391 do 1425 roku
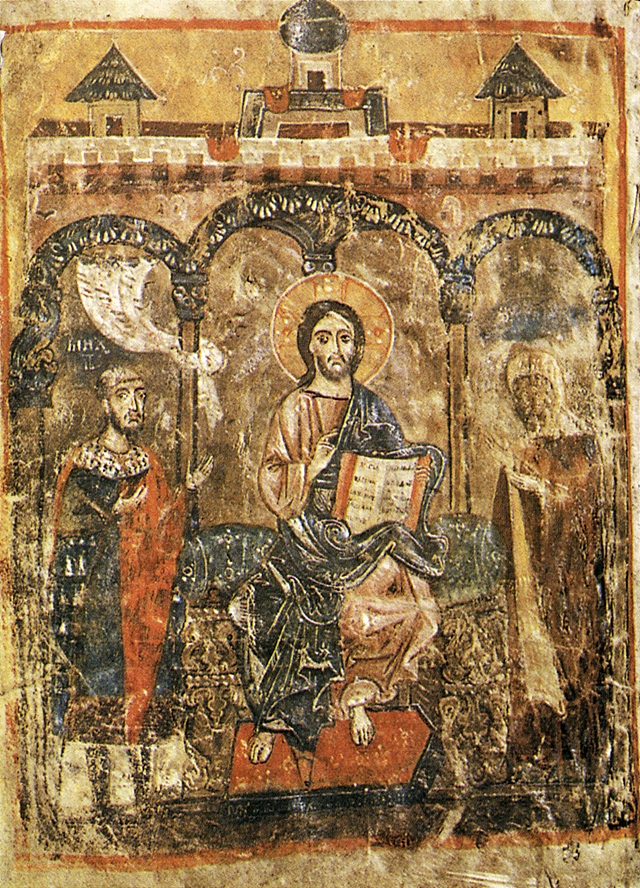
Iluminacja z kroniki Jerzego Mnicha
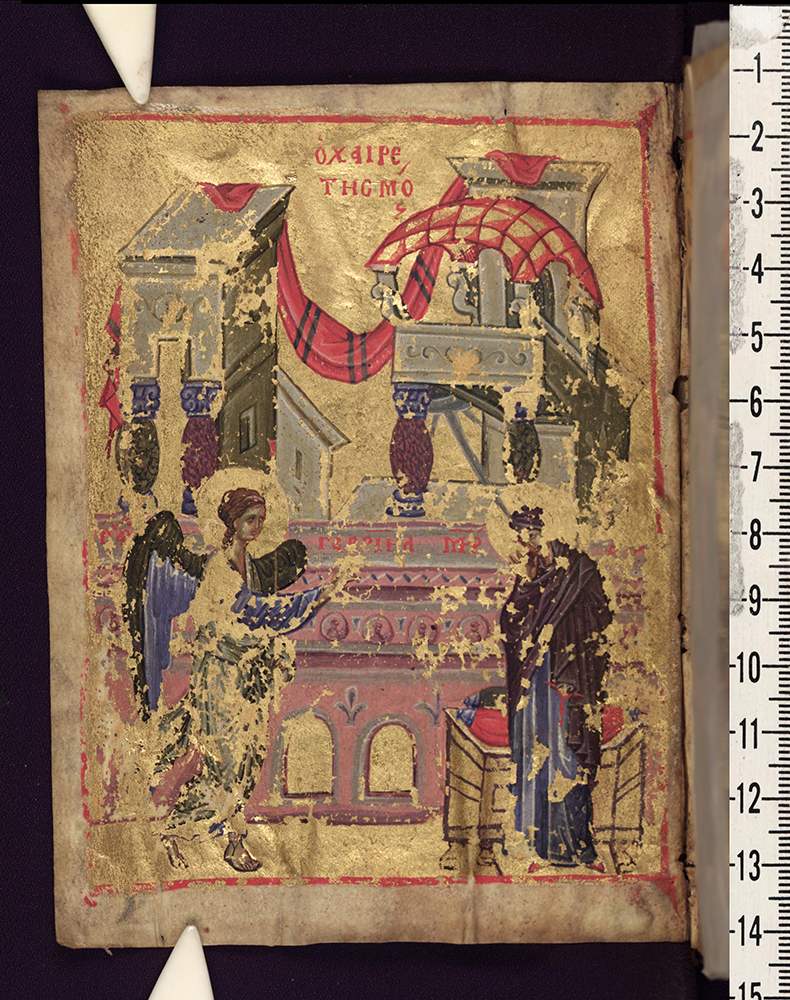
Menologion[a] despoty Demetriusza II
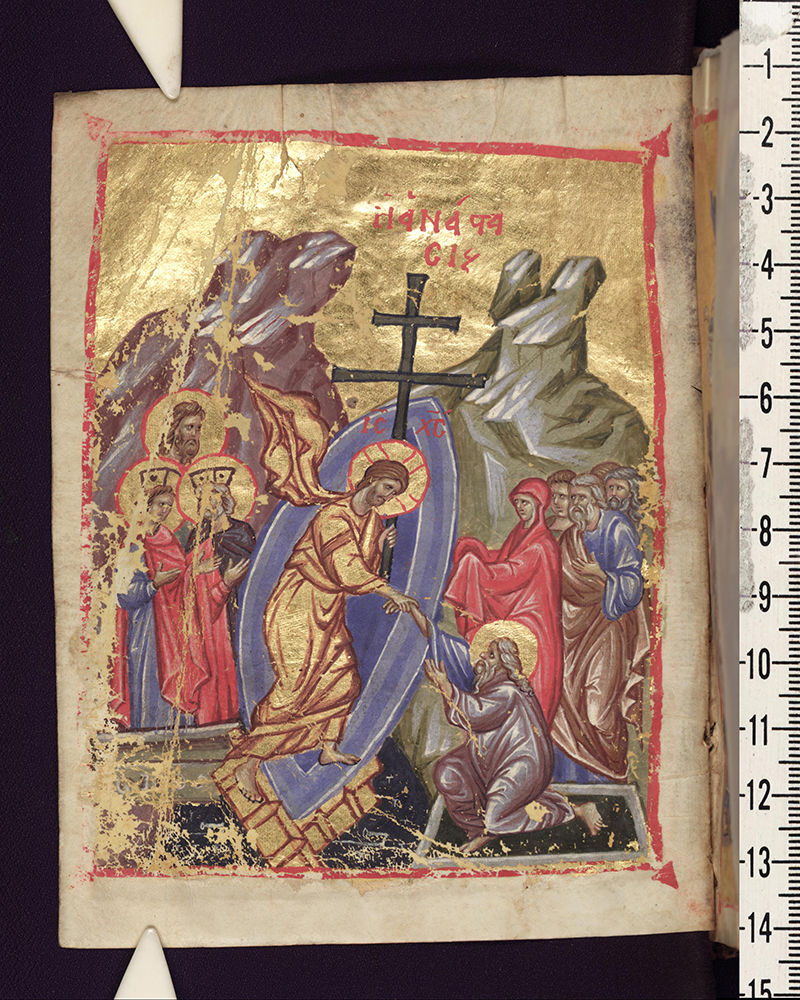
Menologion despoty Demetriusza II
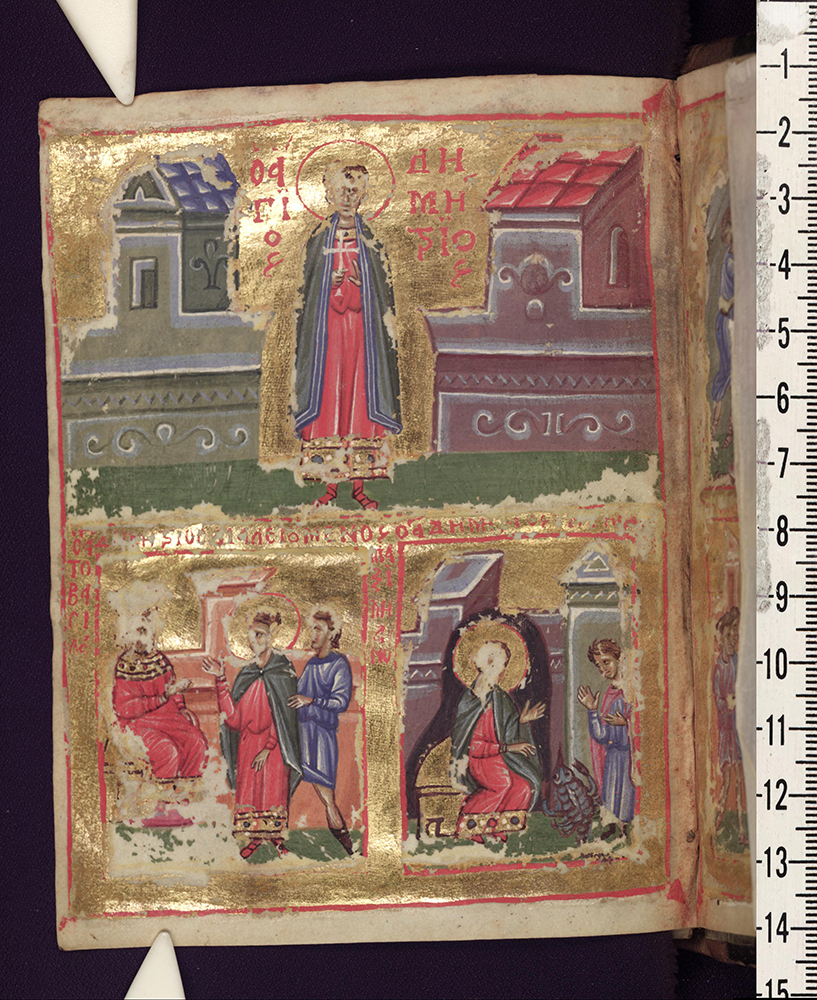
Menologion despoty Demetriusza II
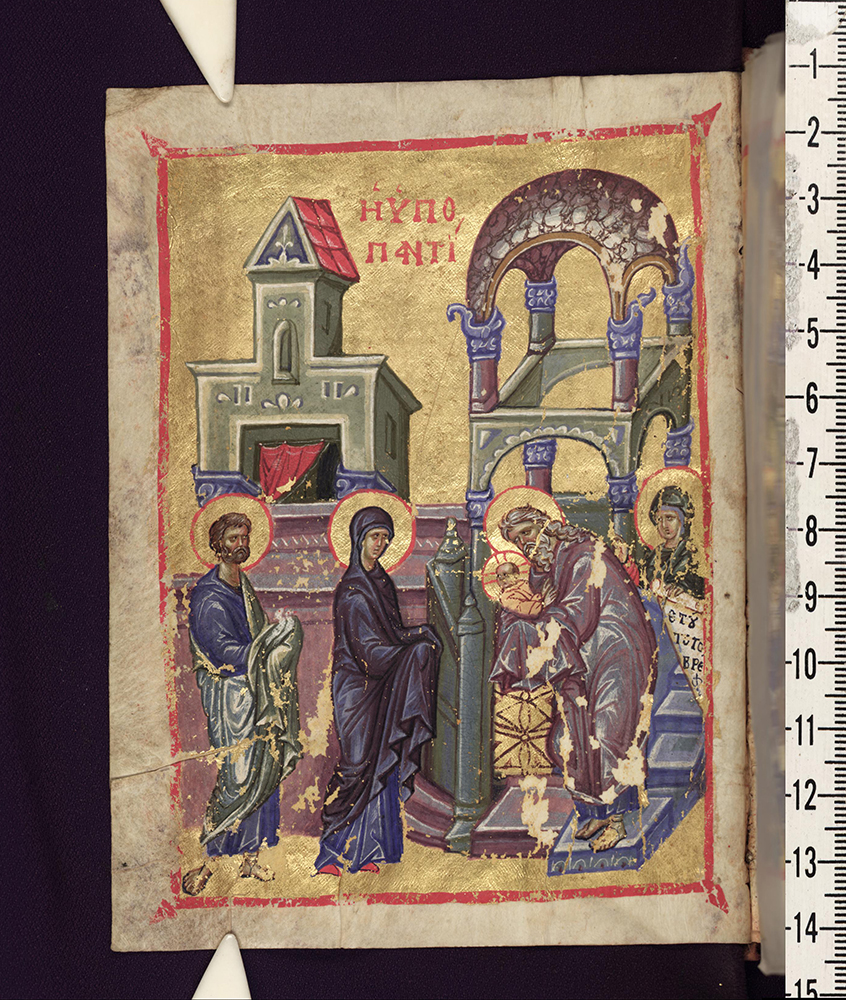
Menologion despoty Demetriusza II
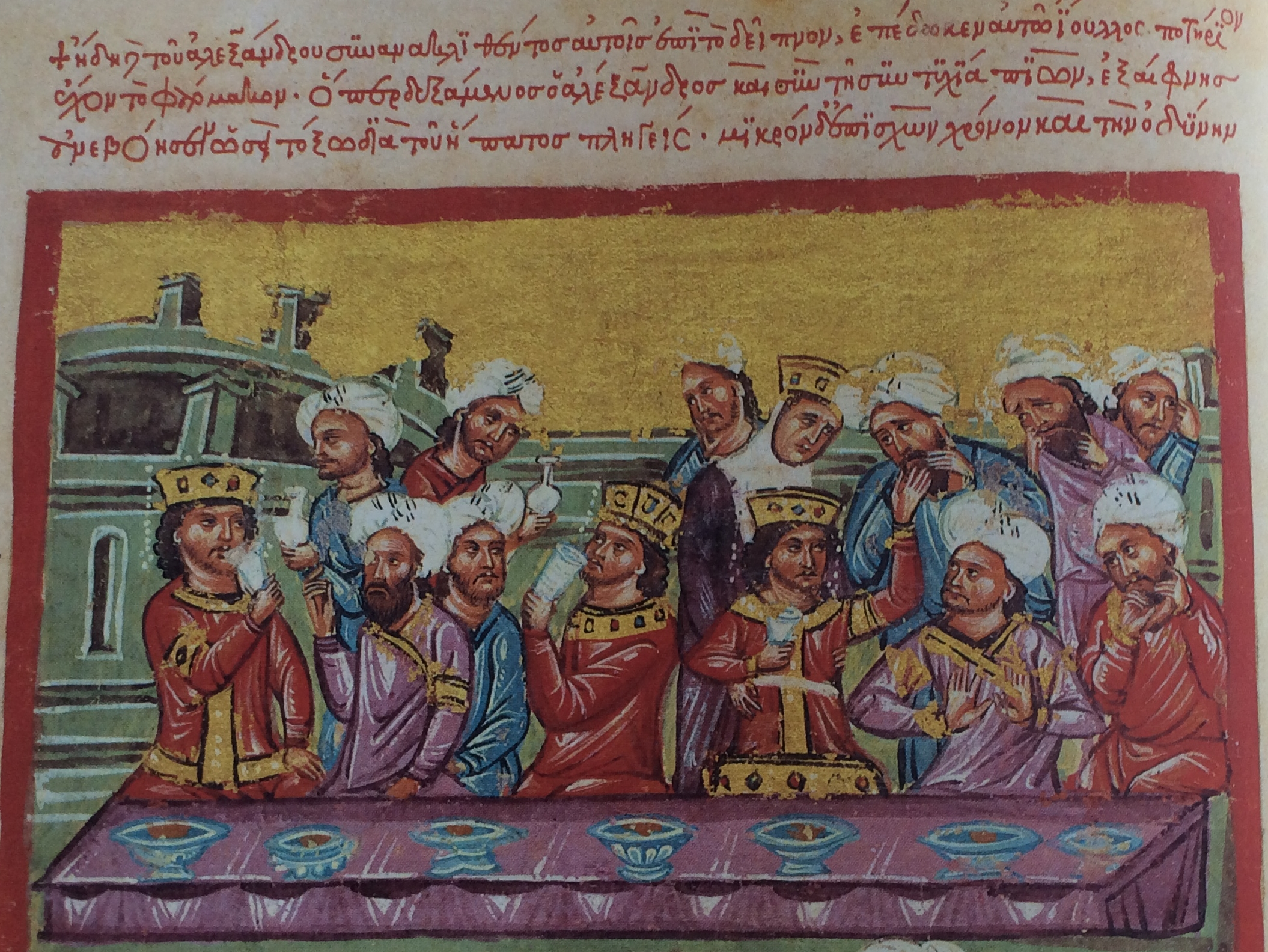
Historia Aleksandra Wielkiego z XIV wieku
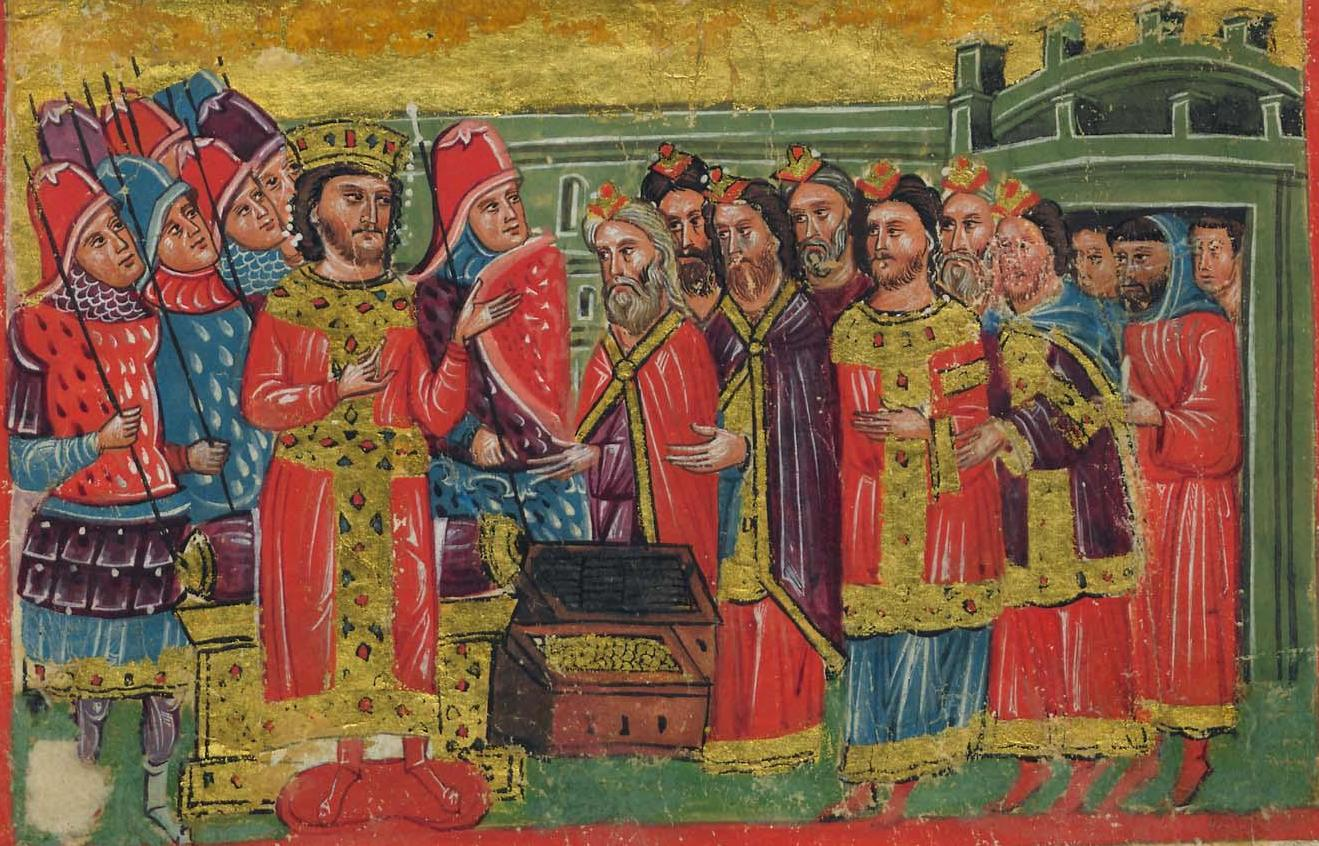
Historia Aleksandra Wielkiego z XIV wieku
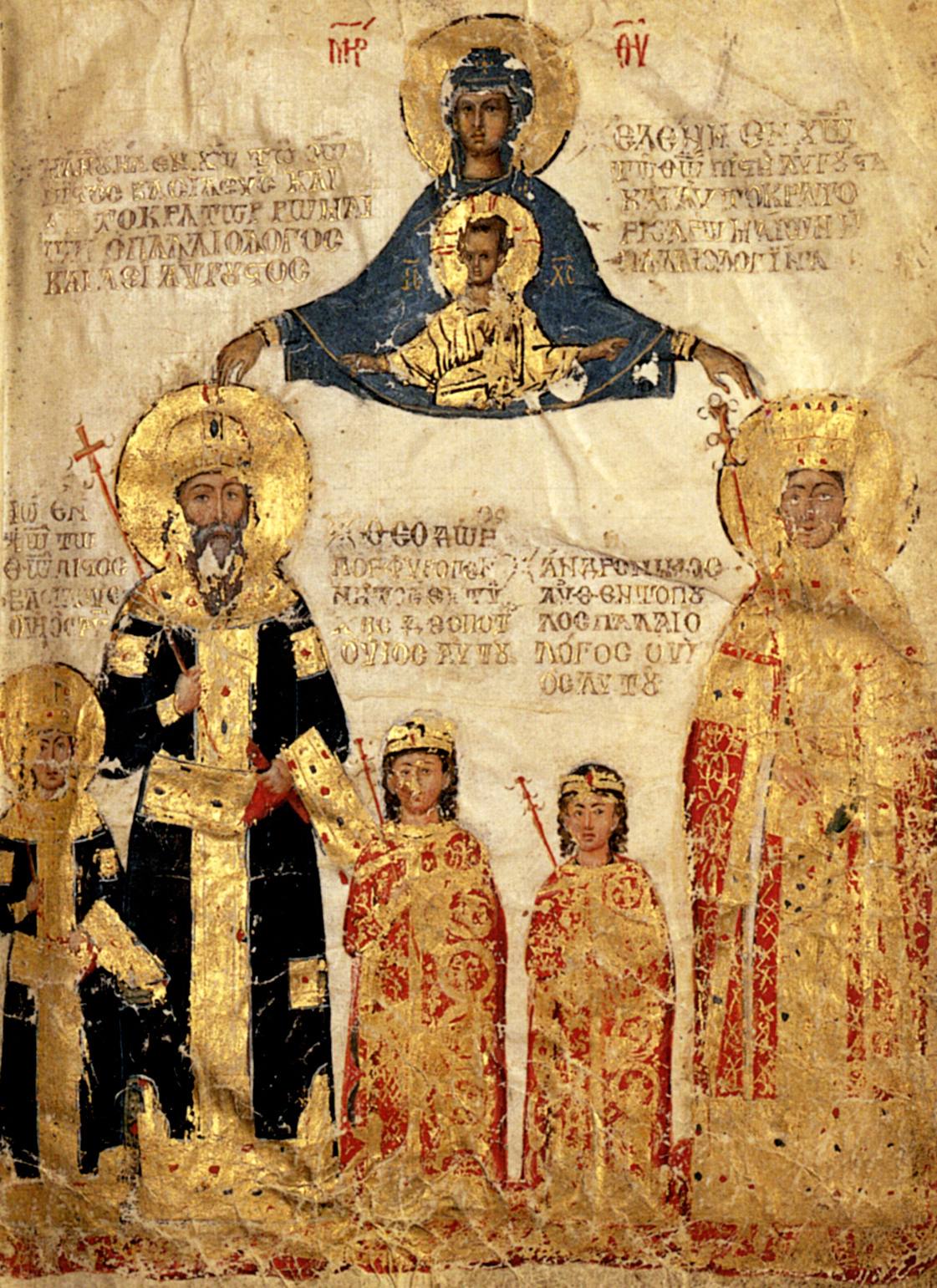
Manuel II, jego żona Helena Dragasz i dzieci
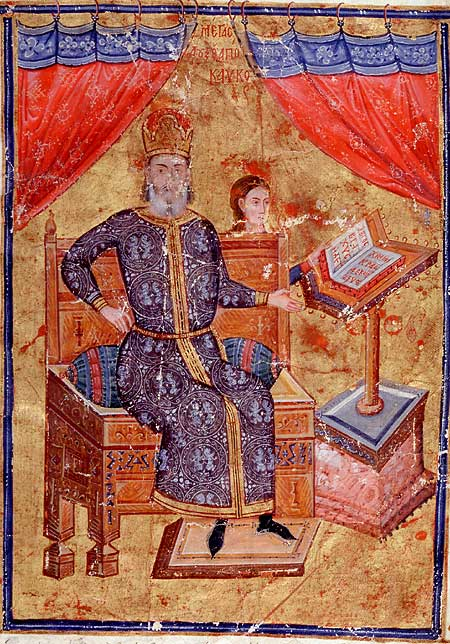
Wizerunek megaduksa Aleksego Apokauka w stroju urzędowym
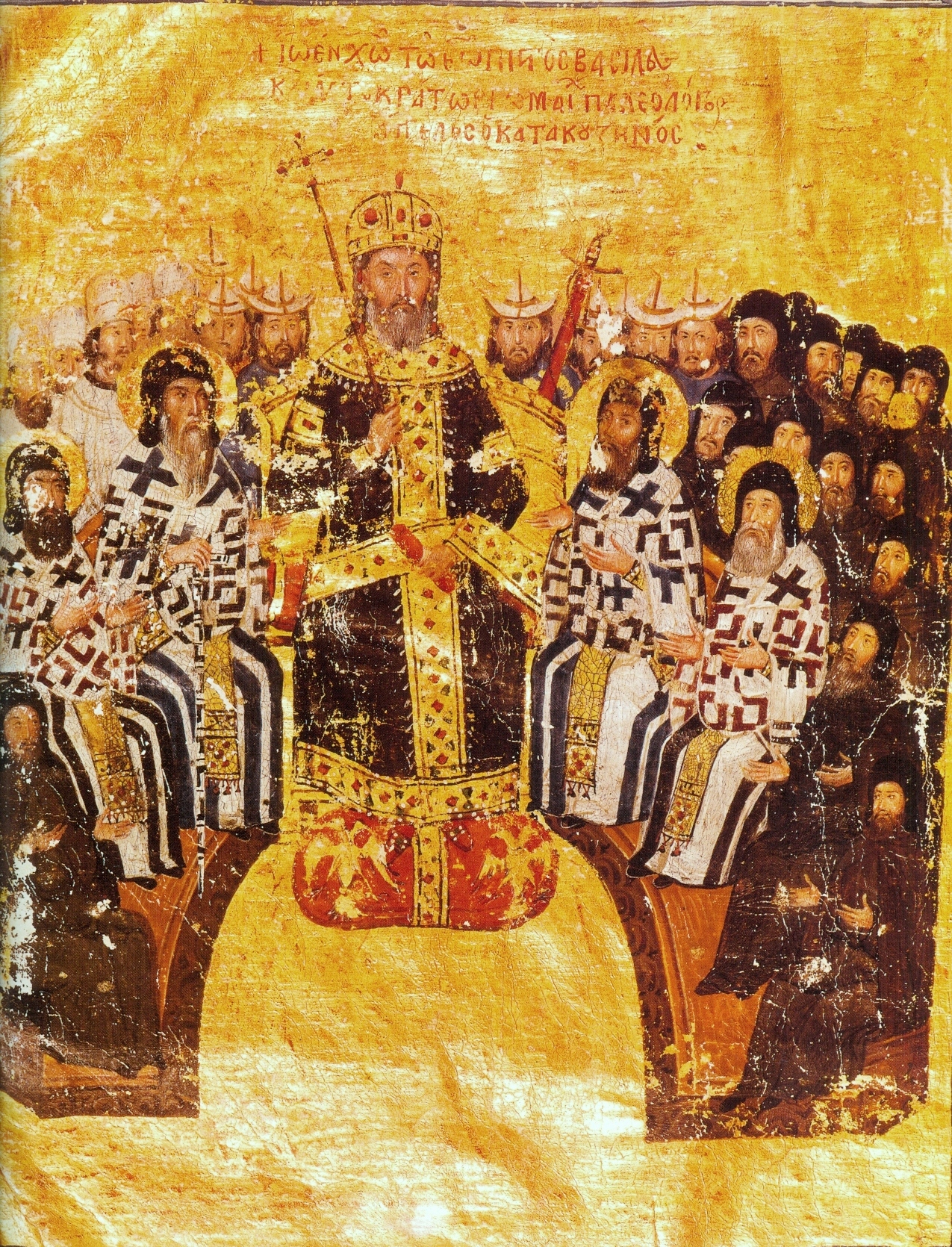
Jan VI Kantakuzen obecny na synodzie w 1351
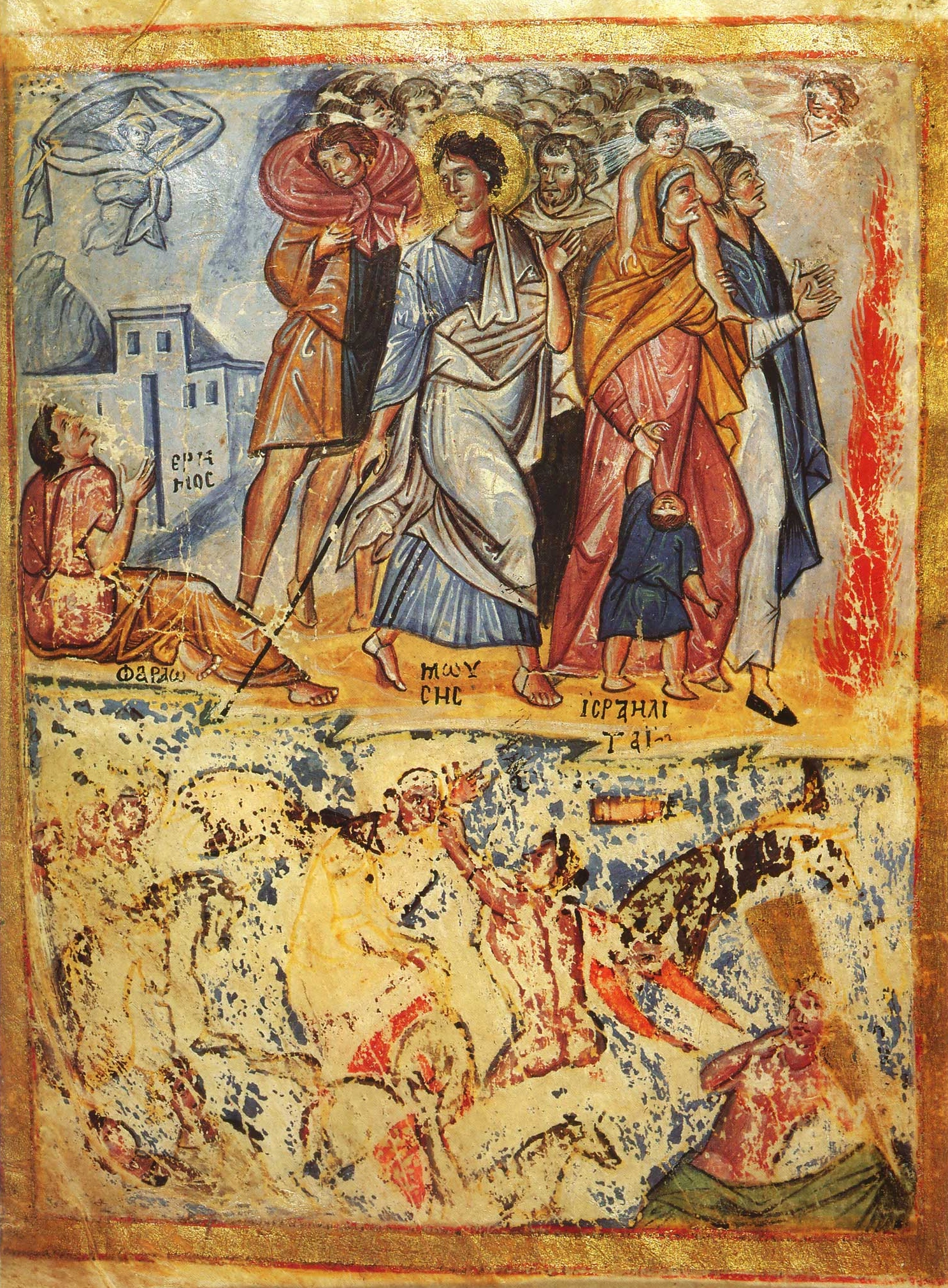
Przejście Żydów przez Morze Czerwone
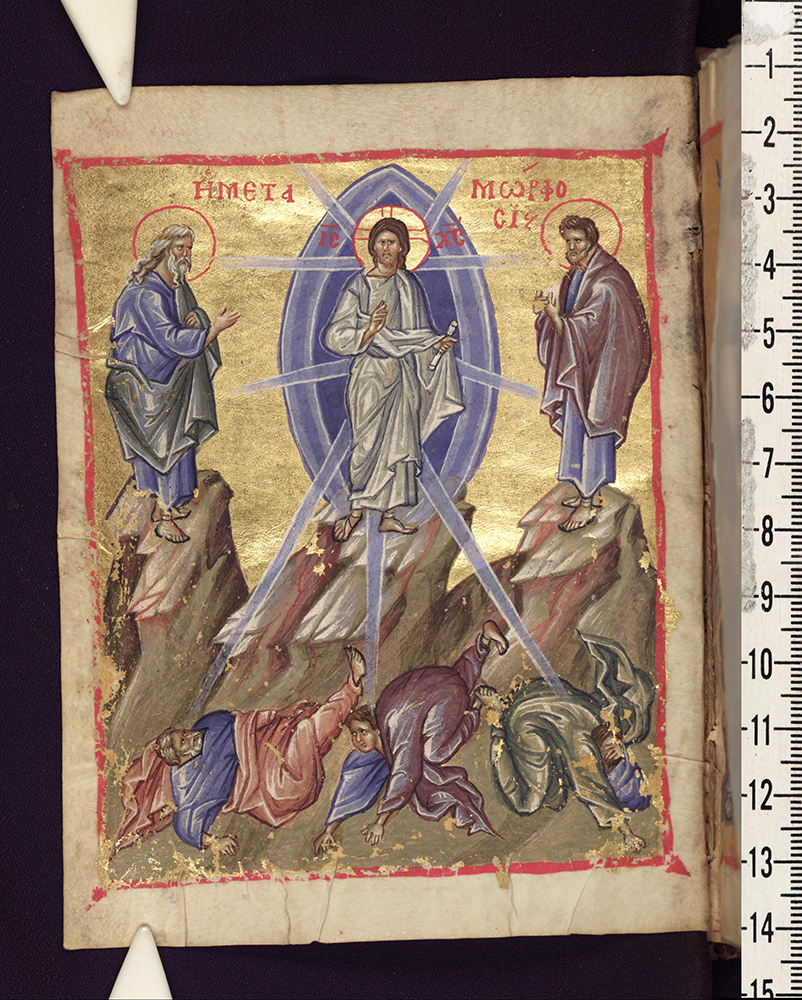
Menologion despoty Demetriusza
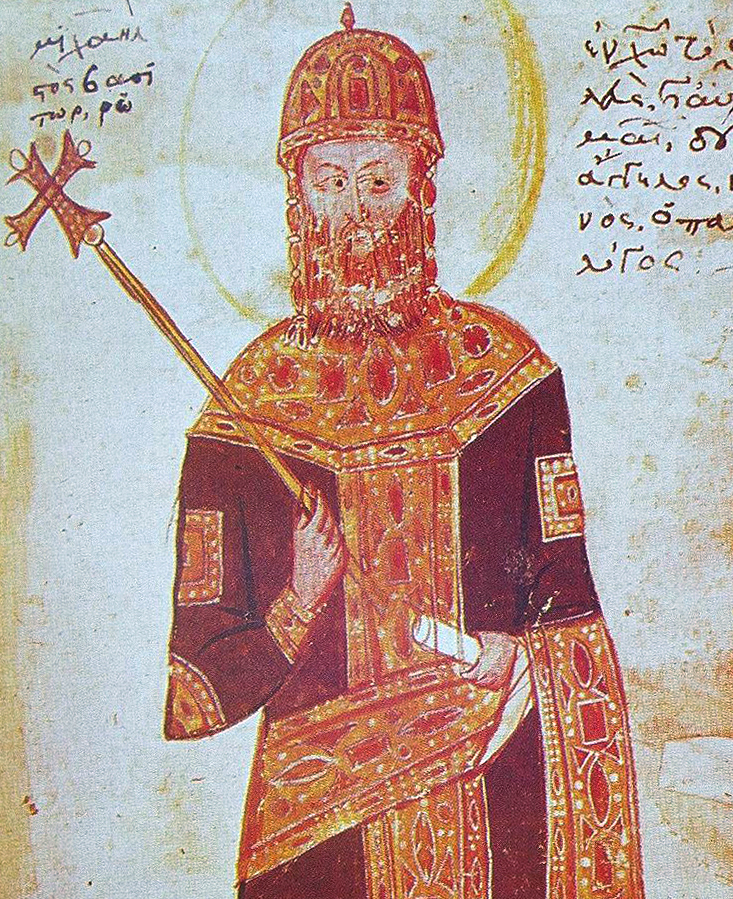
Wizerunek Michała VIII, założyciela dynastii Paleologów autorstwa Jerzego Pachymeresa

### Mozaiki

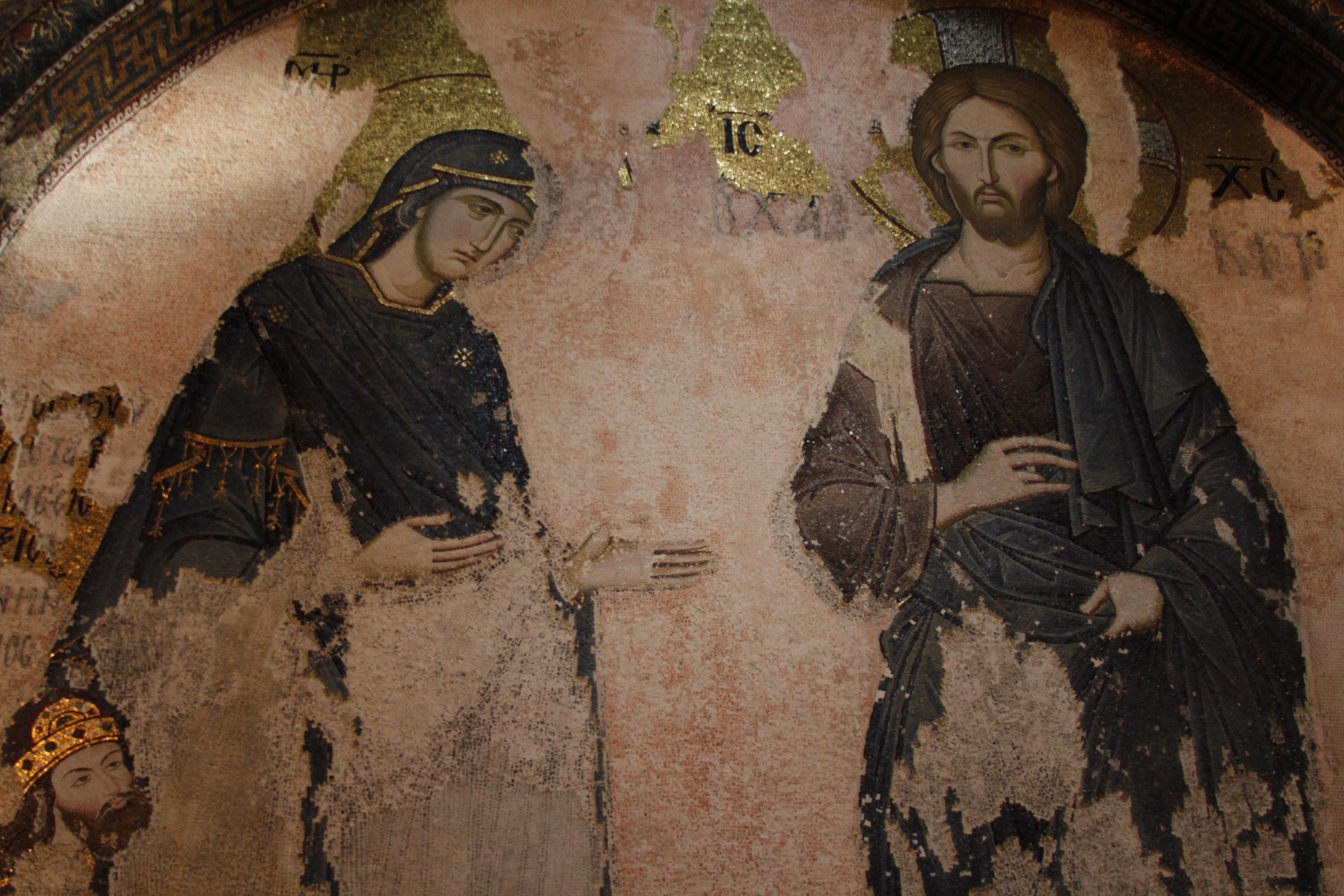
Mozaika z Chory
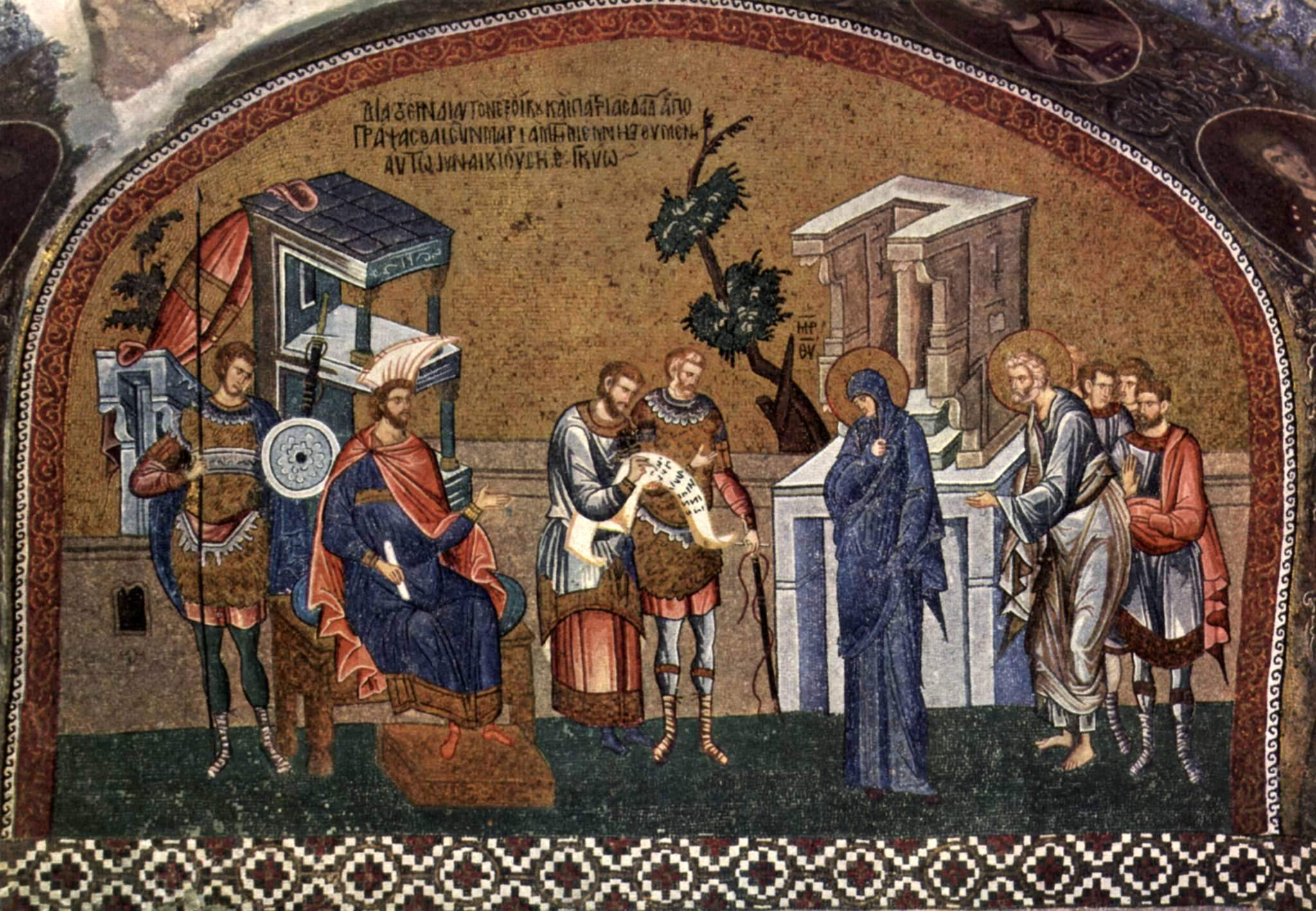
Mozaika przedstawiająca pobieranie podatków
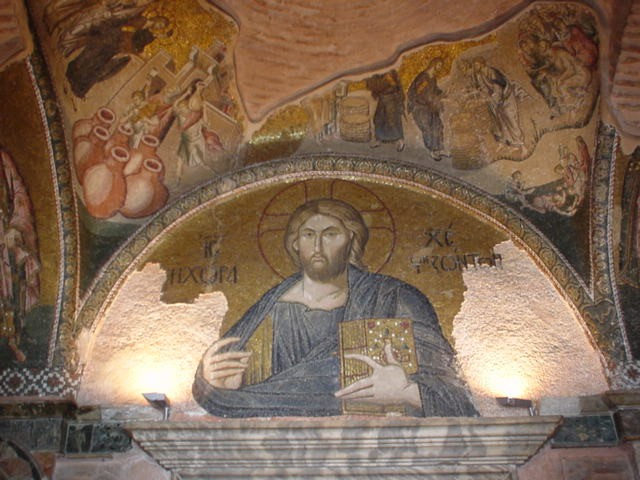
Mozaika przedstawiająca Chrystusa z Chory
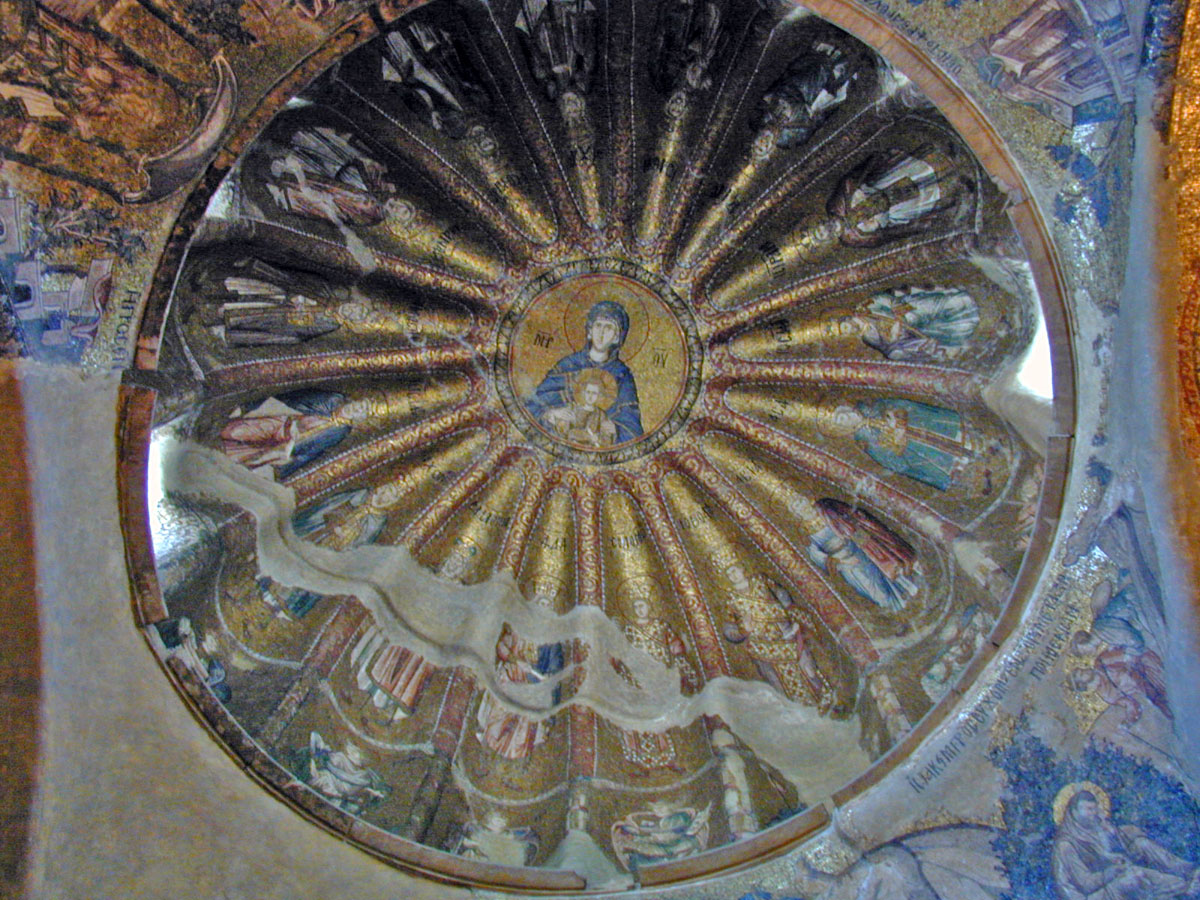
Mozaika na kopule kościoła Chora przedstawiająca Theotokos
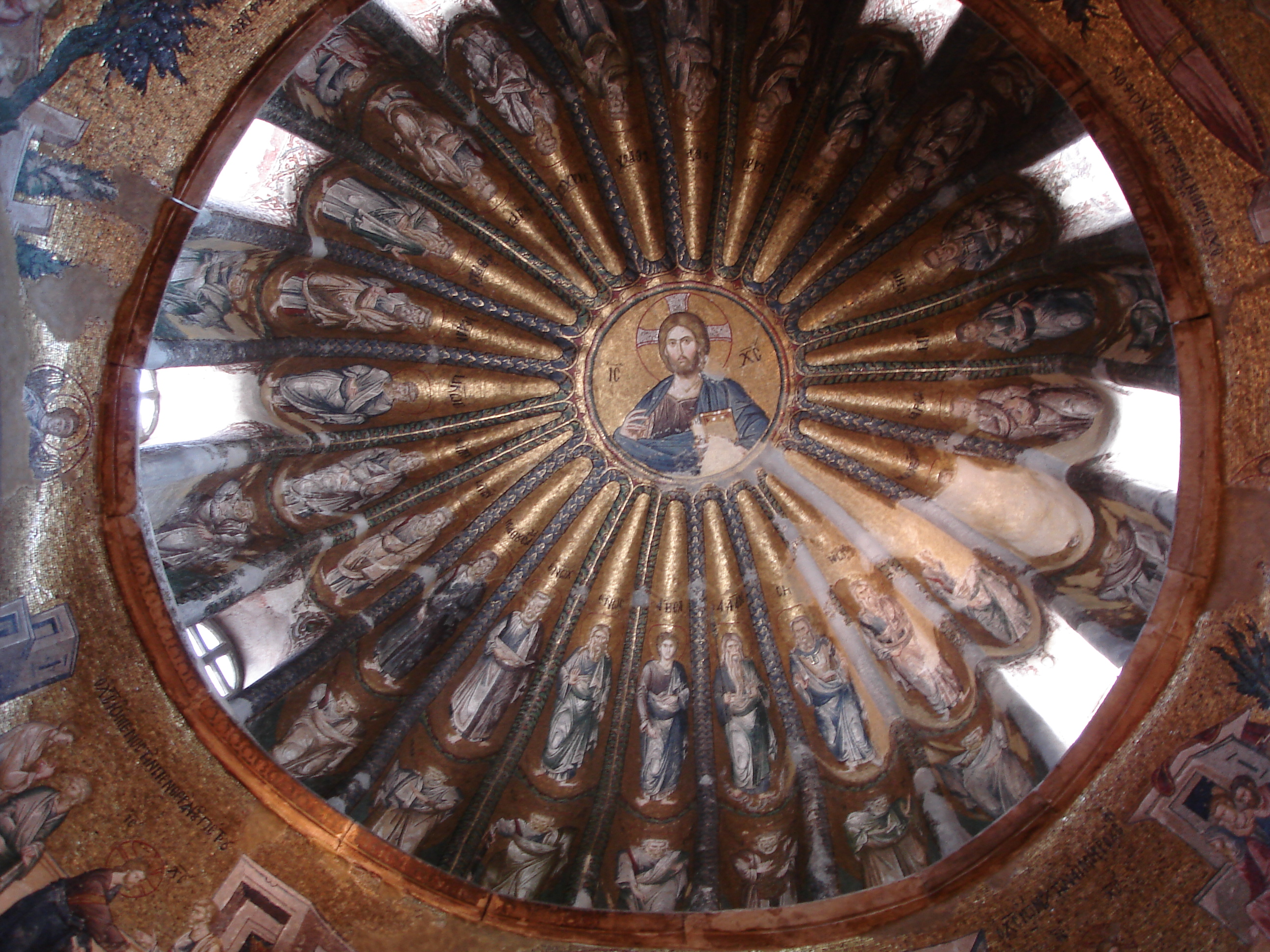
Mozaika na kopule Chory przedstawiająca Pantokratora
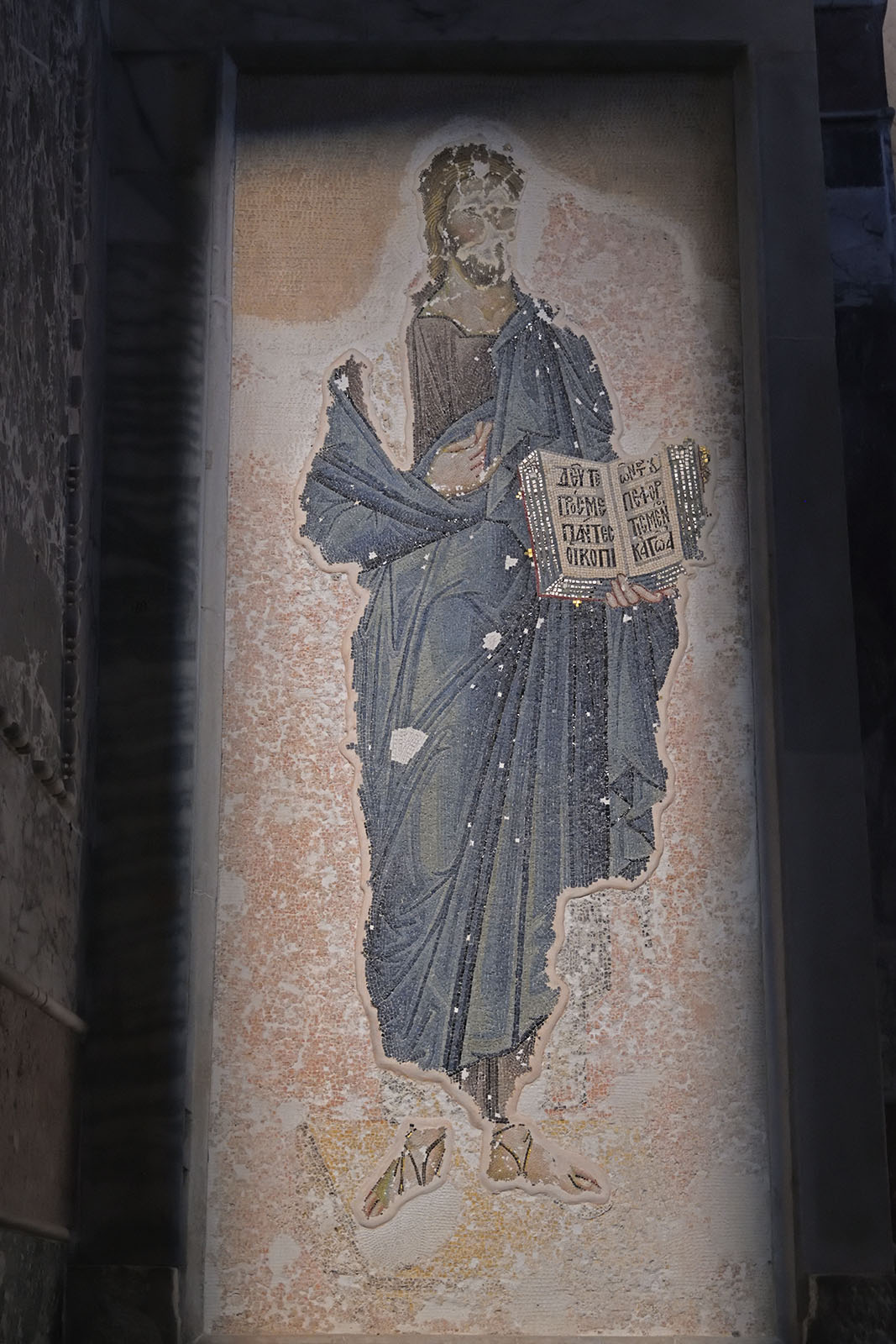
Chrystus z Chory
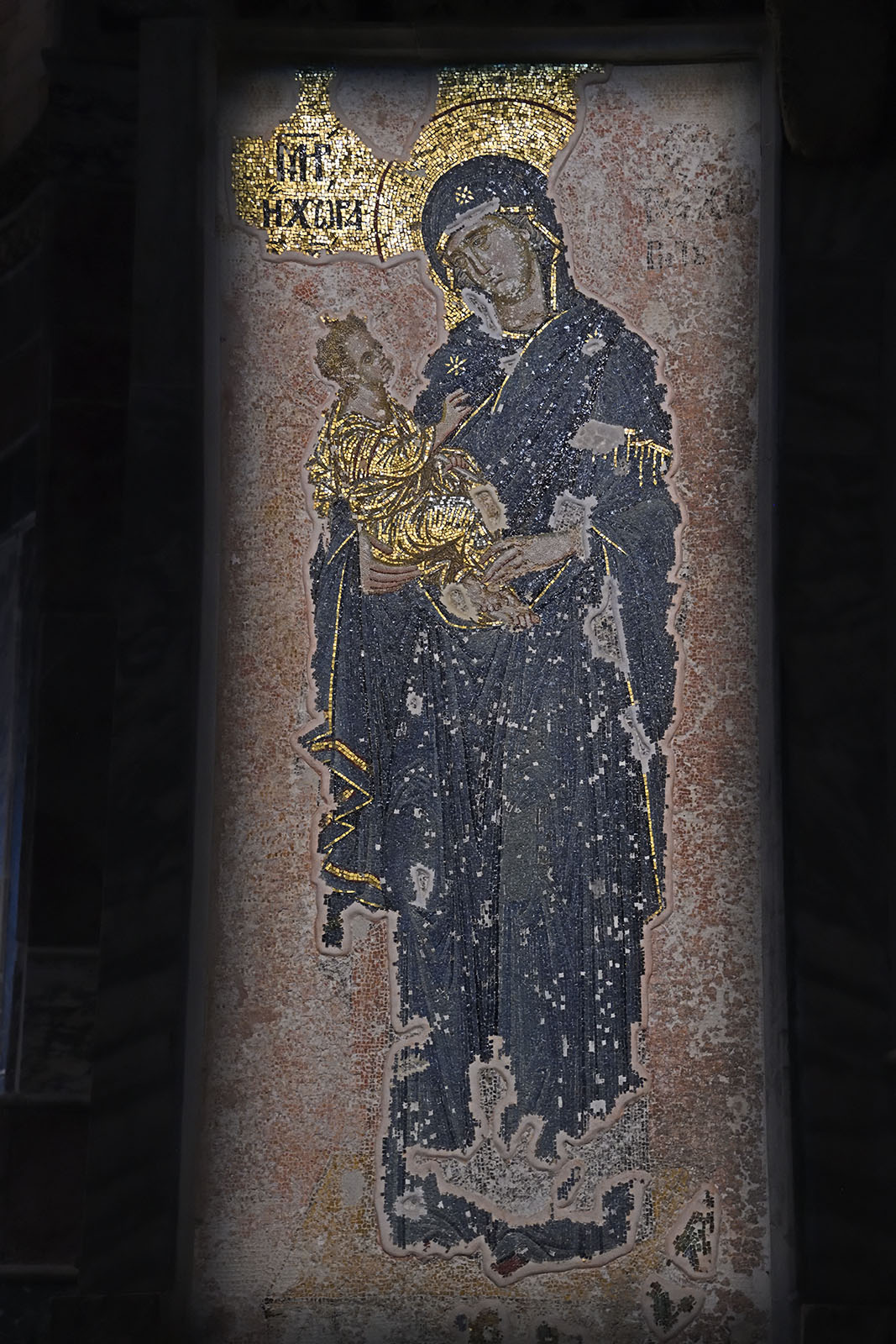
Maria z Nazaretu z Chory
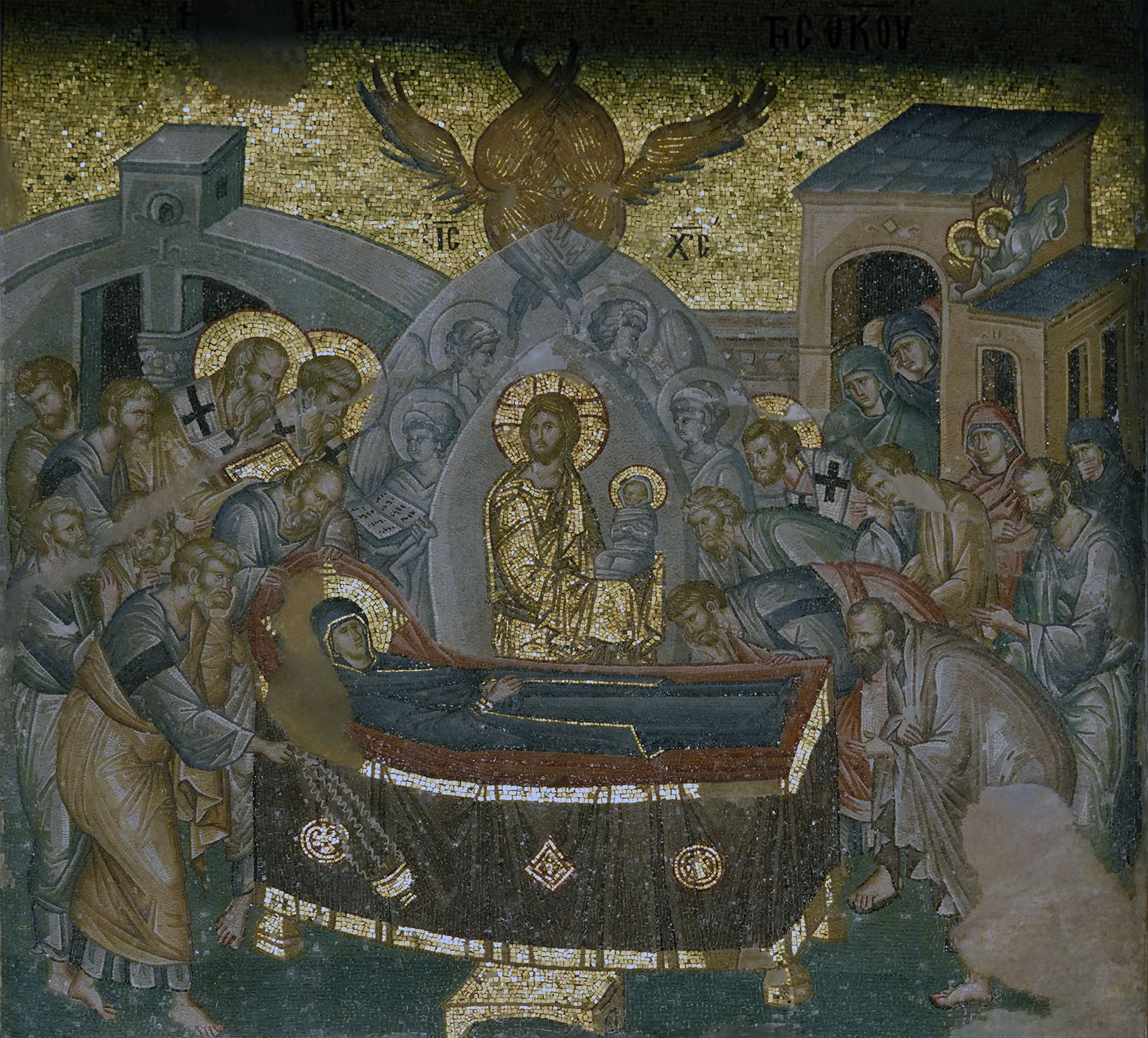
Mozaika z Chory przedstawiająca śmierć Marii matki Jezusa
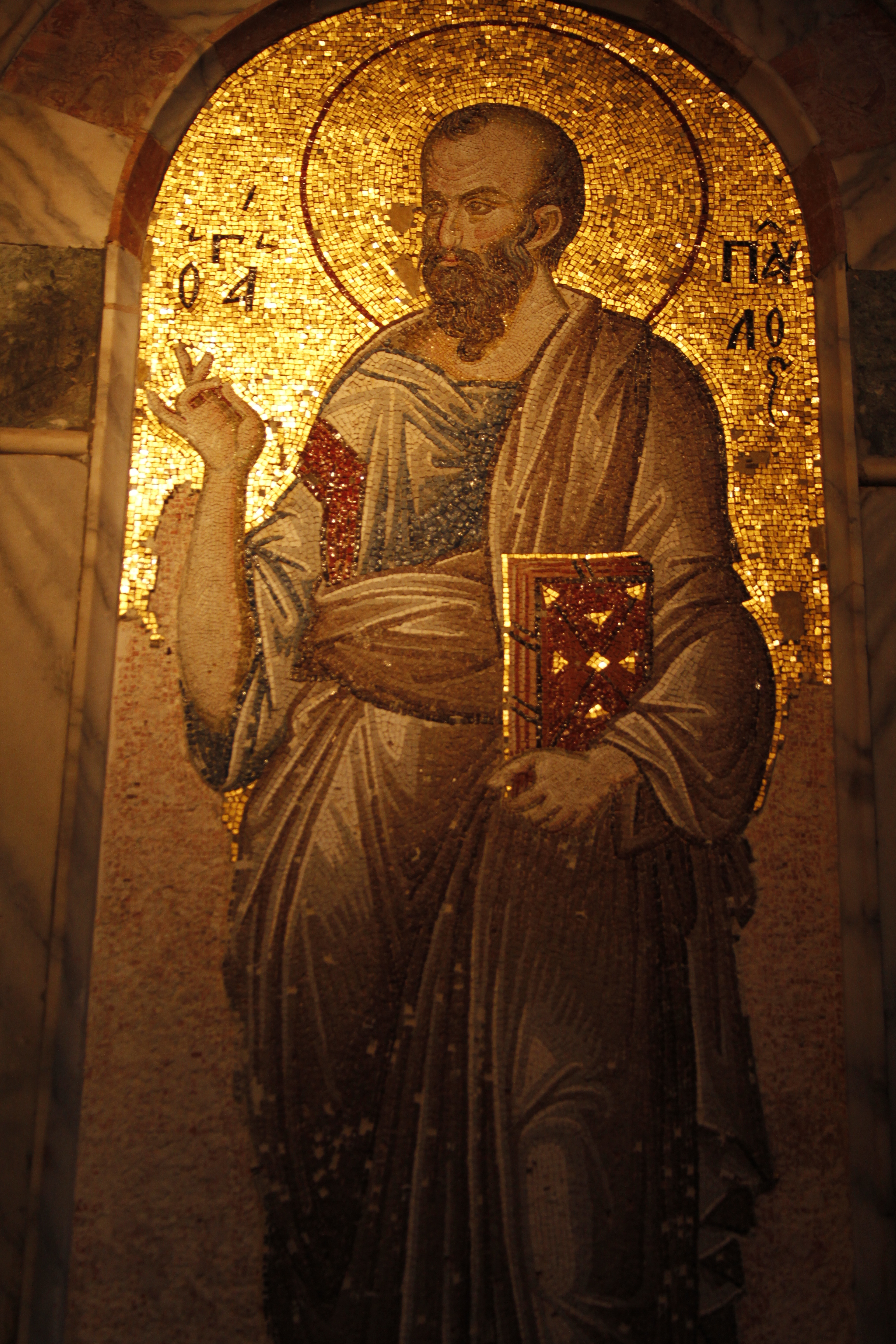
Paweł Apostoł na mozaice z Chory
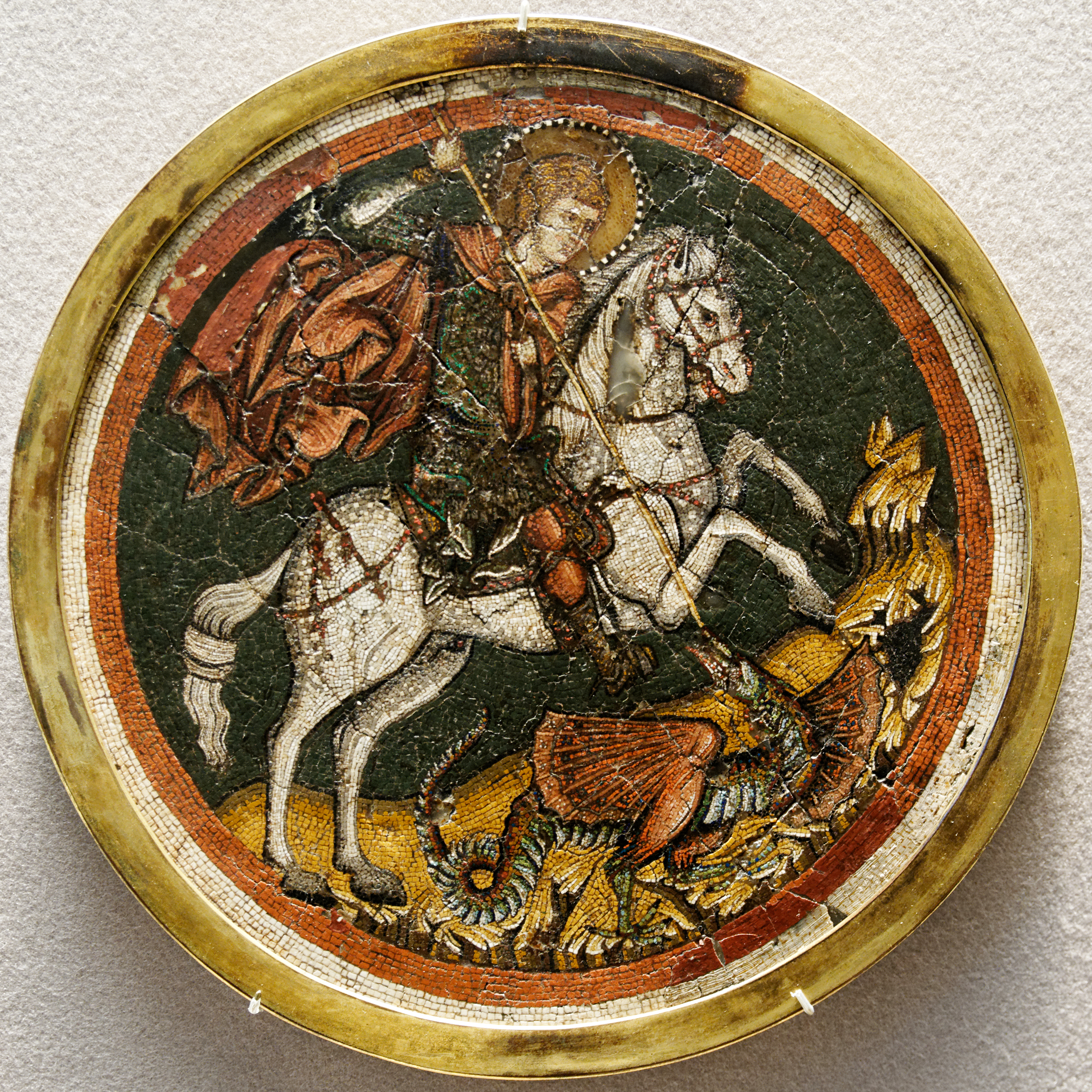
Święty Jerzy na mozaice
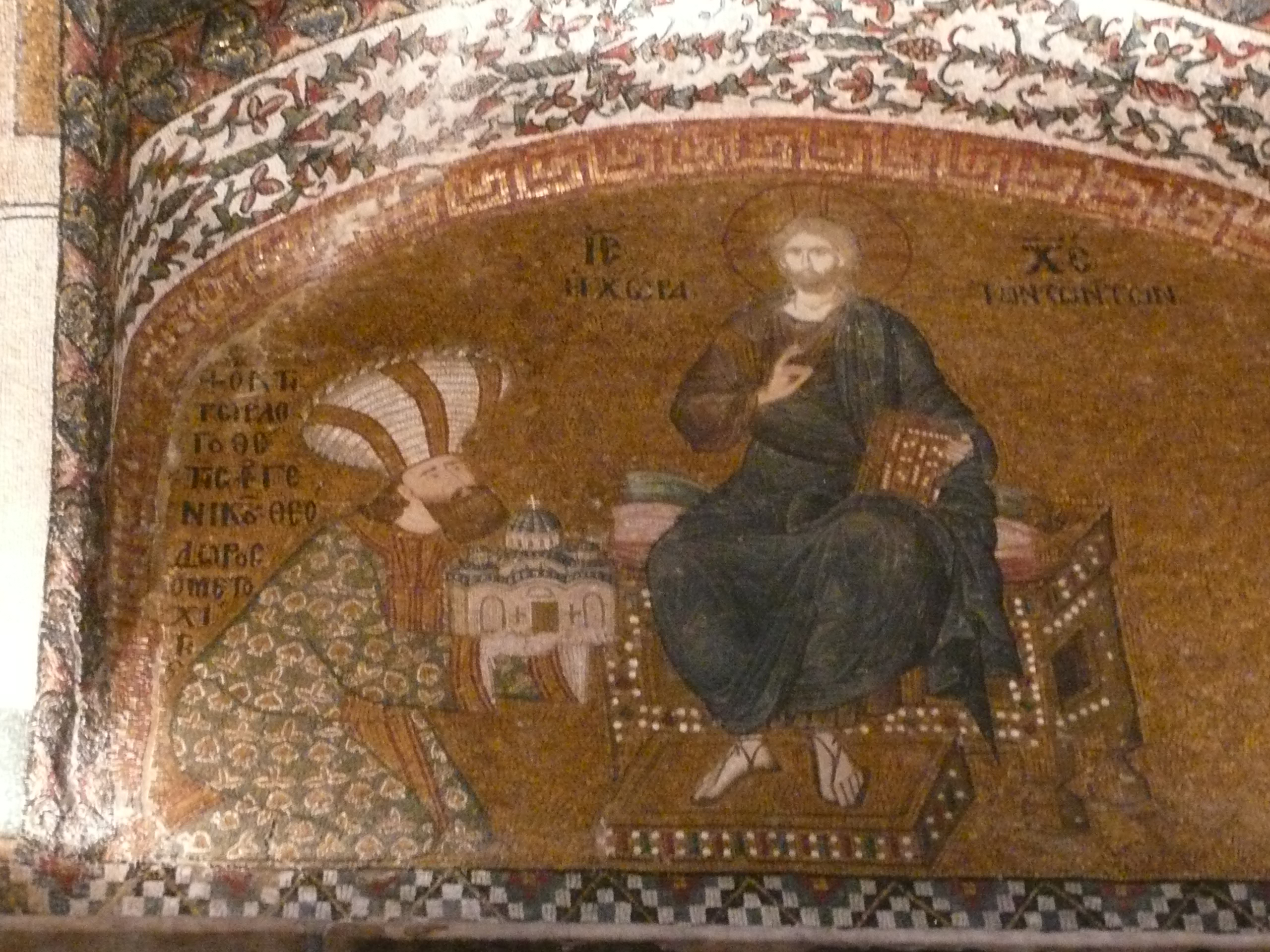
Mozaika przedstawiająca Teodora Metochitę oraz Chrystusa Pantokratora

### Wizerunki cesarzy

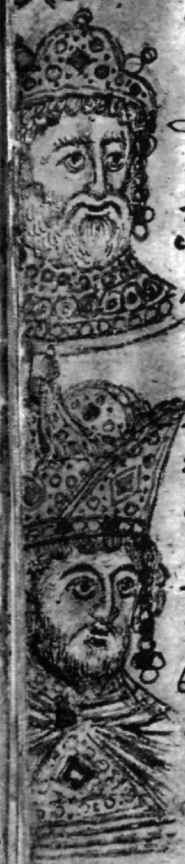
Gordian I i Gordian II
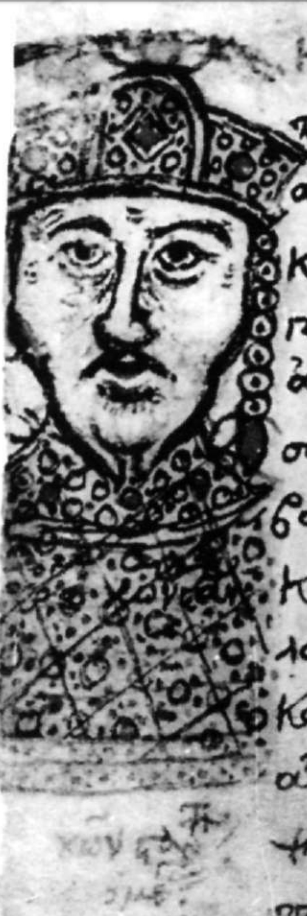
Konstantyn I Wielki
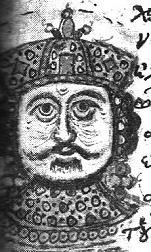
Maurycjusz
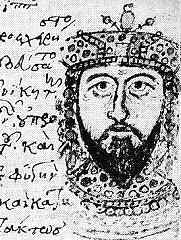
Leon V Armeńczyk
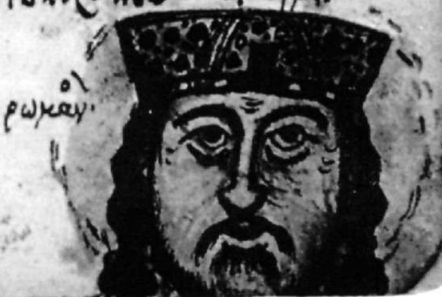
Roman I Lekapen
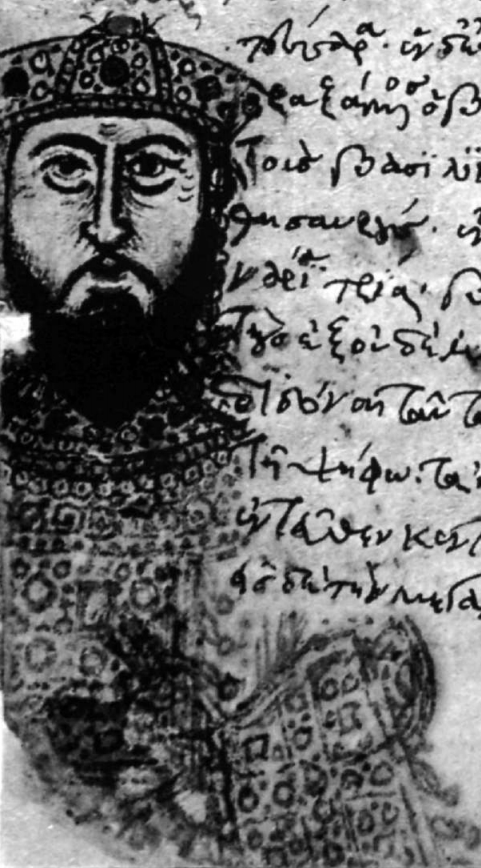
Bazyli II Bułgarobójca
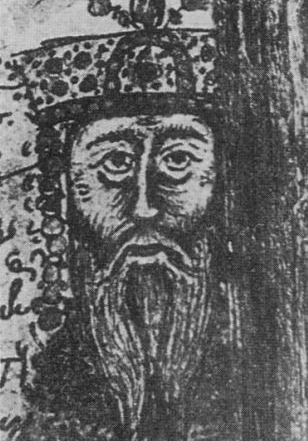
Konstantyn VIII
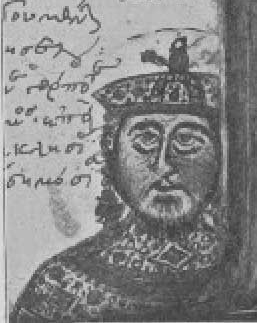
Roman III Argyros
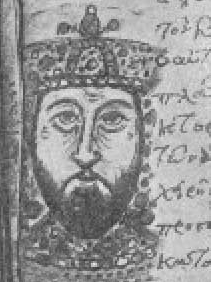
Michał V Kalafates
Zoe Porfirogenetka
Teodora Porfirogenetka
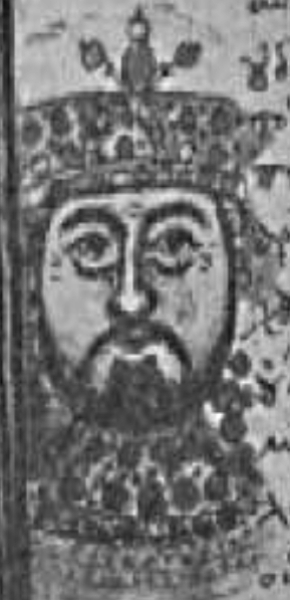
Konstantyn IX Monomach
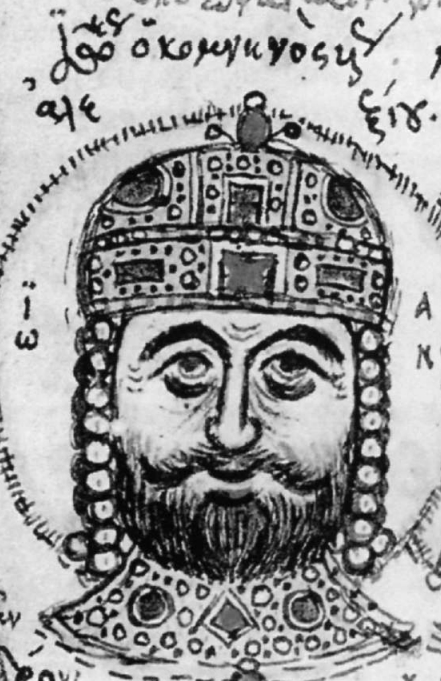
Jan II Komnen
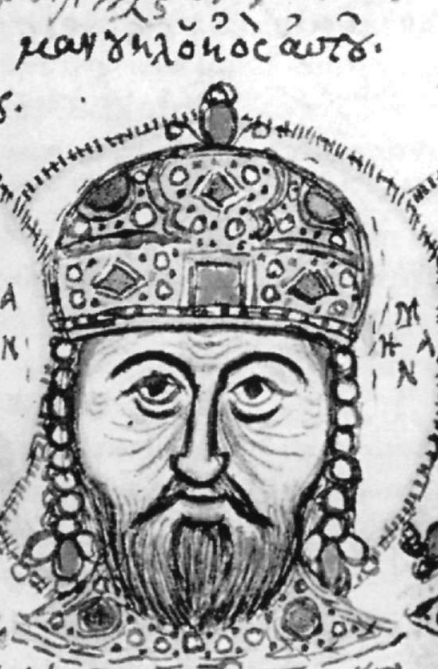
Manuel I Komnen
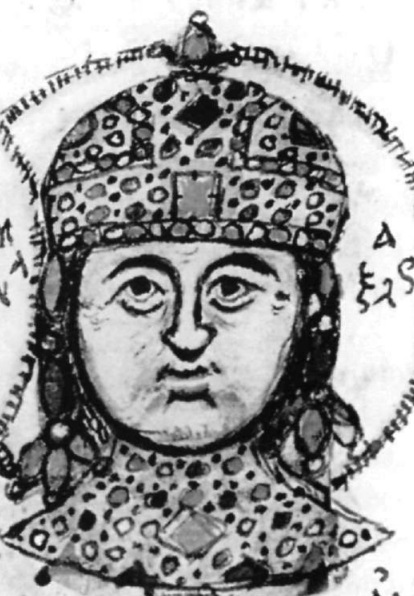
Aleksy II Komnen
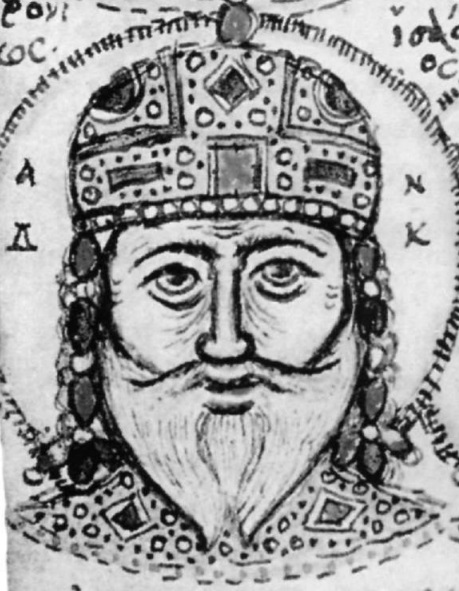
Andronik I Komnen
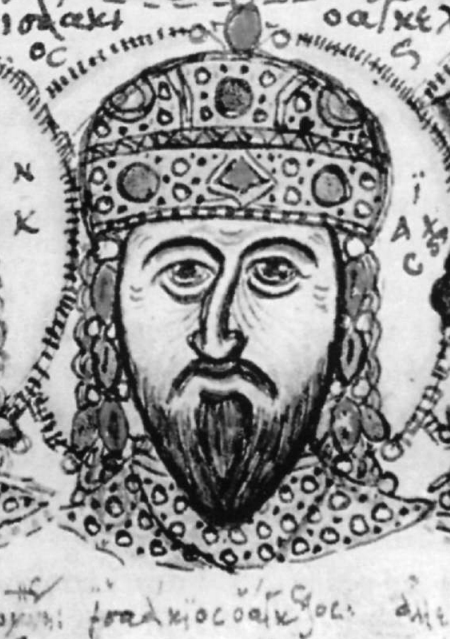
Izaak II Angelos
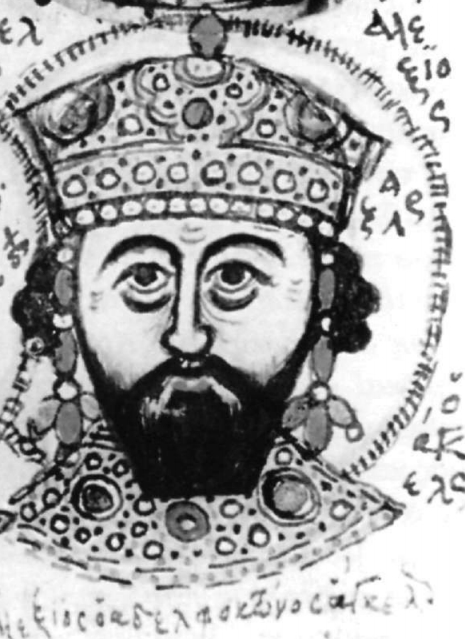
Aleksy III Angelos
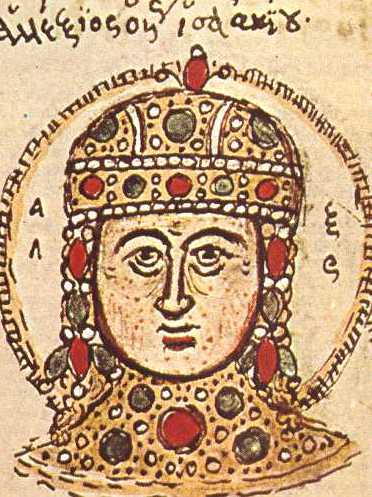
Aleksy IV Angelos
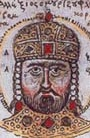
Aleksy V Murzuflos
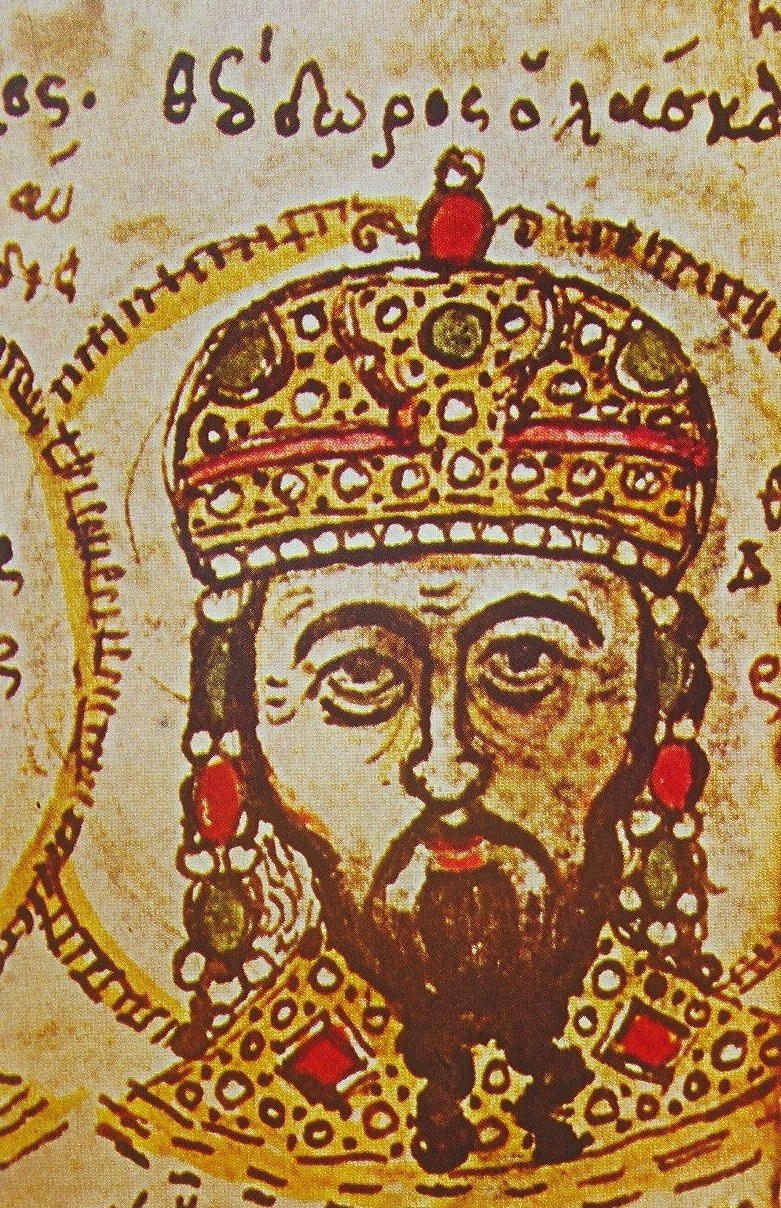
Teodor I Laskarys
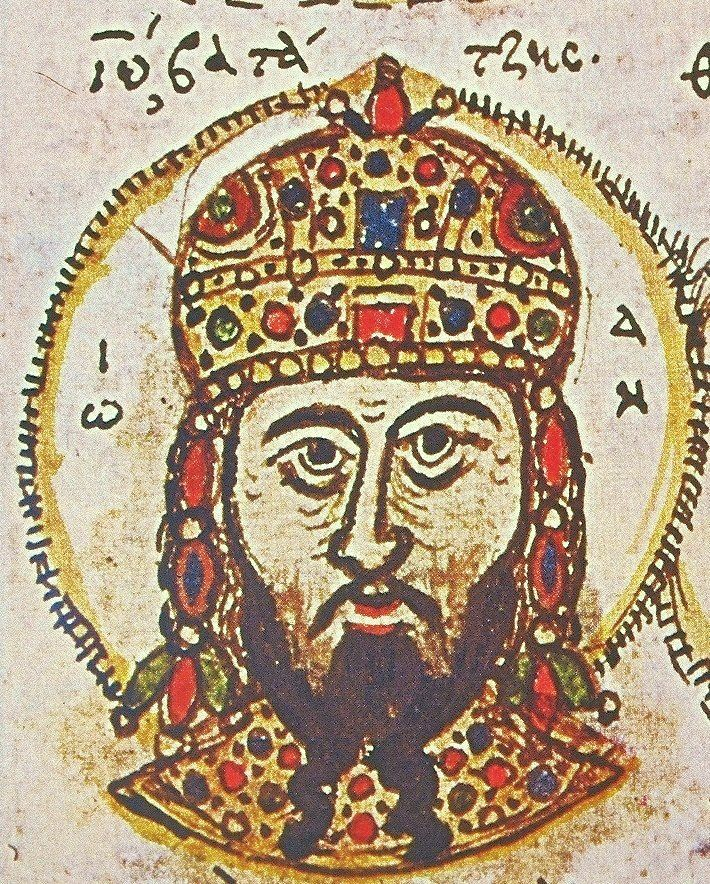
Jan III Watatzes
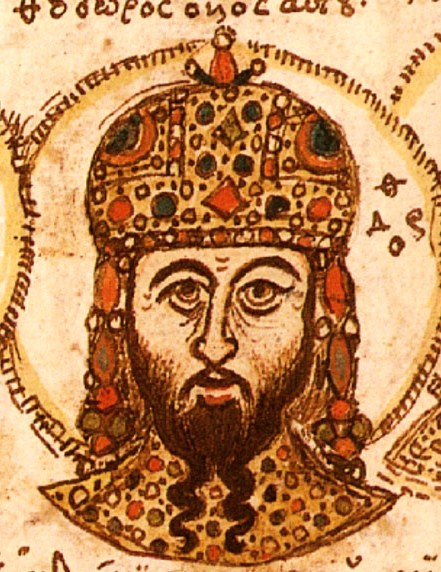
Teodor II Laskarys
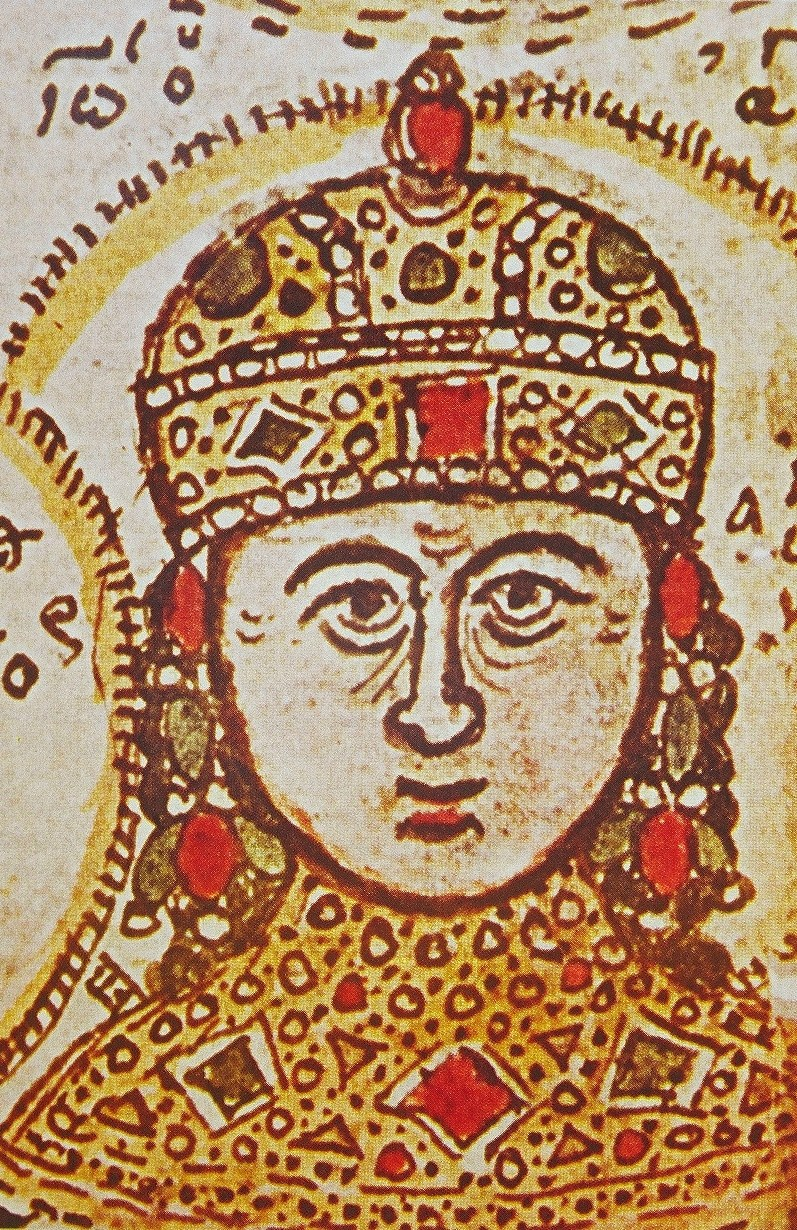
Jan IV Laskarys
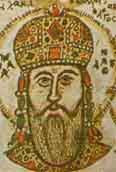
Michał VIII Paleolog
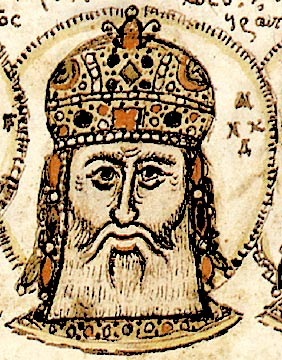
Andronik II Paleolog
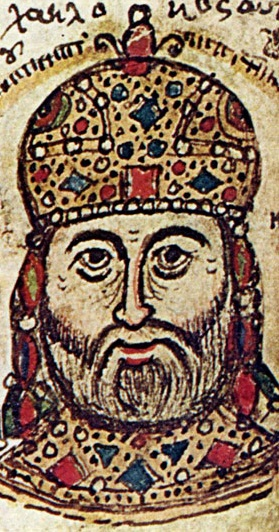
Michał IX Paleolog
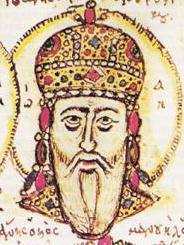
Jan V Paleolog
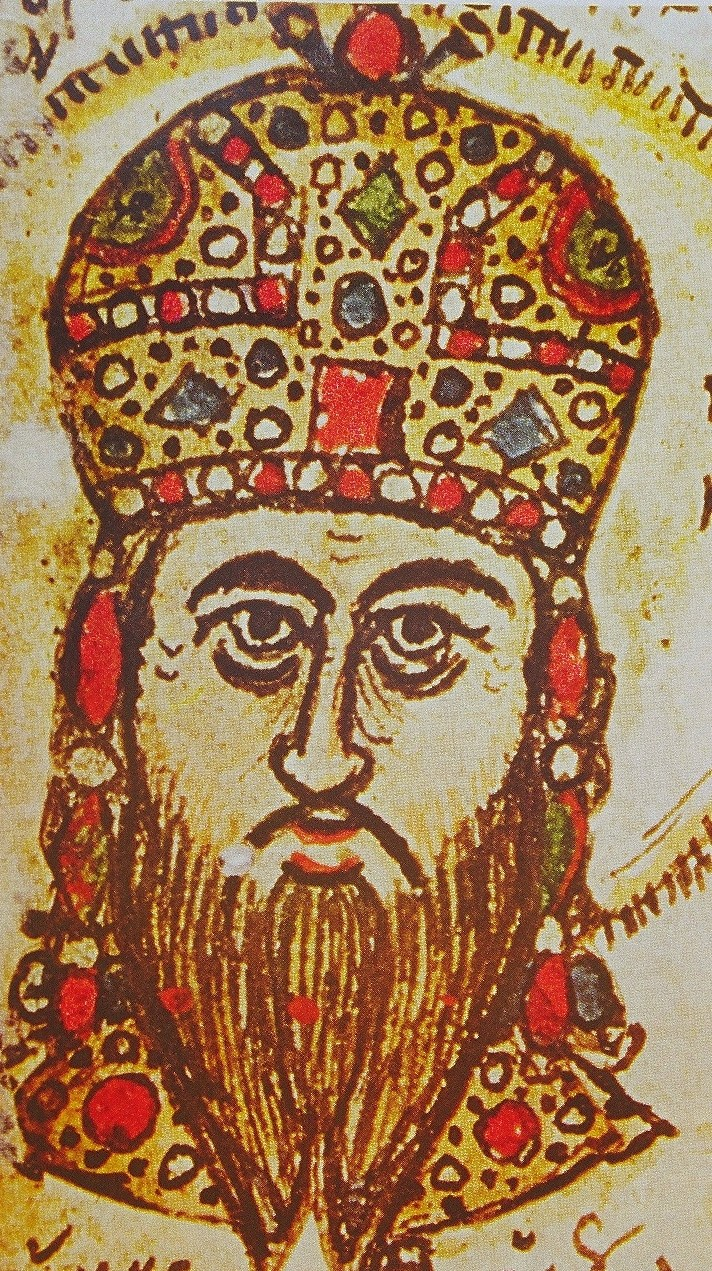
Andronik IV Paleolog
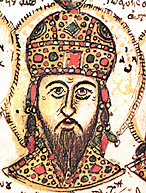
Jan VII Paleolog
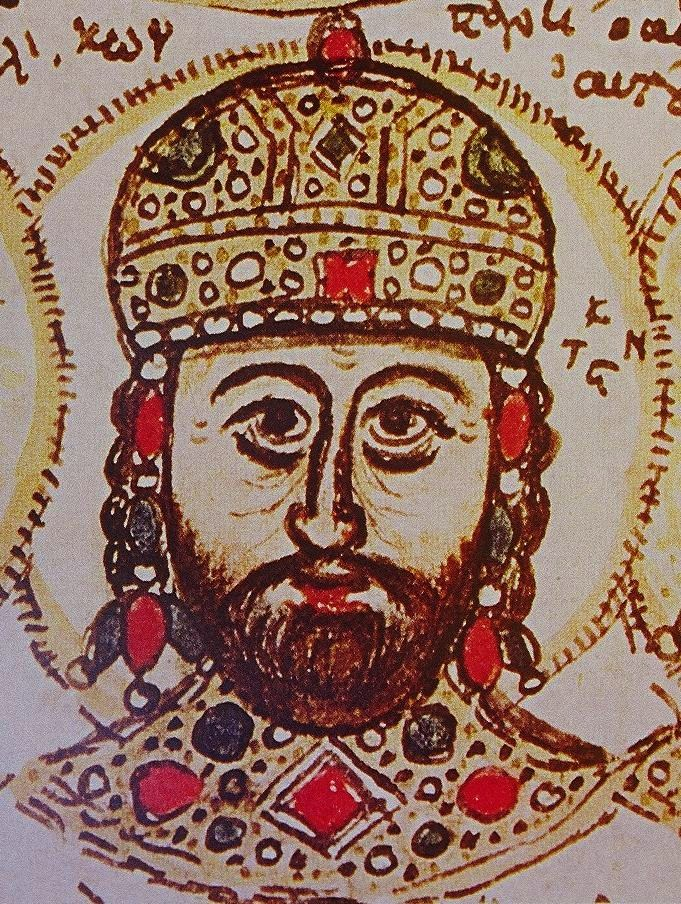
Konstantyn XI Paleolog

## Rzeźba

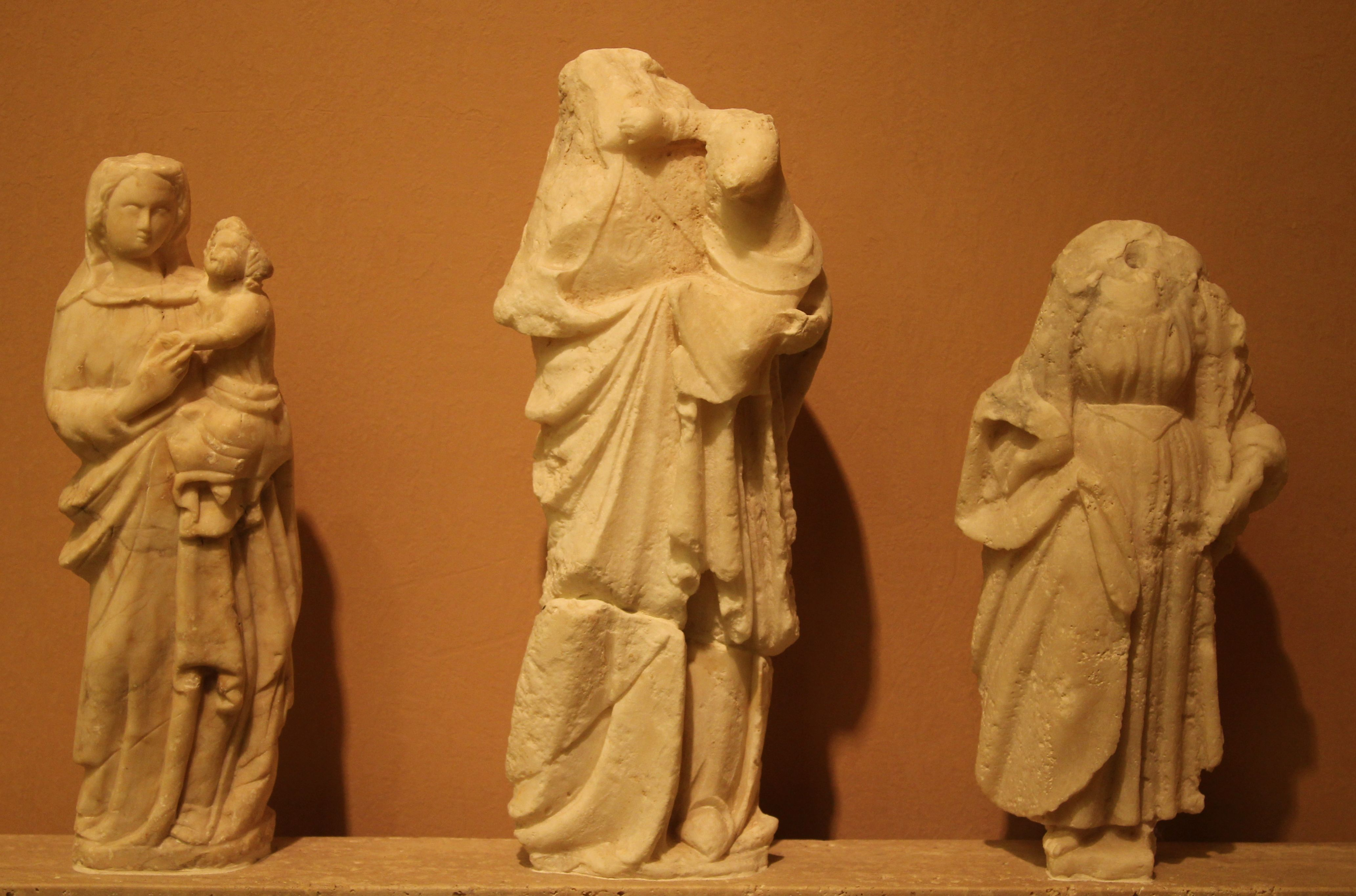
Marmurowe rzeźby przedstawiająca Marię, matkę Jezusa
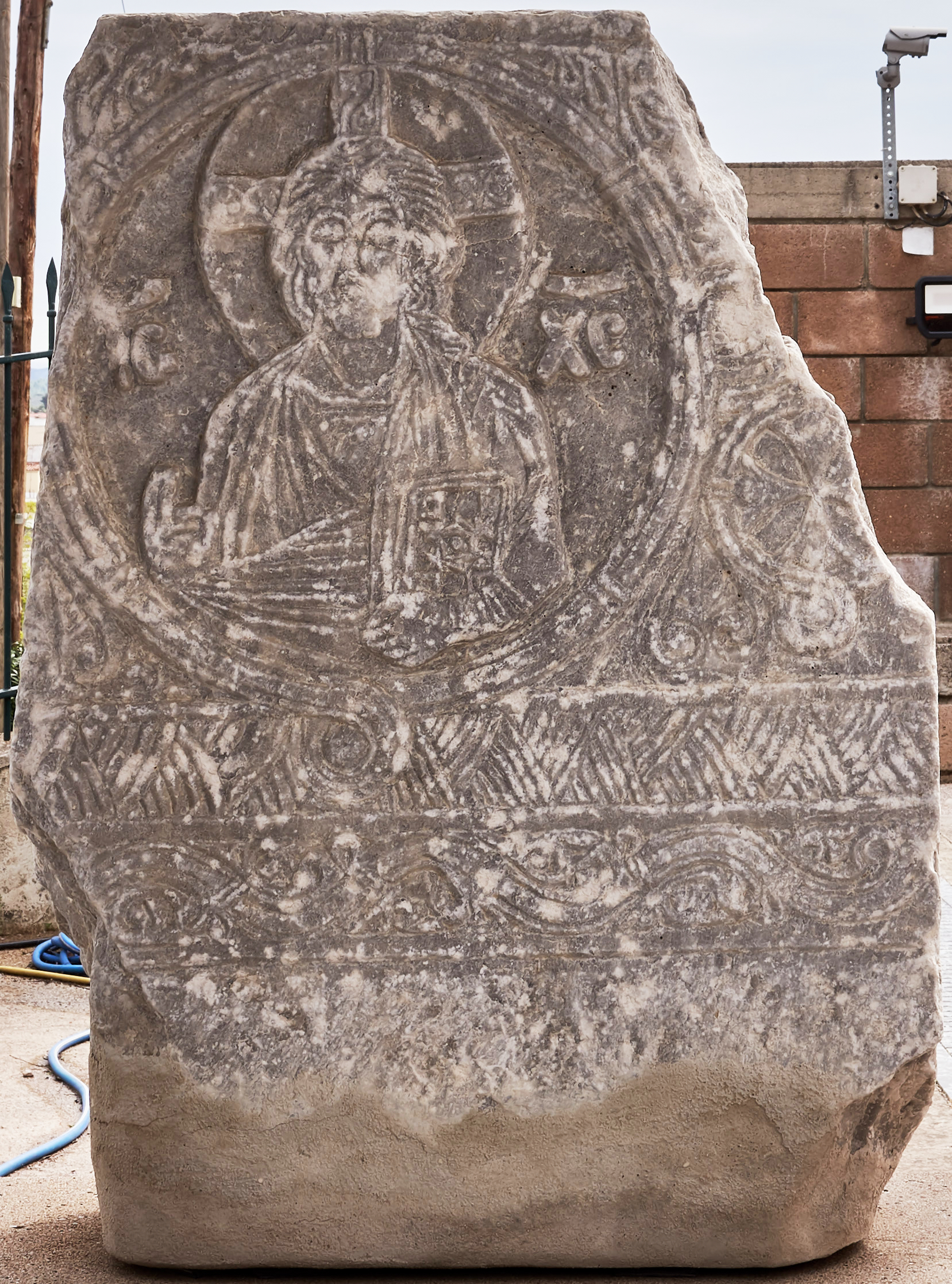
Chrystus Pantokrator z XIII lub XIV wieku
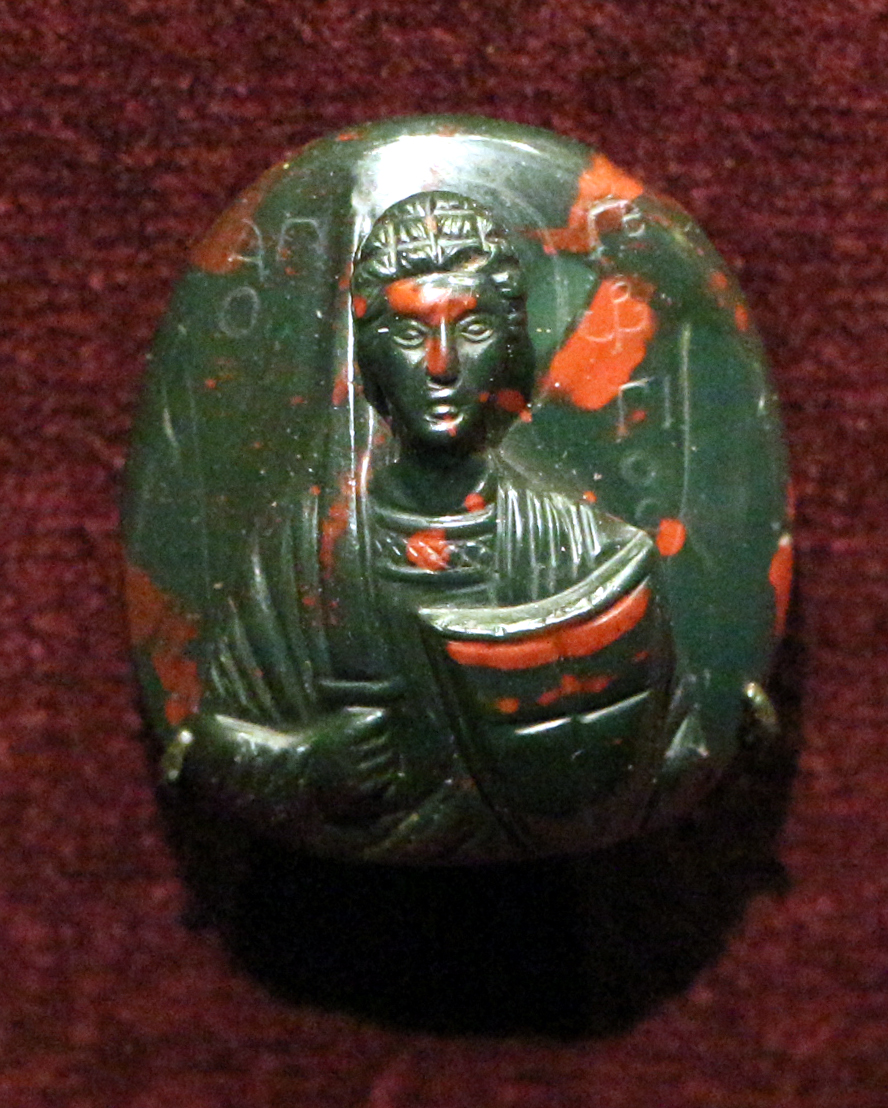
Rzeźba przedstawiająca bizantyńską damę z XIII lub XIV wieku
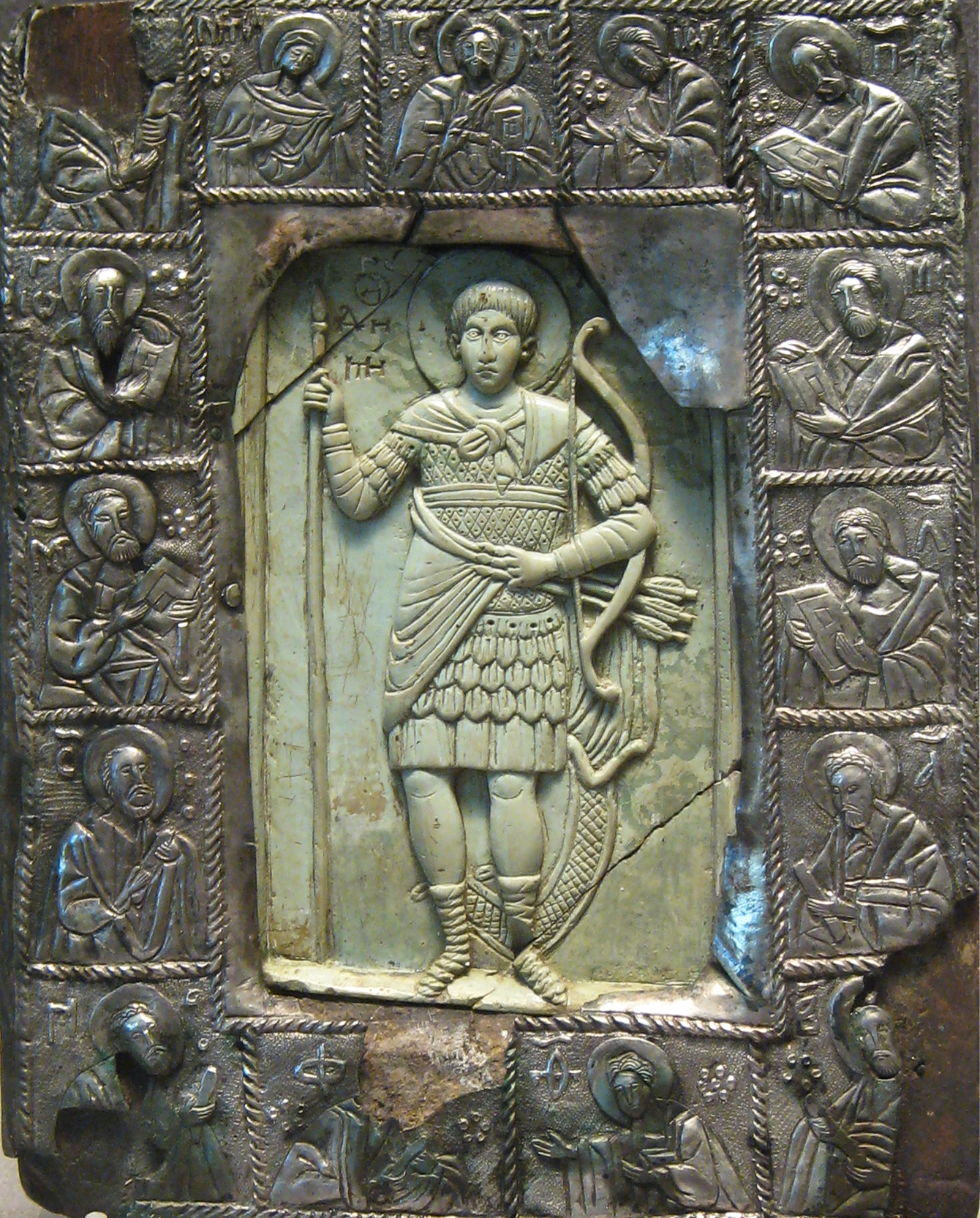
Święty Dymitr z Tesaloniki
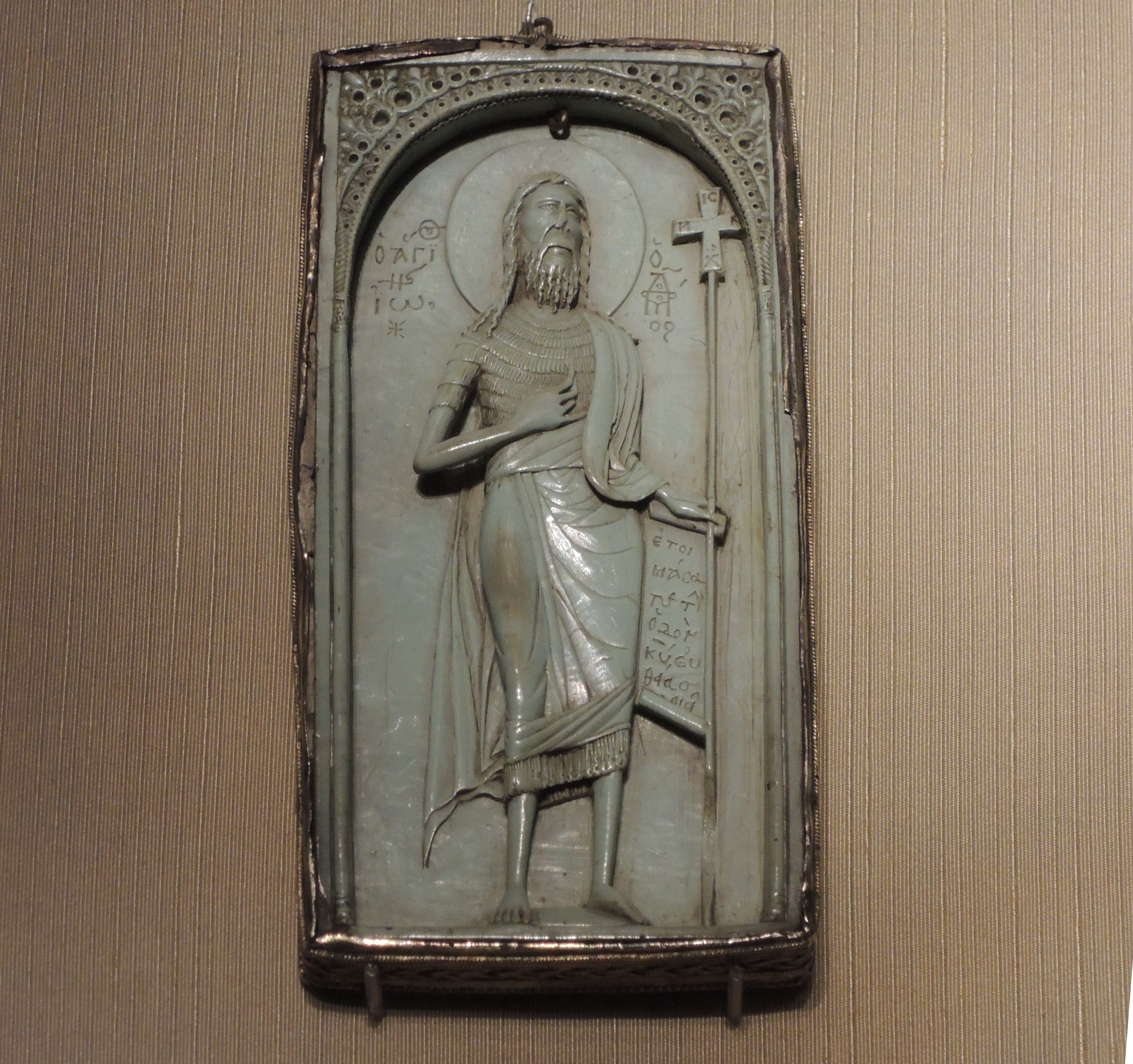
Rzeźba Jana Chrzciciela
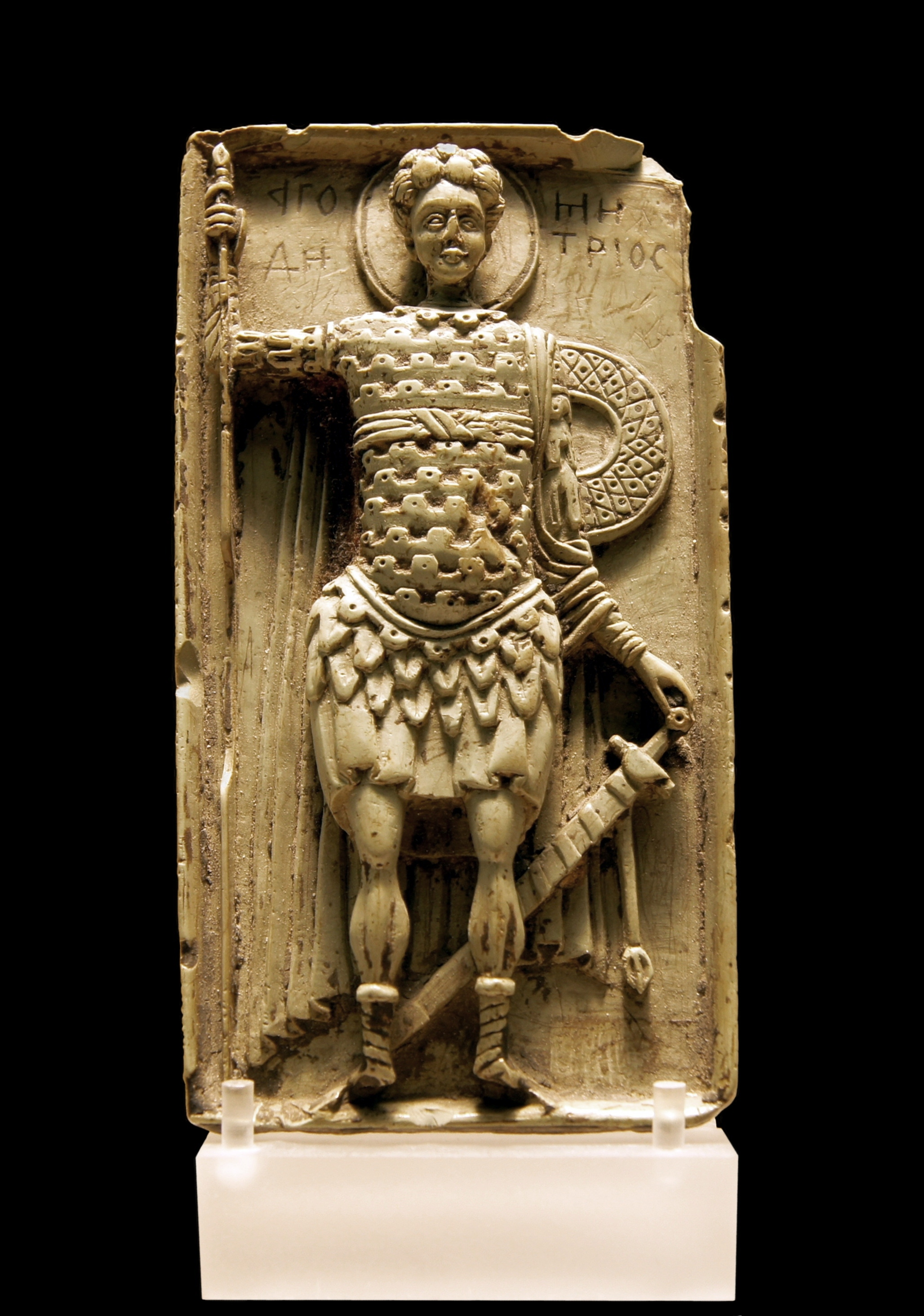
Rzeźba przedstawiająca świętego Dymitra z Tesaloniki z XIV wieku